# إنجلترا
إنْجِلْترا أو إنْكِلْترا أو إِنْكِلْتِرَة (بالإنجليزية: England، نقحرة: إنگلاند) هي أكبر دولة في المملكة المتحدة وتشترك في الحدود البرية مع إسكتلندا في الشمال وويلز في الغرب والبحر الأيرلندي في الشمال الغربي وبحر الكلت في الجنوب الغربي وبحر الشمال في الشرق، وتفصلها القناة الإنجليزية عن القارة الأوروبية جنوبًا. ويتكون البر الرئيسي من إنجلترا من الأجزاء الوسطى والجنوبية من جزيرة بريطانيا العظمى في شمال المحيط الأطلسي، كما تشمل أيضًا أكثر من 100 جزيرة صغيرة، مثل جزر سيلي وجزيرة وايت.
استوطن الإنسان المنطقة المعروفة الآن باسم إنجلترا أول مرة في فترة العصر الحجري القديم، ويعود أصل كلمة إنجلترا إلى الأنجلز وهي إحدى قبائل الجرمان التي استقرت خلال القرن الخامس والسادس الميلادي. أصبحت إنجلترا دولة موحدة سنة 927 ميلادية، ومنذ عصر الاستكشاف الذي بدأ في القرن الخامس عشر، أخذ تأثيرها الثقافي والقانوني يمتد وينتشر شيئاً فشيئاً عبر العالم بأكمله. حيث نشأت فيها اللغة الإنجليزية والكنيسة الأنجليكانية والقانون الإنجليزي (وهو أساس النظام التشريعي للقانون العام في عديد من الدول حول العالم)، كما أن نظامها البرلماني والحكومي مقبول به على نطاق واسع من الدول الأخرى. كانت إنجلترا مهد الثورة الصناعية التي انطلقت في القرن الثامن عشر، وحوّلت البلاد إلى أول أمة صناعية في العالم، ووضعت الجمعية الملكية أسس العلوم التجريبية الحديثة.
أغلب أراضي إنجلترا سهلية، وإن كان هناك بعض المناطق المرتفعة في الشمال (على سبيل المثال: في مقاطعة ليك، بينينز ويوركشاير مورز) وفي الجنوب والجنوب الغربي (على سبيل المثال: دارتمور وكوتسوولدز وشمال وجنوب داونز). عاصمة إنجلترا هي لندن وهي أكبر منطقة مدنية في المملكة المتحدة وأكبر منطقة حضرية في الاتحاد الأوروبي بكل المقاييس. يصل عدد سكان إنجلترا إلى حوالي 51 مليون نسمة، وهم يُشكلون حوالي 84% من سكان المملكة المتحدة بشكل عام ويتركزون بشكل كبير في لندن وجنوب شرق إنجلترا والمجتمعات الحضرية في وسطها وشمال غربها وشمال شرقها ويوركشاير التي أنشأت كمنطقة صناعية كبرى خلال القرن التاسع عشر.
كانت مملكة إنجلترا - بما فيها ويلز - مستقلة حتى 1 مايو سنة 1707، عندما بدأت قوانين الاتحاد (بالإنجليزية: Acts of Union) بتنفيذ الشروط المتفق عليها بمعاهدة الاتحاد مع مملكة إسكتلندا التي أبرمت قبل عام، فأدى ذلك إلى اتحاد سياسي باسم مملكة بريطانيا العظمى. وفي سنة 1800 اتحدت بريطانيا العظمى مع مملكة أيرلندا عن طريق قانون اتحاد آخر، فنتج عنها المملكة المتحدة لبريطانيا العظمى وإيرلندا. وفي سنة 1922 انفصلت عنها أيرلندا مكونة دولة أيرلندا الحرة وهي ذات سيادة منفصلة، غير أن القانون الملكي والبرلماني لعام 1927 قام بدمج ست مقاطعات إيرلندية في جسم المملكة، فأنشئت المملكة المتحدة لبريطانيا العظمى وأيرلندا الشمالية الحالية.

## أصل الكلمة
يشتق اسم «إنجلترا» من الكلمة الإنجليزية القديمة Englaland، والتي تعني حرفياً «أرض الأنجل». والأنجل كانت واحدة من الجماعات الجرمانية التي استقرت في إنجلترا خلال أوائل العصور الوسطى، وقد وصل هؤلاء القوم إلى بريطانيا قادمين من موطنهم الأصلي بشبه جزيرة أنغلن الواقعة في منطقة خليج كييل في الساحل الألماني لبحر البلطيق. وفقًا لقاموس أوكسفورد الإنجليزي، كان أول استخدام معروف لكلمة «إنجلترا» في عام 897م، وقُصد به الإشارة إلى الجزء الجنوبي من جزيرة بريطانيا، أما في العصور الحديثة، فقد استخدم لأول مرة في الكتابات عام 1538م. ويذكر أن أول تصديق على الاسم حدث في القرن الأول عن طريق المؤرخ الروماني تاسيتس، في كتابه حامل عنوان «جرمانيا»، حيث تظهر الكلمة اللاتينية Anglii في أكثر من موقع. على الرغم من الاعتقاد الشائع أن اسم إنجلترا مشتق من قبيلة الأنجل، إلا أن قسمًا من العلماء يقول نظرياتٍ أخرى حول أصله، فقد اقترح بعضهم أنه مستمد من شكل شبه جزيرة أنغلن، ذي الزوايا العديدة (بالإنجليزية: Angular). وقد سماها العرب قديما انكلترة، وحاكمها سُمي الانكتار قال القلقشندي جزيرة انكلترة وصاحبها يُسمى الانكتار، وجعل العربُ كلمةَ انكتار اسماً لكل ملك من ملوك انكلترة.
من الأسماء البديلة لإنجلترا اسم «ألبيون»، وغالبًا ما يُقصد الإشارة به إلى جزيرة بريطانيا بأكملها. وظهر أول تسجيل للاسم في مجموعة كتابات لأرسطو، تعود إلى القرن الرابع قبل الميلاد، حيث جاء فيها: «ما وراء أعمدة هرقل تقع المحيطات التي تتدفق على مدار الأرض. وفيها اثنتان من الجزر الكبيرة المسماة بريتانيا، وهي جزائر ألبيون وأيرين». يمكن تقفي أصول كلمة ألبيون (باليونانية القديمة: Ἀλβίων) إلى كلمتين اثنتين: إما أنها مشتقة من الكلمة اللاتينية «ألباس» بمعنى بيضاء، في إشارة إلى المنحدرات الصخرية البيضاء في دوفر، والتي هي المشهد الأول الذي تقع عليه عيون الناظر المتجه من القارة الأوروبية إلى بريطانيا، وتم اقتراح أصل بديل عُثر عليه في كتيّب قديم لأحد التجّار المتجولين مجهول الهوية، يعود للقرن السادس قبل الميلاد على الأرجح، ذكر فيه جزيرة "Albiones". يُطلق اسم «ألبيون» على إنجلترا حاليًا، وذلك في أكثر الأعمال الأدبية. من الأسماء الرومانسية الأخرى لإنجلترا: «لورغيا» المشتقة من كلمة Lloegr الويلزية، المشتقة بدورها من أسطورة الملك آرثر.

## التاريخ

### عصور ما قبل التاريخ والعصور القديمة

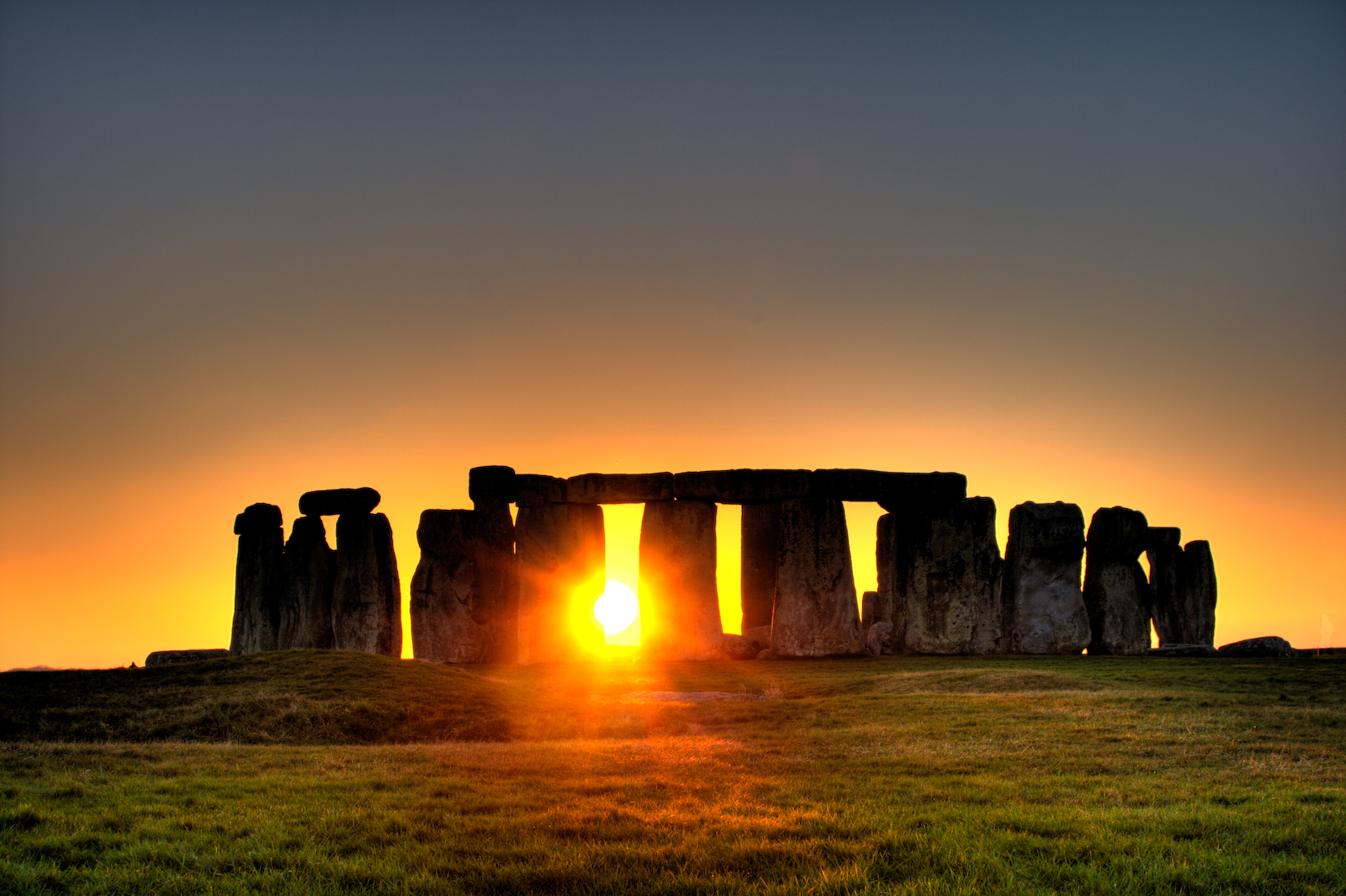
ستونهنج، النصب الحجري الحديث.

أقدم الأدلة التي تفيد باستيطان الإنسان في المنطقة المعروفة حاليًا باسم إنجلترا هي بقايا متحجرة للإنسان السلفي (Homo antecessor)، تعود إلى ما يقرب من 780,000 سنة مضت، أما أقدم عظام تعود لإنسان عاقل مكتشفة في إنجلترا فهي ترجع لحوالي 500,000 سنة مضت. استوطن البشر العاقلون إنجلترا خلال العصر الحجري القديم العلوي، وتفيد الأدلّة أنهم كانوا في بداية أمرهم قومًا رُحّل، ولم تظهر المستوطنات الدائمة في سجل الآثار إلا خلال السنوات الستة آلاف الماضية. استمرت إنجلترا مأهولة ببضعة أنواع من الثدييات الضخمة بعد نهاية العصر الجليدي الأخير، ومن هذه الثدييات الماموث، والبيسون الأوروبي، ووحيد القرن الصوفي، أما البشر فهجروا المنطقة هربًا من شدّة البرد والصقيع. ومنذ حوالي 11,000 سنة، أي عندما بدأت صفائح الجليد في الانحسار، عاد البشر ليعمروا المنطقة مجددًا؛ وتقترح البحوث الوراثية أنهم جاؤوا من الجزء الشمالي من شبه الجزيرة الأيبيرية. وكان مستوى سطح البحر أقل مما هو عليه الآن، وكانت بريطانيا متصلة عن طريق البر بكل من إيرلندا وأوراسيا. وعندما ارتفع مستوى البحر مجددًا، منذ حوالي 10,000 سنة، انفصلت عن إيرلندا، ثم عن أوراسيا بعد ألفي سنة.
ظهرت حضارة الدورق في إنجلترا قبل 2500 سنة من الميلاد، وتركت آثارًا هي أوعية غذائية مصنوعة من الفخار والنحاس. كما شيد أبناؤها العديد من المعالم الرئيسية الباقية مثل ستونهنج وأفيبري، وقاموا بصهر القصدير والنحاس، وكلاهما موجود بوفرة في المنطقة، فصنعوا البرونز، وعرفوا صناعة الحديد من خامه في وقت لاحق، وكانوا قادرين على غزل ونسج صوف الغنم، الذي يصنعون منه الملابس.

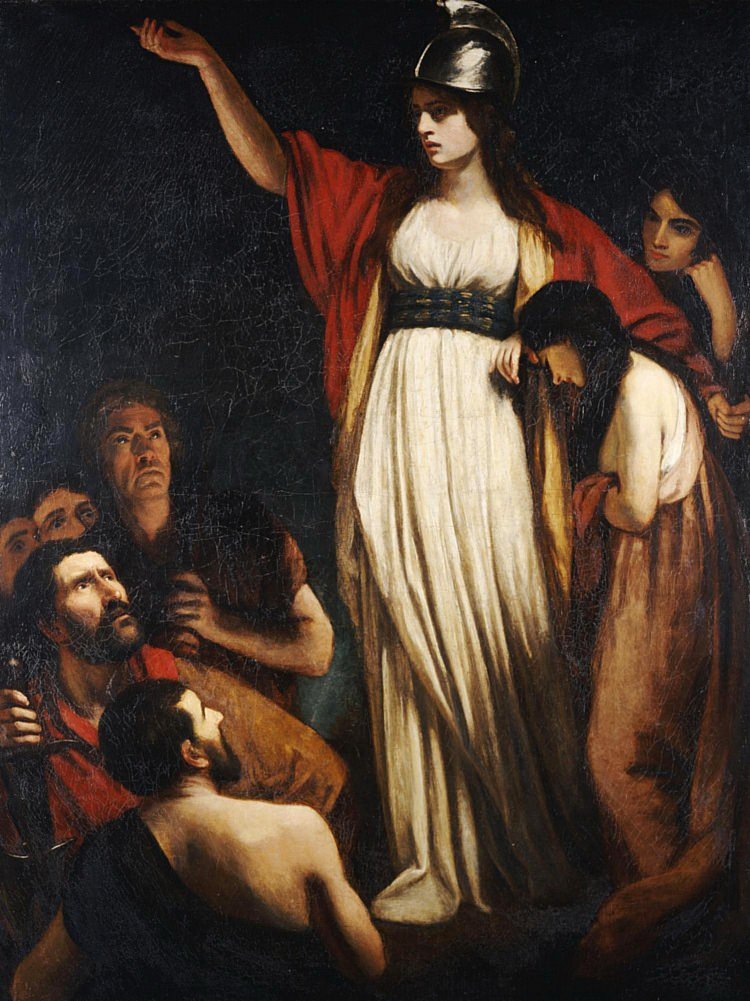
بوديكا، ملكة قبيلة «إيسيني» البريطانية الكلتية، قادت انتفاضة ضد الإمبراطورية الرومانية.

خلال العصر الحديدي، استوطنت إنجلترا عدّة قبائل الكلتية، وصلت من أوروبا الوسطى. وقد سمح تطوير صهر الحديد بصناعة محراث أفضل، مما أدى إلى تقدم الزراعة، وكذلك أصبح بالإمكان إنتاج أسلحة أكثر فعالية. كانت اللغة البريثونية هي اللغة المنطوقة خلال هذا الوقت، وكان المجتمع قبليًا. وفقًا لكتاب الجغرافيا لبطليموس، فإنه كان هناك نحو 20 قبيلة مختلفة في المنطقة، أما الفترة التاريخية السابقة فلا يزال الغموض يكتنفها، لأن البريطانيين كانوا لا يعرفون القراءة والكتابة خلال تلك الفترة، ولم يتركوا مؤلفات تتحدث عن حياتهم وبلادهم في هذا العهد. كغيرها من المناطق الأخرى الواقعة على حافة الإمبراطورية، تمتعت بريطانيا بروابط تجارية مع الرومان. حاول يوليوس قيصر غزو بريطانيا مرتين في عام 55 قبل الميلاد، لكن غزواته فشلت إلى حد كبير، إلا أنه تمكن من إقامة نظام ملكي عميل. غزا الرومان بريطانيا عام 43 ميلادية في عهد الإمبراطور كلوديوس، وضُمّت المنطقة إلى الإمبراطورية الرومانية، وأُطلق عليها اسم مقاطعة بريتانيا. قاومت عدّة قبائل الغزو الروماني لجزيرتها طيلة سنوات، وأشهر تلك القبائل كانت «كاتوفيليوني» بقيادة كاراتاكوس. وفي وقت لاحق، حدثت انتفاضة بقيادة بوديكا، ملكة إيسيني، أدت إلى مقتلها في معركة شارع واتلينغ. شهدت هذه الحقبة انتشارًا واسعًا للثقافة اليونانية الرومانية، حيث أُدخلتِ الكثير من معالم الحضارة إلى البلاد مثل القانون، والعمارة الرومانية، وأنظمة الصرف الصحي، وأُنشئت المدارس، واستُقدمتِ الكثير من النباتات الزراعية الصالحة للأكل من أوروبا، وتَعرّف السكّان على الحرير. وفي القرن الثالث، توفي الإمبراطور سيبتيموس سيفيروس في يورك، ومنها أعلن قسطنطين الأول في وقت لاحق نفسه إمبراطورًا. دخلت المسيحية البلاد لأول مرة عن طريق يوسف الرامي، بينما يدعي آخرون دخولها عن طريق لوسيوس البريطاني. في عام 410م، غادر الرومان الجزيرة، للدفاع عن حدود الإمبراطورية في أوروبا القارية، بعد أن ضعفت قوتها وأخذت تتضعضع وتنهار أمام حروب الأباطرة الداخلية.

### العصور الوسطى

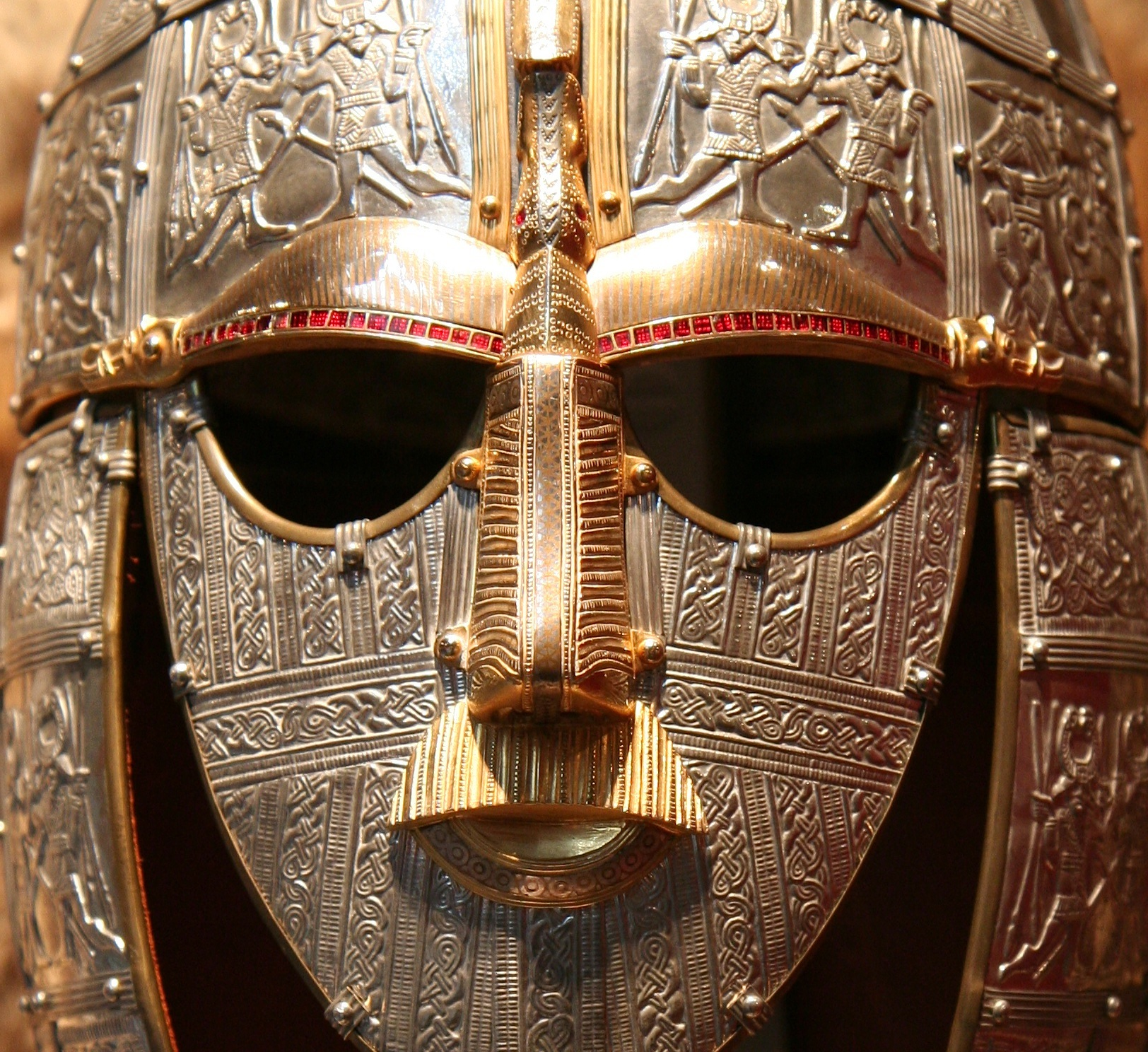
خوذة احتفالية من القرن السابع من مملكة انجليا الشرقية، عُثر عليها في منطقة ساتون هوو.

إثر انسحاب الجيوش الرومانية، أصبحت بريطانيا مفتوحة للغزو من جانب المحاربين البحريين الوثنيين مثل الساكسون والجوتس الذين سيطروا على المناطق المحيطة بالجنوب الشرقي، واستمروا يتقدمون بفتوحاتهم لفترة من الوقت، حتى استطاع البريطانيون صدّهم في معركة جبل بادون، فتوقفت غزواتهم لفترة مؤقتة من الزمن، كذلك تمكن الآنجلز من غزو المملكة البريثونية في الشمال، خلال القرن السادس. البيانات الموثوقة لهذه الفترة شحيحة، كما هي الأدلة الأثرية، الأمر الذي جعل المؤرخين يسمّون هذه الحقبة التاريخية بعصر الظلام. هناك عدة نظريات متضاربة تتعلق بمسألة استقرار الأنجلوساكسون في بريطانيا؛ فالبعض يقول أن عددًا من ملوكهم كان بريطانيًا واختلط معهم، وبعضهم الآخر ينكر ذلك، لكن على العموم، يتفق كل المؤرخين أنه بحلول القرن السابع، ظهرت مجموعة متماسكة من الممالك الأنجلوسكسونية الصغيرة المعروفة باسم «هبتاركي»، في جنوب ووسط بريطانيا، منها: نورثمبريا، مرسيا، أنجليا الشرقية، إسكس، كنت، ساسكس، وويسكس. كان الأنجلوساكسون قد قضوا على المسيحية في البلاد بعد دخولهم إليها، ولم ترجع هذه الديانة إلى البلاد إلا عن طريق أوغسطين الروماني سنة 597، وأيدان الإيرلندي. كانت مملكتا نورثمبريا ومرسيا أكثر القوى المهيمنة على الجزيرة في ذلك العهد، لكن كل ذلك تغيّر بعد فتوحات الفايكنج في شمال وشرق البلاد، حيث أصبحت المملكة الإنجليزية البارزة هي ويسكس تحت قيادة ألفريد العظيم، الذي تمكّن حفيده أثيلستان من توحيد إنجلترا في عام 977، بعد أن هزم الملك إيدريد وحليفه أريك أبو الفأس الدموية ملك الفايكنج. غزا الإسكندنافيون إنجلترا مرة أخرى في أواخر القرن العاشر، وتمكن الملك كانوت العظيم من ضم إنجلترا إلى إمبراطوريته التي شملت أيضا الدنمارك والنرويج، إلا أن سلالة وسكس تمكنت في نهاية المطاف من استعادة السيطرة على إنجلترا تحت قيادة الملك إدوارد المعترف سنة 1042.

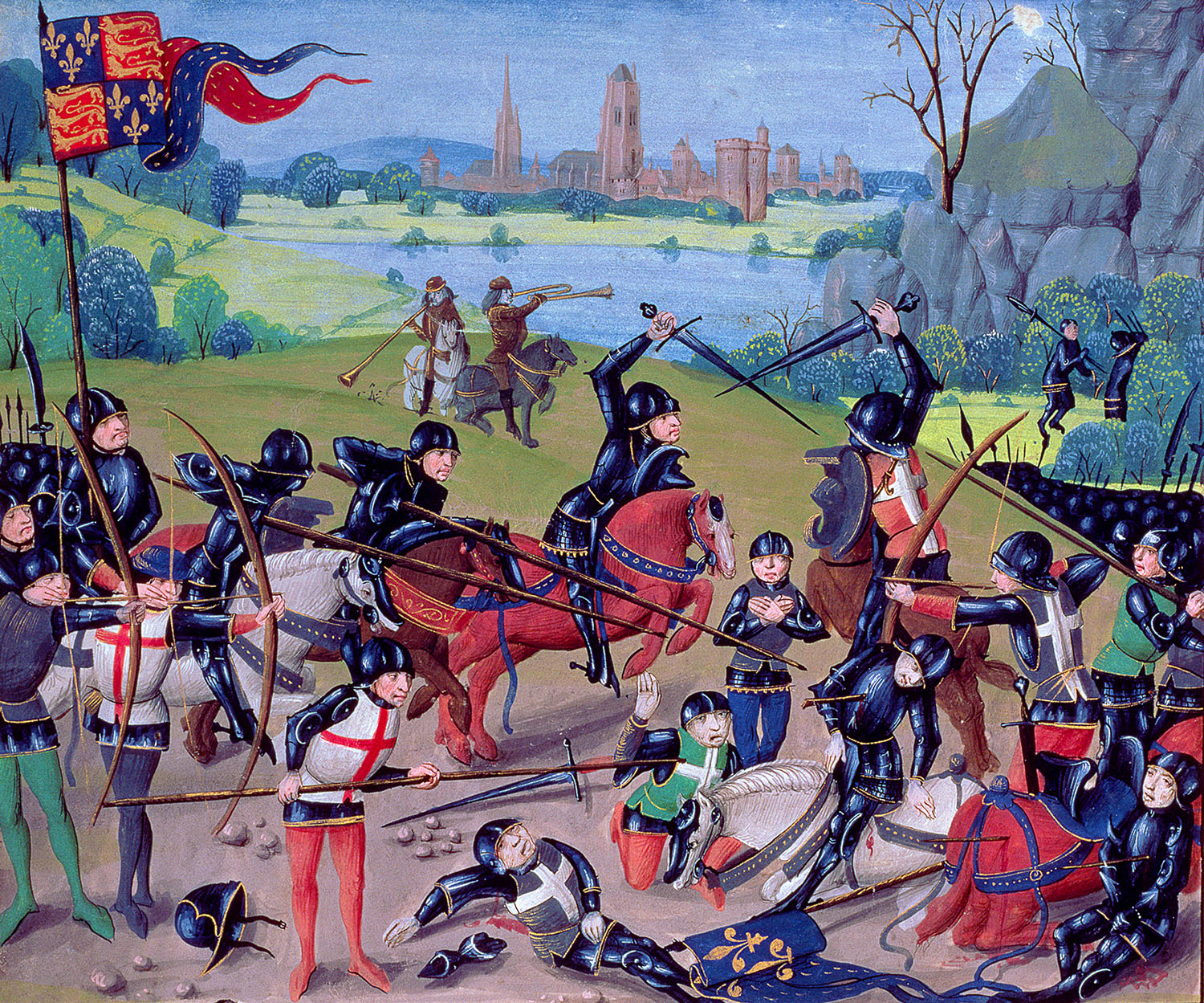
انتصار الإنجليز على الفرنسيين في معركة أجينكورت.

غزا إنجلترا في عام 1066 جيشٌ بقيادة وليام الفاتح من دوقية نورماندي، وهي إقطاعية تابعة لمملكة فرنسا. وكان وليام هذا من النورمان الذين ترجع أصولهم إلى إسكندنافيا، واستقروا في نورماندي من بضعة قرون سابقة. أدخل النورمان الإقطاعية إلى إنجلترا وأنشأوا القلاع في جميع أنحائها، وكانت اللغة المنطوقة من النخبة الارستقراطية الجديدة هي الفرنسية النورمانية، والتي كان لها تأثير كبير في تطوّر اللغة الإنجليزية. ورث آل بلنتجنت العرش الإنجليزي تحت قيادة هنري الثاني، الذي أضاف إنجلترا إلى إمبراطوريته الناشئة الإقطاعية (التي عرفت فيما بعد بالإمبراطورية الأنجيفية) التي ورثتها العائلة في فرنسا. حكمت هذه الأسرة البلاد طيلة ثلاثة قرون، وينتسب إليها ملوك مشهورون، أمثال ريتشارد الأول، إدوارد الأول، إدوارد الثالث، وهنري الخامس. شهدت هذه الفترة تحسنًا في مجالي التجارة والتشريعات، فتم خلالها توقيع وثيقة ماجنا كارتا التي حدّت من سلطات الملك وحمت حقوق العامّة، وازدهرت الرهبنة الكاثوليكية، وظهر عدد من الفلاسفة، كما تأسست جامعات أوكسفورد وكامبريدج برعاية ملكية. كما أصبحت إمارة ويلز إقطاعية تابعة للمملكة خلال القرن الثالث عشر، وقام البابا بوهب السيادة على إيرلندا للنظام الملكي الإنجليزي. خلال القرن الرابع عشر، ادّعى كل من آل بلنتجنت وآل فالوا الفرنسيون بأنه الوريث الشرعي لآل كابيه، سادة العرش الفرنسي السابقين، واشتبكت القوتان في حرب المئة عام. كما ضرب وباء الموت الأسود إنجلترا، ابتداء من عام 1348، وحصد نصف عدد سكان البلاد. كما دارت حرب أهلية من سنة 1453 حتى سنة 1487 بين فرعين من العائلة المالكة وهما آل يورك وآل لانشستر، تلك الحرب التي تعرف باسم حرب الوردتين، والتي أدت في نهاية المطاف إلى فقدان آل يورك العرش تمامًا لصالح آل تيودور من ويلز، وهؤلاء فرع من آل لانشستر برئاسة هنري تودور الذي حارب بجيش من الويلزيين والمرتزقة، وأحرز النصر في معركة بوسورث حيث قتل الملك اليوركي ريتشارد الثالث.

### المبكر الحديث

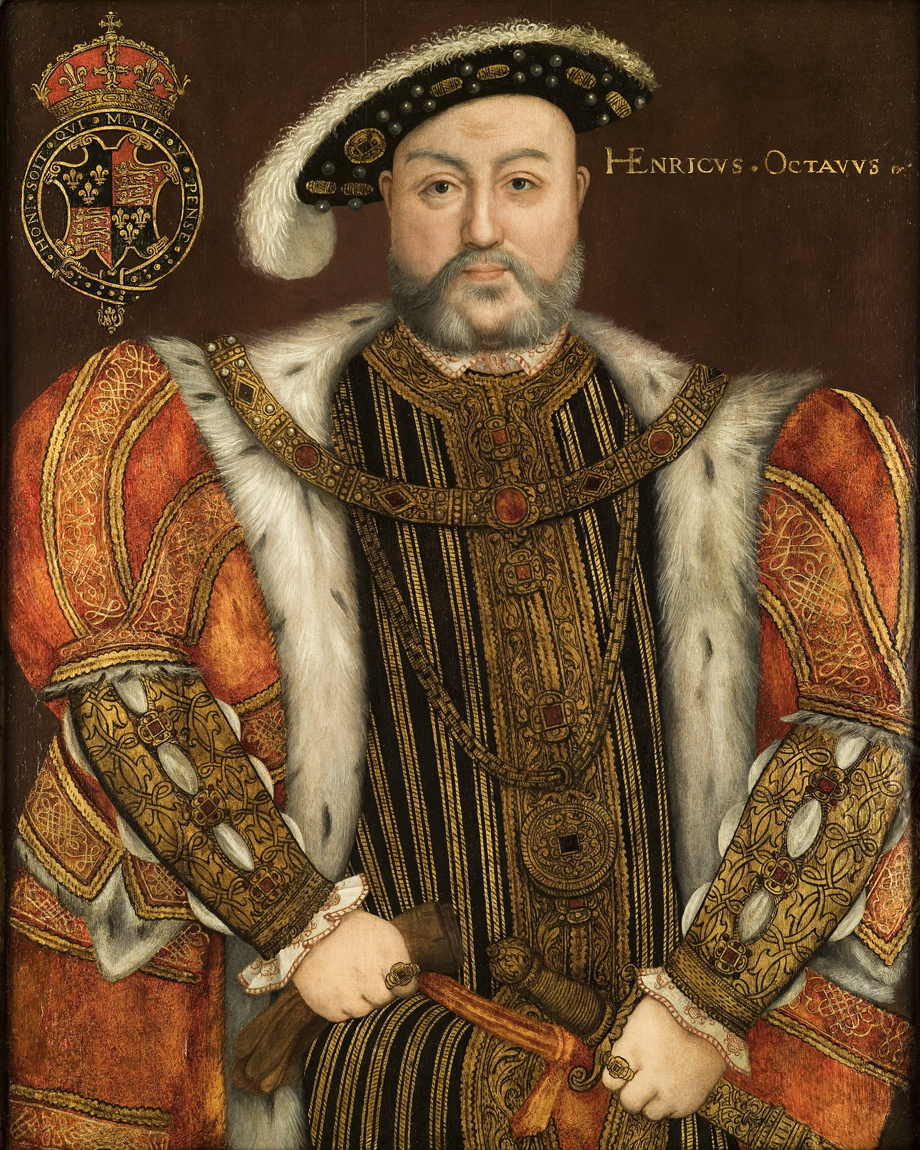
الملك هنري الثامن الذي أصبح الحاكم الأعلى لكنيسة إنجلترا.

كانت فترة حكم أسرة تيودور حافلة بالأحداث، فخلال هذا العهد ظهرت ملامح النهضة العلمية والأدبية في إنجلترا، على يد عدد من رجال الحاشية الإيطالية، الذين استقدمتهم الأسرة سالفة الذكر، فقاموا ببعث الأنظمة الفنيّة والتربوية والمدرسية، التي كانت سائدة في العصور الكلاسيكية القديمة. وبدأت إنجلترا في هذا الوقت تطور مهاراتها البحرية، فاخترع العلماء الإنجليز جهاز المزواة لقياس الزوايا العمودية والأفقية واستكشاف الغرب. وكانت الدولة العثمانية المسيطرة على البحر الأبيض المتوسط تمثل حافزًا لمثل هذه الاكتشافات، بسبب إغلاقها دروب التجارة البحرية مع الشرق أمام الدول المسيحية الأوروبية. انفصل هنري الثامن عن الكنيسة الكاثوليكية، بسبب قضايا متعلقة بطلاقه من إحدى زوجاته، في عام 1534، ونصّب نفسه رئيسًا على كنيسة إنجلترا، وخلافًا للكثير من الانقلابات البروتستانتية الأوروبية الأخرى، فإن سبب الانفصال عن روما كان سياسيًا أكثر منه لاهوتيًا. ضمت أسرة تيودور إلى مملكتهم أرض أجدادهم أيضًا وهي ويلز، وقد تم ذلك بصورة قانونية، مع إصدار الملك قرارات عام 1535–1542. كانت هناك صراعات داخلية دينية خلال عهد بنات هنري الثامن: أنّا ماري وإليزابيث، حيث حاولت الأولى إعادة البلاد مرة أخرى إلى الكاثوليكية، في حين أن الأخيرة انفصلت عنها بقوة أشد مؤكدة تفوّق الكنيسة الإنجيلية. هزم الأسطول الإنجليزي تحت قيادة فرانسيس دريك الأرمادا الأسبانية خلال فترة حكم إليزابيث، فأضحت إنجلترا سيدة البحار بلا منازع، وشرعت تتنافس مع إسبانيا على زعامة العالم الجديد، وكان من نتيجة ذلك أن تأسست أول مستعمرة أنجليزية في الأمريكتين على يد المستكشف والتر رالي في عام 1585، وأُطلق عليها اسم فيرجينيا تيمنًا بالملكة إليزابيث، المعروفة باسم «الملكة العذراء» (بالإنجليزية: The Virgin queen). نافست إنجلترا أيضًا الهولنديين والفرنسيين في آسيا الشرقية، عبر شركة الهند الشرقية. كما تغير وضع الجزر البريطانية، عندما ورثت أسرة ستيوارت حاكمة إسكتلندا، عرش المملكة الإنجليزية، التي تنافست معها لوقت طويل، فكان من نتيجة ذلك اتحاد المملكتين تحت حكم جيمس الأول في سنة 1603، الذي نصب نفسه ملك بريطانيا العظمى، على الرغم من عدم وجود أساس لهذا في القانون الإنجليزي.

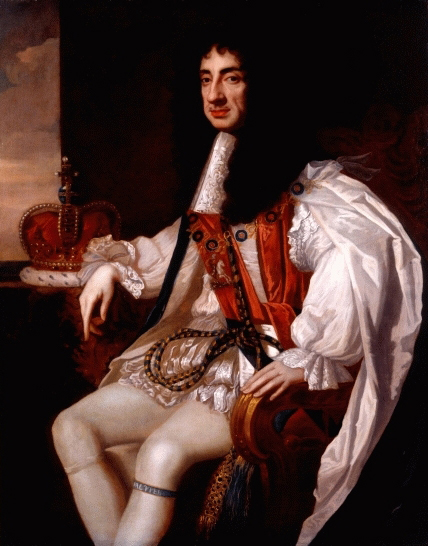
الملك تشارلز الثاني، أول ملك حكم بريطانيا بعد نهاية الحرب الأهلية الإنجليزية واستتباب الأمن في البلاد.

اندلعت الحرب الأهلية الإنجليزية في سنة 1642، بين البرلمانيين وبين أنصار الملك تشارلز الأول، والمعروفين باسم ذوي الرؤوس المستديرة والفرسان على التوالي، بسبب اضطراب الأوضاع السياسية والدينية والاجتماعية. تعدّ هذه الحرب جزءًا لا يتجزّأ من حروب الممالك الثلاث، التي ضمت إسكتلندا وإيرلندا أيضًا. وانتصر البرلمانيون، وأُعدم تشارلز الأول، واستُبدلتِ المملكة بدول الكومنولث. أعلن اللورد أوليفر كرومويل قائد قوات البرلمان، نفسه حامي الكومنولث في عام 1653، وحكم البلاد بنفسه لفترة قصيرة من الزمن. بعد وفاة كرومويل، دُعي الملك تشارلز الثاني للعودة إلى منصبه عام 1660، فقام بإصلاح النظام السياسي، فأصبح الدستور ينص على تولّي الملك والبرلمان مقاليد الحكم معًا، إلا أن ذلك لم يُعمل به بشكل كامل من الناحية العملية حتى القرن التالي، كذلك قام هذا الملك بتشجيع العلوم والفنون عبر تأسيسه الجمعية الملكية. دمر حريق لندن الكبير في عام 1666 العاصمة، ولكن تم بناؤها بعد فترة وجيزة. وظهر حزبان سياسيان في البرلمان - المحافظون واليمينيون. كان الأول ملكيًا في حين أن الأخير كان كلاسيكيًا ليبراليًا. على الرغم من أن حزب المحافظين أيّد في البداية الملك الكاثوليكي جيمس الثاني، ولكن بعضًا منهم وقف جنبًا إلى جنب مع اليمينيين، وعزلوه في ثورة سنة 1688، ودعوا الأمير الهولندي وليام الثالث ليصبح ملكًا. بعض الإنجليز، لا سيما في الشمال كانوا يعاقبة وواصلوا دعم جيمس وأبنائه. بعد موافقة برلمانات إنجلترا وإسكتلندا على حد سواء، انضم البلدان في اتحاد سياسي، فولدت مملكة بريطانيا العظمى في عام 1707. وفي سبيل استيعاب الوحدة، فإن بعض المؤسسات المهمة، مثل المؤسسة القانونية والكنيسة الوطنية لكل من الدولتين، ظلت منفصلة.

### العصر الحديث المتأخر والمعاصر

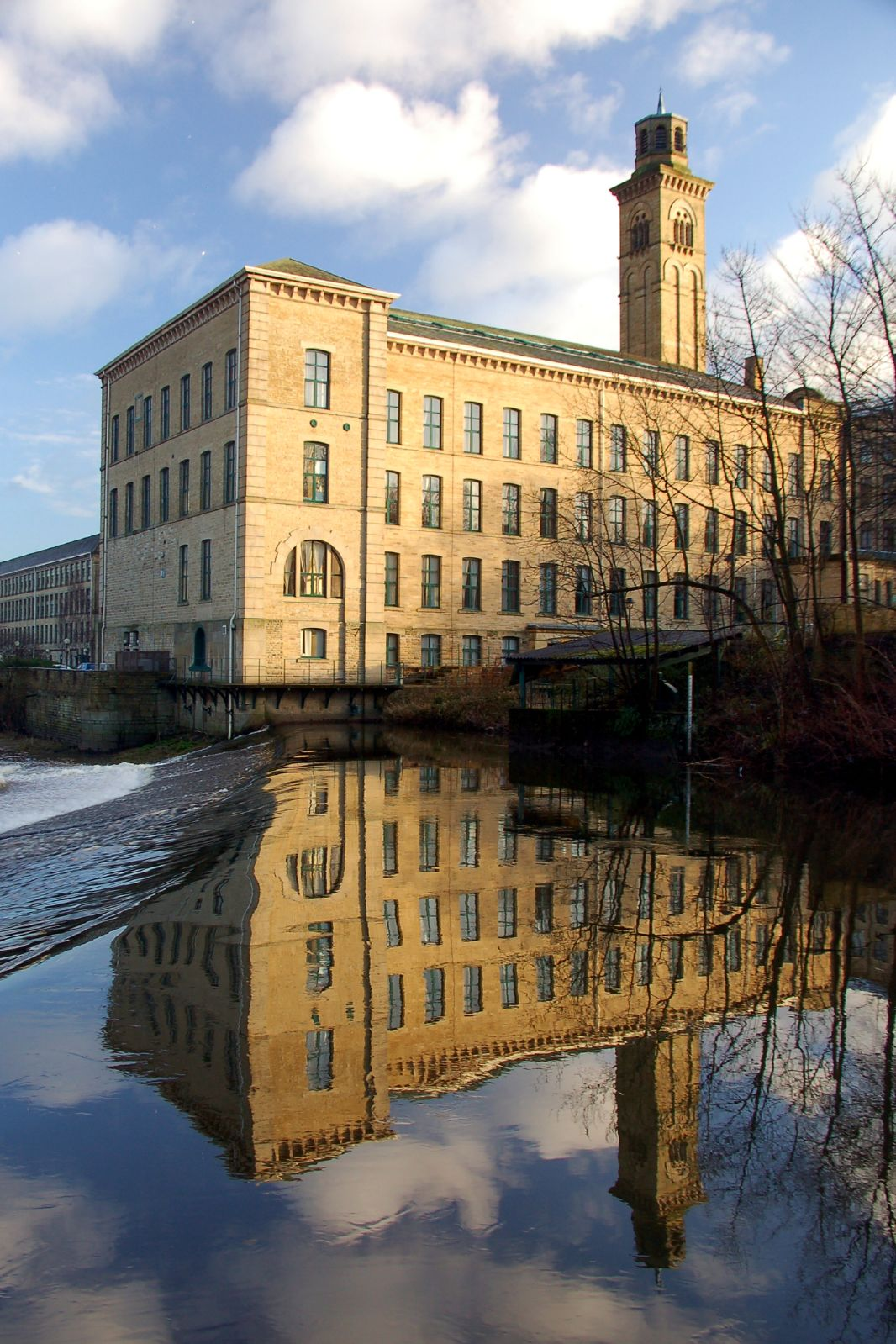
إحدى مواقع التراث العالمي - سالتير، الواقعة غرب يوركشاير، وهي نموذج مطحنة بلدة ترجع لعهد الثورة الصناعية.

في ظل مملكة بريطانيا العظمى حديثة التكوين، ساهم المردود المالي للجمعية الملكية وغيرها من المبادرات الإنجليزية، بالإضافة إلى المتنورون الإسكتلنديون، ساهم كل ذلك في ابتكار الكثير من الاختراعات العلمية والهندسية، التي ساعدت على إنشاء الإمبراطورية البريطانية، والتي أصبحت إحدى أكبر الإمبراطوريات في التاريخ. وفي ظل هذه المملكة أيضًا، قامت الثورة الصناعية، وهي فترة اتّسمت بتغيرات عميقة في الظروف الاجتماعية والاقتصادية والثقافية لإنجلترا، أدت إلى تطور في فنون الزراعة والصناعة والهندسة والتعدين، فضلاً عن ظهور السكك الحديدية الجديدة والرائدة وشبكات المياه لتسهيل توسيعها وتطويرها. افتتحت قناة بريدجووتر في شمال غرب إنجلترا سنة 1761، مما شكل بداية عصر القنوات في بريطانيا. في عام 1825 افتتحت أول سكك حديدية بخارية للقاطرات ناقلة الركاب، وهي سكة حديد ستوكتون ودارلينجتون، وانتقل خلال الثورة الصناعية، العديد من العمال من الريف إلى المناطق الحضرية الجديدة والتوسعية للعمل في المصانع، ومن أبرزها مانشستر وبرمنغهام، اللتين لقبتا «مدينة المستودعات» و«ورشة عمل العالم» على التوالي. حافظت إنجلترا على استقرارها الداخلي بصورة نسبية طيلة عهد الثورة الفرنسية؛ وفي تلك المرحلة تولّى وليام بت الأصغر رئاسة الوزراء، واعتلى الملك جورج الثالث عرش البلاد. أثناء الحروب النابليونية، خطط نابليون بونابرت لغزو بريطانيا من الجنوب الشرقي، لكن خطته فشلت، وهزمت القوات الفرنسية على يد البريطانيين في معركتين، إحداهما بحرية بقيادة اللورد نيلسون، والثانية بريّة على يد دوق ويلينجتون. وعززت الحروب النابليونية مفهوم البريطانية والوطنية الموحدة في نفوس الشعب، من إنجليز وإسكتلنديين وويليزيين، على حد سواء.

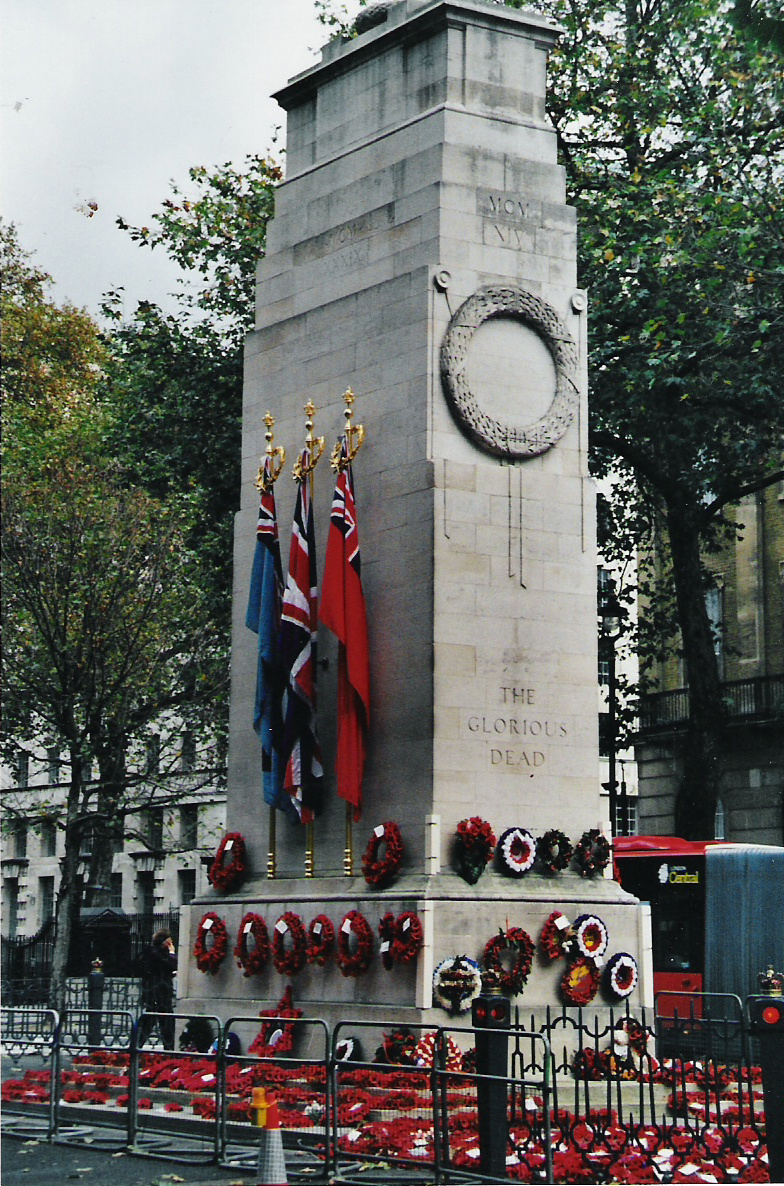
النصب التذكاري في وايتهول المخصص لذكرى أفراد القوات المسلحة البريطانية الذين قتلوا خلال الحربين العالميتين.

أصبحت لندن أكبر منطقة حضرية وأكثرها اكتظاظاً بالسكان في العالم خلال العصر الفيكتوري، واستحالت التجارة مع الإمبراطورية البريطانية أمرًا مرموقًا، وعلا شأن الجيش البريطاني والبحرية. أدّت تحولات السلطة في شرق ووسط أوروبا إلى نشوب الحرب العالمية الأولى؛ الآلاف من الجنود الأنجليزيين ماتوا في الخنادق وهم يقاتلون في سبيل بلادهم، بوصفهم جزء من قوّات الحلفاء.
بعد عقدين من الزمن، في الحرب العالمية الثانية، قاتلت المملكة المتحدة مرة أخرى إلى جانب الحلفاء. وكان ونستون تشرشل يحتل منصب رئيس الوزراء في ذلك الوقت. أدى التطور في التقنية الحربية إلى تدمير العديد من المدن خلال الغارات الجوية. في أعقاب الحرب شهدت الإمبراطورية البريطانية الاستعمار السريع، فضلاً عن سلسلة من الابتكارات التكنولوجية، حيث أصبحت السيارات الوسيلة الأساسية للنقل، وتطويرات فرانك ويتل في المحرك النفاث أدت إلى توسيع نطاق السفر جواً.
منذ بداية القرن العشرين، ازدادت حركة الهجرة إلى إنجلترا، وكان معظم المهاجرين قادم من مناطق أخرى من الجزر البريطانية، وأيضا من دول الكومنولث، وخصوصا من شبه القارة الهندية. منذ عام 1970، أخذت البلاد تتجه تدرجيًا بعيدًا عن التصنيع وتركّز أكثر على الاهتمام بقطاع الخدمات. انضمت المملكة المتحدة إلى مبادرة السوق المشتركة والتي سميت السوق الأوروبية المشتركة، التي تحوّلت بدورها إلى الاتحاد الأوروبي. لا تزال إنجلترا وويلز موجودة ككيان قانوني داخل المملكة المتحدة، كما زاد التركيز على هوية إنجليزية محددة أكثر وطنية.

## الحكومة

### السياسة

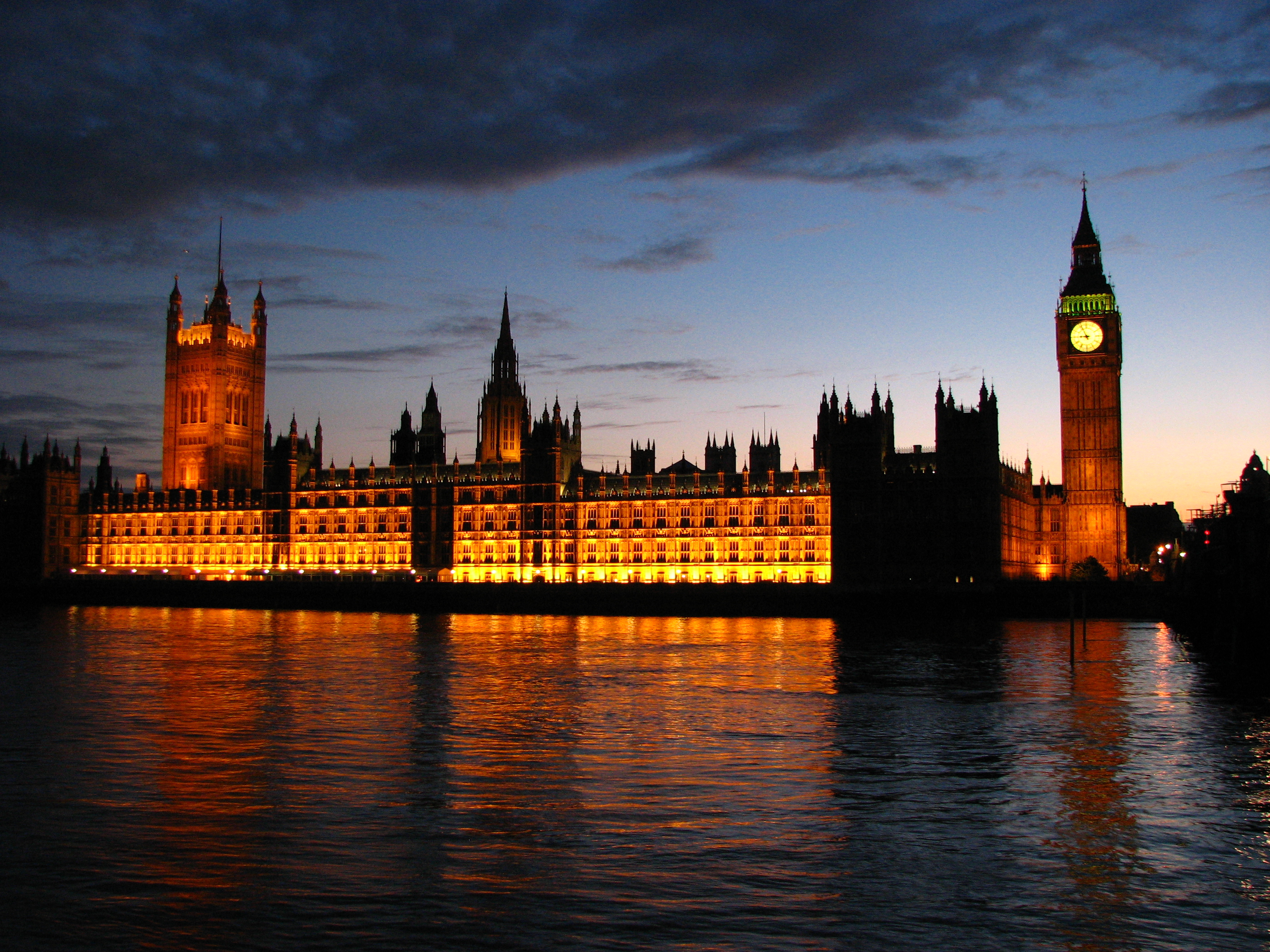
قصر وستمنستر، مقر برلمان المملكة المتحدة.

النظام السياسي السائد في إنجلترا هو نظام ملكي دستوري ديمقراطي برلماني، وذلك بوصفها جزء من المملكة المتحدة. لم يكن هناك حكومة لإنجلترا عام 1707، عندما وضعت معاهدة الاتحاد حيز التنفيذ، والتي على إثرها اندمجت إنجلترا وإسكتلندا لتشكلا مملكة بريطانيا العظمى. قبل اتحاد إنجلترا كان يحكمها نظامها الملكي الخاص وبرلمانها المستقل. تحكم إنجلترا اليوم بواسطة برلمان المملكة المتحدة، على الرغم من أن البلدان الأخرى في المملكة المتحدة لها حكومات منفصلة. هناك 529 دائرة انتخابية في إنجلترا، يمثلون بستمائة وستة وأربعون مقعدًا في مجلس العموم، الذي هو مجلس نواب البرلمان البريطاني ومقره في قصر وستمنستر.

### النظم الانتخابية

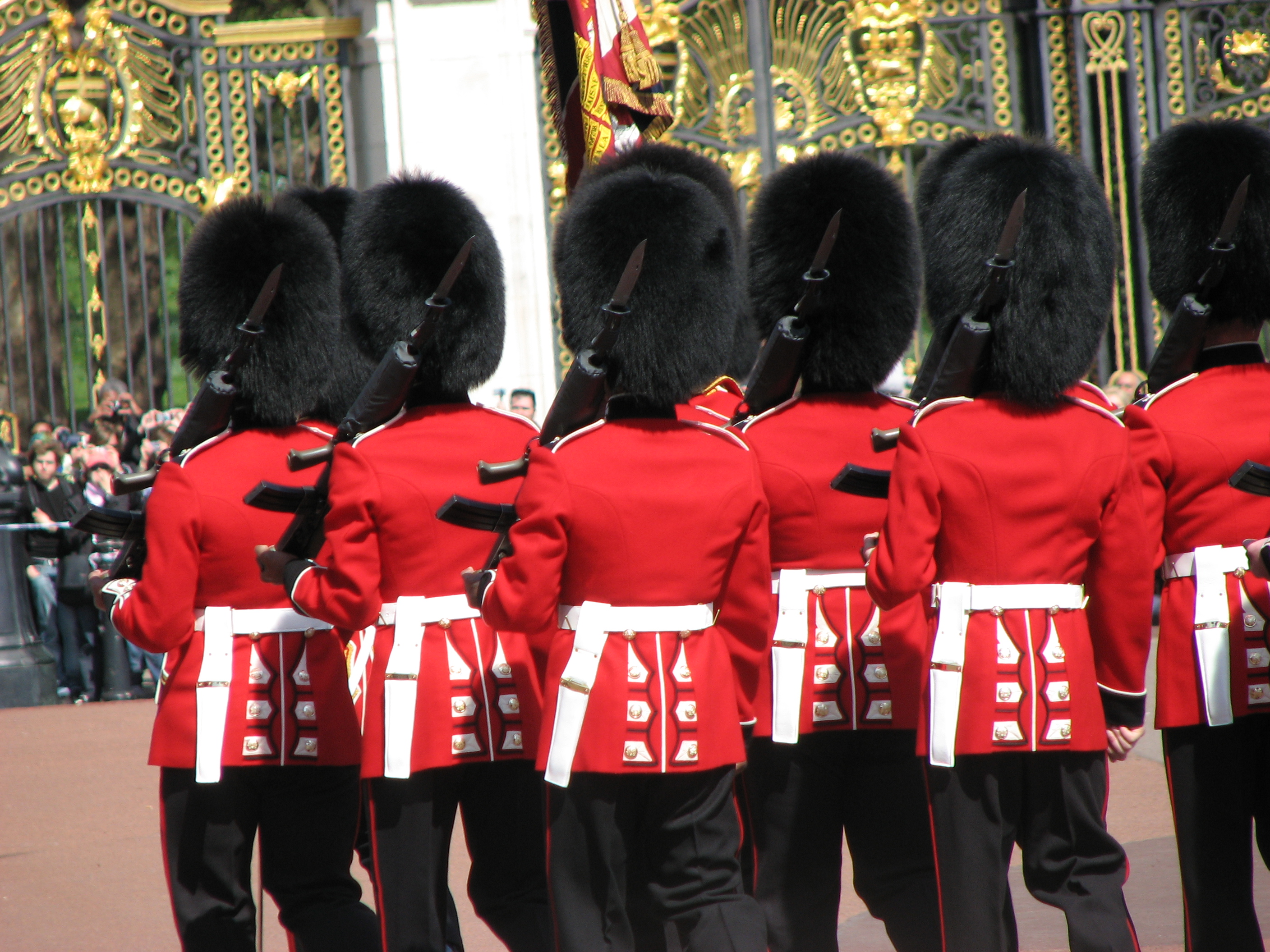
تغيير الحرس في قصر باكينجهام.

في الانتخابات العامة لعام 2005، فاز حزب العمال بمئتان وأربعة وثمانين مقعد في البرلمان، في حين أن حزب المحافظين حصل على 194 مقعد فقط على الرغم من أنه حصل على عدد أكبر من الأصوات وبنسبة 35.7%، ثالث أكبر حزب هو حزب الديمقراطيون الليبراليون الذي يمثله 47 نائبا منتخبًا، بالإضافة إلى حزبين صغيرين وبعض المستقلين. يتولّى جوردون براون قيادة حزب العمال، وديفيد كاميرون قيادة حزب المحافظين.
تعدّ المملكة المتحدة عضوًا في الاتحاد الأوروبي، وتجري انتخابات إقليمية في إنجلترا لتحديد من سيمثلها كأعضاء في البرلمان الأوروبي. شهدت انتخابات البرلمان الأوروبي لعام 2009 انتخاب 23 عضوًا من حزب المحافظين - 10 من حزب العمل - 9 من حزب الاستقلال - 9 من حزب الأحرار الديمقراطيين، وعضوان لكل من حزب الخضر والحزب الوطني البريطاني.

### القانون

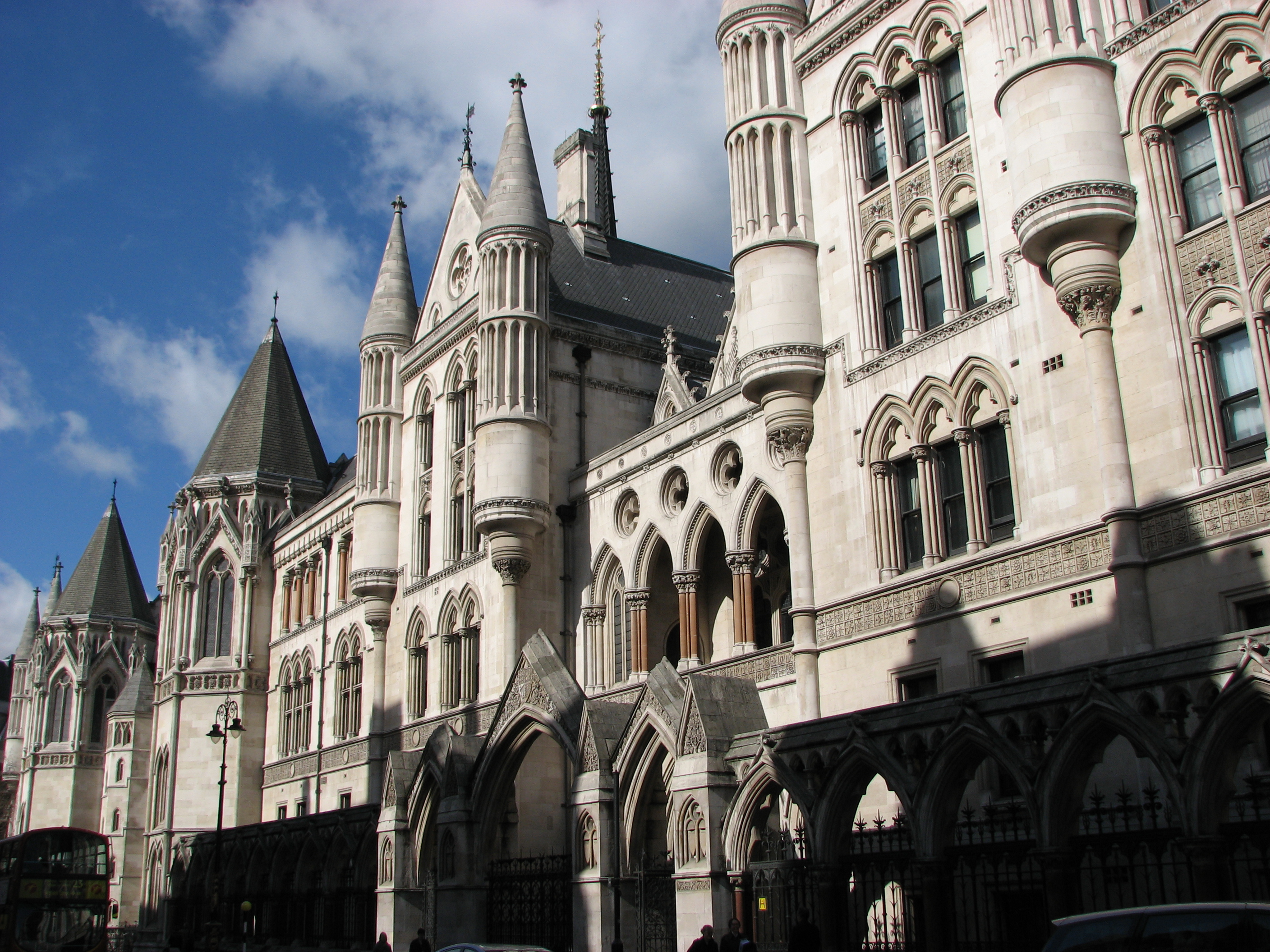
محاكم العدل الملكية.

إن النظام القانوني الإنجليزي، والذي تطور عبر القرون، هو الأساس لكثير من النظم القانونية في الدول الخاضعة لحكم التاج البريطاني. على الرغم من كونهم جزءاً من المملكة المتحدة، إلا أن النظام القانوني لمحاكم إنجلترا وويلز مستقل عن نظيره المستخدم في إسكتلندا كجزء من معاهدة الاتحاد. تقبع محكمة القضاء العليا على قمّة النظام القضائي في إنجلترا وويلز، وهذه المحكمة تتألف من محكمة الاستئناف، ومحكمة العدل العليا للقضايا المدنية ومحكمة التاج للقضايا الجنائية. محكمة القضاء العليا هي أعلى المحكمات درجة فيما يتعلق بالقضايا الجنائية والمدنية في إنجلترا وويلز، وقد تم إنشاؤها في عام 2009 بعد التغييرات الدستورية. قرارات محكمة الاستئناف ملزمة لجميع المحاكم الأخرى في التسلسل الهرمي للمحاكم. شهدت الفترة من عام 1981 وحتى عام 1995 ازدياد في معدلات الجريمة، ولكن النسبة عادت لتنخفض بمعدل 42% للفترة الممتدة بين عاميّ 1995 و2006. كذلك تضاعف عدد نزلاء السجون خلال الفترة سالفة الذكر، مما يجعل معدل المساجين في إنجلترا هو أعلى معدل في أوروبا الغربية، بنسبة 147 لكل 100,000. دائرة السجون الملكية تتبع وزارة العدل، وهي تدير معظم السجون في إنجلترا والتي تأوي أكثر من 80,000 مدان. وتعدّ إنجلترا أول دولة بدأت بتطبيق قوانين دولة الرفاه أو ما يسمى قوانين مساعدة الفقراء بدأ من سنه 1660، والتعديلات المتلاحقة له، ويعدّ قانون الفقراء الإنكليزي لسنة 1834 من أكثر القوانين إثارة للجدل حتى الآن.

### الأقاليم والمقاطعات والمناطق
تقسم المقاطعات الإنجليزية إلى أربعة مستويات من التقسيمات الإدارية يتم إدارتها عن طريق مجموعة متنوعة من الكيانات الشبيهة بالحكومات المحلية. الطبقة العليا من التقسيمات (المناطق) هي ما يُعرف باسم المناطق التسع في إنجلترا وهي: شمال شرق إنجلترا، شمال غرب إنجلترا، يوركشاير والهمبر، شرق ميدلاندز، غرب ميدلاندز، شرق إنجلترا، جنوب شرق إنجلترا، جنوب غرب إنجلترا، ولندن الكبرى. وهذه تم إنشاؤها في عام 1994 على هيئة إدارات حكومية، تستخدم من قبل الحكومة البريطانية لتقديم مجموعة واسعة من السياسات والبرامج على المستوى الإقليمي. فهي تستخدم لانتخاب أعضاء البرلمان الأوروبي على أساس إقليمي. بعدما بدأ تنفيذ هذا القرار، كان من المخطط إجراء الاستفتاءات على مناطق إنجلترا في المجالس الإقليمية الخاصة بها، وقبلت لندن النظام الجديد في عام 1998، وأنشأ المجلس الإقليمي الخاص بلندن الكبرى بعد ذلك بعامين. ومع ذلك، فإن الاقتراح قد رفض في استفتاءات تحوّل السلطة عام 2004 في شمال شرق البلاد، وألغيت المزيد من الاستفتاءات. وفي عام 2011 تم إلغاء جميع الإدارات الحكومية الإقليمية. تُقسم إنجلترا وفقًا للمستوى التالي إلى 48 مقاطعة رسمية. وتستخدم هذه المقاطعات في المقام الأول باعتبارها الإطار المرجعي الجغرافي، وقد تطورت تدريجيا منذ العصور الوسطى، وآخرها يرجع تاريخ تأسيسها إلى عام 1974. يتولّى إدارة شؤون كل مقاطعة من هذه المقاطعات موظفين حكوميين، أعلاهما رتبة يُعرف باسم الحاكم، وأدناهما يُعرف باسم العمدة؛ وهما يُعتبران ممثلان محليان لملك بريطانيا. بالإضافة إلى لندن الكبرى وجزر سيسيلي، تُقسم إنجلترا أيضا إلى 83 مقاطعة حضرية وغير حضرية، وهناك ست مقاطعات حضرية تمثل المناطق الأكثر تحضرا ولا تتولى شؤونها أية مجالس للمقاطعات. وفي هذه المناطق فإن مصدر السلطات هي دائرة البلدة، وهناك 27 مقاطعة غير حضرية ذات مجلس مقاطعة وتُقسّم بدورها إلى وحدات لكل منها مجلس وحدة. وهذه المقاطعات عادة عادة، وإن لم يكن دائماً، موجودة في أكثر المناطق الريفية. والمقاطعات غير الحضرية المتبقية مكونة من حي واحد وعادة ما تتساوى مع المدن الكبيرة أو المقاطعات ذات الكثافة السكانية المنخفضة، وهي المعروفة باسم الوحدات المحلية. تمتلك لندن الكبرى نظام مختلف للحكم المحلي، إذ تضم اثنين وثلاثين ضاحية بالإضافة إلى مدينة لندن التي تغطي منطقة صغيرة في وسط هذا التجمّع، وهي تخضع لمجلس لندن الكبرى. وعلى المستوى الأكثر محلية، فإن معظم إنجلترا منقسم إلى دوائر مدنية مع مجالس داخلية.

## الجغرافيا

### المناظر الطبيعية والأنهار

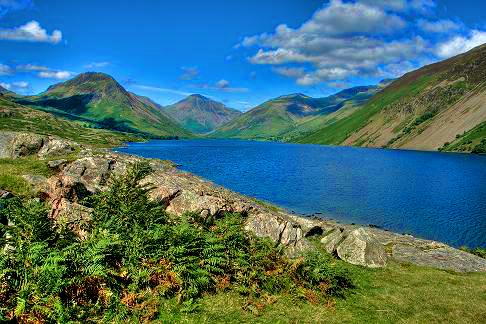
منطقة بحيرة وستواتر.

تمثل إنجلترا ثلثي البر الرئيسي الأوسط والجنوبي لجزيرة بريطانيا، بالإضافة إلى جزيرة وايت وجزر سيلي في البحر. ويحدها من الشمال إسكتلندا، ومن الغرب ويلز. تعدّ إنجلترا الأقرب إلى القارة الأوروبية من أي جزء آخر من الجزر البريطانية. ويفصلها عن فرنسا مضيق بحري هو مضيق دوفر. يربط الدولتين نفق المانش بالقرب من فولكستون. تحيط بإنجلترا مياه البحر الأيرلندي، وبحر الشمال والمحيط الأطلسي، وأهم الأنهار فيها، هي نهر التيمز ونهر ميرسي ونهر تاين. يرفع المد والجزر مستوى المياه في مصبات الأنهار مما يُمكّن السفن من دخول الموانئ. يعدّ نهر سيفيرن أطول الأنهار التي تجرى في إنجلترا، إذ أن طوله يصل إلى 354 كم. وهو يصب في قناة بريستول. ومع ذلك، فإن الاعتقاد الشائع هو أن نهر التيمز، هو الأطول رغم أن طوله يصل إلى 346 كم. وهناك العديد من البحيرات في إنجلترا أغلبها مسماة على اسم المقاطعة التي تقع بها، وأكبرها هي بحيرة ويندمير، المعروفة بلقب «ملكة البحيرات».

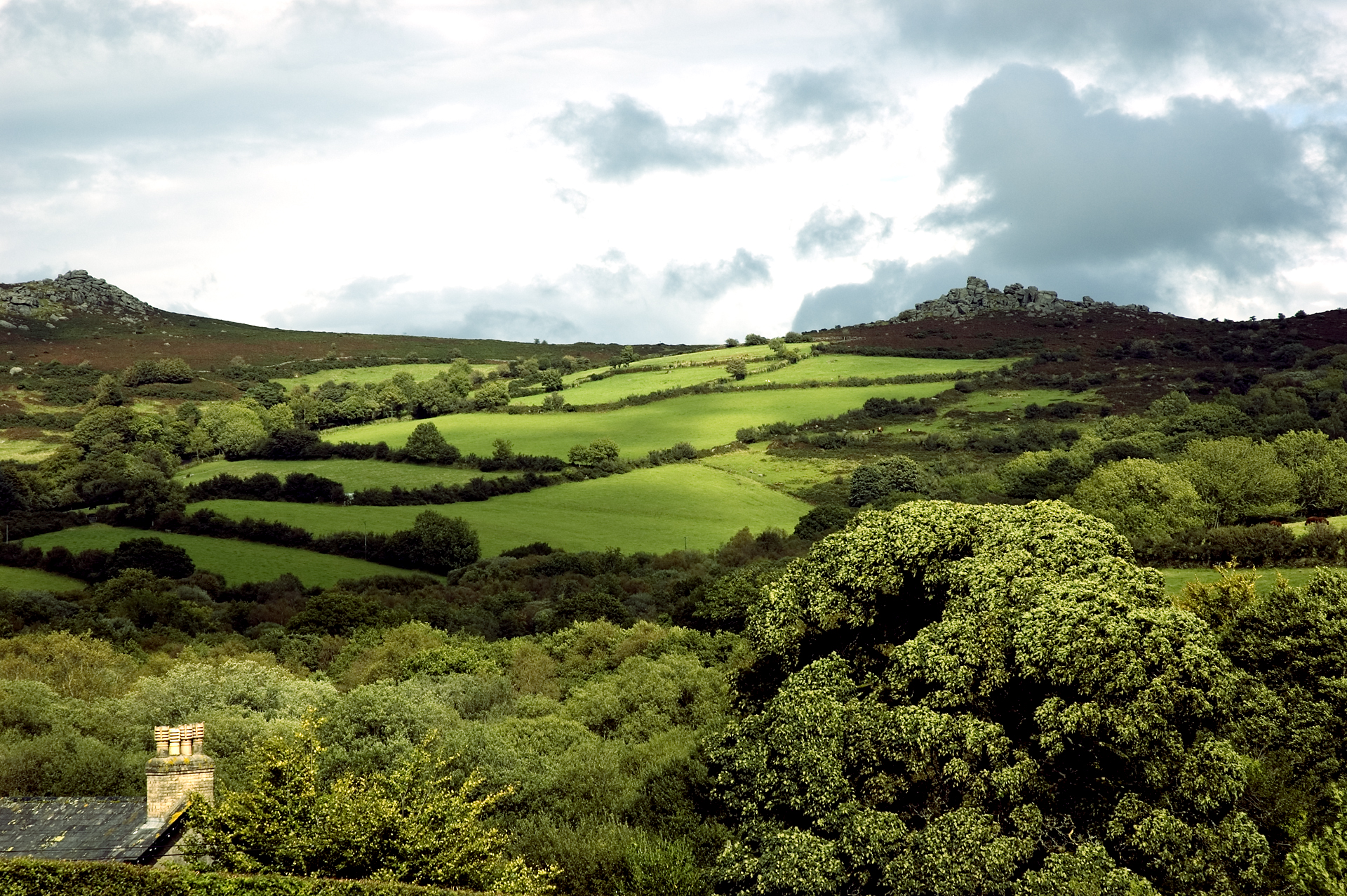
تضاريس دارتمور، ديفون.

تُعرف جبال بينينز بالعمود الفقري لإنجلترا، وهي أقدم سلسلة جبال في البلاد، والتي تكونت في نهاية الحقبة البالوزية منذ حوالي 300 مليون سنة مضت. يصل الطول الإجمالي للبينينز إلى 400 كم، وتبلغ ذروتها في كروس فيل في كامبريا. وتتألف من مواد هي في معظمها من الحجر الرملي والحجر الجيري، وأيضا من الفحم الحجري. وهناك تكوينات كارستية في المناطق الكالسية في أجزاء من يوركشاير وديربيشير. وهي تحتوي على ثلاث محميات طبيعية. ويبلغ ارتفاع أعلى نقطة في إنجلترا 978 م، وهي قمة سكافيل في كامبريا. على جانبي الحدود بين إنجلترا وإسكتلندا تقع تلال شفيوت. كما تنتشر السهول جنوب بينينز، وهي خضراء خصبة، تشمل سهول كوتسوولدز، وسهول شيلتيرن وشمال وجنوب داونز، وتلتقي هذه السهول جميعها عند صخرة بيضاء ظاهرة متمثلة في منحدرات دوفر الواقعة على الساحل. تشكل تلال شفيوت ونهر تويد حدود إنجلترا مع إسكتلندا.

### المناخ
تتمتع إنجلترا بمناخ محيطي معتدل بمعنى أنه يعدّ معتدلاً مع درجات حرارة لا تقل كثيراً عن الصفر في فصل الشتاء ولا تزيد عن 32° مئوية في فصل الصيف. والطقس رطب نسبياً. الشهور الأكثر برودة هي يناير وفبراير، ولا سيما على الساحل الإنجليزي، في حين أن يوليو هو عادة الشهر الأكثر دفئاً. الأشهر التي تتمتع بطقس دافئ مع أقل هطول للأمطار هي مايو ويونيو وسبتمبر وأكتوبر. أكبر مؤثر مناخي في إنجلترا هو قربها من المحيط الأطلسي، وارتفاع درجة حرارة المياه المحيطة بتيار الخليج. وتحصل إنجلترا على نسبة كبيرة جداً من الأمطار خلال السنة، وبالأخص في الخريف والشتاء. أعلى درجات الحرارة التي تمّ تسجيلها في البلاد وصلت إلى 38° مئوية في 10 أغسطس 2003، في بروجديل في كنت، في حين وصلت الأدنى إلى -26.1 ° مئوية في 10 يناير 1982 في أيدجموند، شروبشير.
| البيانات المناخية لـإنجلترا       | البيانات المناخية لـإنجلترا | البيانات المناخية لـإنجلترا | البيانات المناخية لـإنجلترا | البيانات المناخية لـإنجلترا | البيانات المناخية لـإنجلترا | البيانات المناخية لـإنجلترا | البيانات المناخية لـإنجلترا | البيانات المناخية لـإنجلترا | البيانات المناخية لـإنجلترا | البيانات المناخية لـإنجلترا | البيانات المناخية لـإنجلترا | البيانات المناخية لـإنجلترا | البيانات المناخية لـإنجلترا |
| الشهر                             | يناير                       | فبراير                      | مارس                        | أبريل                       | مايو                        | يونيو                       | يوليو                       | أغسطس                       | سبتمبر                      | أكتوبر                      | نوفمبر                      | ديسمبر                      | المعدل السنوي               |
| --------------------------------- | --------------------------- | --------------------------- | --------------------------- | --------------------------- | --------------------------- | --------------------------- | --------------------------- | --------------------------- | --------------------------- | --------------------------- | --------------------------- | --------------------------- | --------------------------- |
| متوسط درجة الحرارة الكبرى °م (°ف) | 7 (45)                      | 7 (45)                      | 9 (48)                      | 12 (54)                     | 15 (59)                     | 18 (64)                     | 21 (70)                     | 21 (70)                     | 18 (64)                     | 14 (57)                     | 10 (50)                     | 7 (45)                      | 13 (56)                     |
| متوسط درجة الحرارة الصغرى °م (°ف) | 1 (34)                      | 1 (34)                      | 2 (36)                      | 4 (39)                      | 6 (43)                      | 9 (48)                      | 11 (52)                     | 11 (52)                     | 9 (48)                      | 7 (45)                      | 4 (39)                      | 2 (36)                      | 6 (42)                      |
| الهطول مم (إنش)                   | 84 (3.3)                    | 60 (2.4)                    | 67 (2.6)                    | 57 (2.2)                    | 56 (2.2)                    | 63 (2.5)                    | 54 (2.1)                    | 67 (2.6)                    | 73 (2.9)                    | 84 (3.3)                    | 84 (3.3)                    | 90 (3.5)                    | 839 (32.9)                  |
| المصدر: مكتب الأحوال الجوية       |                             |                             |                             |                             |                             |                             |                             |                             |                             |                             |                             |                             |                             |

### التجمعات السكانية الكبرى
منطقة لندن الكبرى الحضرية هي أكبر منطقة حضرية في إنجلترا وواحدة من أكثر المدن ازدحاماً في العالم. وهي تعدّ مدينة عالمية، وعدد سكانها أكبر من البلدان الأخرى في المملكة المتحدة. تزداد الكثافة السكانية في شمال إنجلترا وفي ميدلاندز بشكل متطرد. هناك حوالي 50 منطقة تصنف كمدينة في إنجلترا، من أصل ستة وستين في كامل المملكة المتحدة. هناك العديد من المدن الكبيرة في إنجلترا، أبرزها برمنغهام ومانشستر وليفربول وليدز ونيوكاسل وبرادفورد ونوتنغهام، وغيرها. لا يشترط العدد الكبير من السكان لتصنيف المنطقة كمدينة. تقليديًا، أرتبط تصنيف المدن بوجود الكاتدرائيات، حتى وإن كانت مدن صغيرة مثل ويليز وأيلى وريبون وترورو وشيستر. ووفقًا لمكتب الإحصاءات الوطنية فان أكبر عشرة مناطق حضرية مستمرة في النمو هي:
| المرتبة | المنطقة الحضرية                 | تعداد السكان | المحليات | المحليات الكبرى                                                                                     |
| ------- | ------------------------------- | ------------ | -------- | --------------------------------------------------------------------------------------------------- |
| 1       | منطقة لندن الحضرية الكبرى       | 8,278,251    | 67       | لندن الكبرى، وتنقسم إلى مدينة لندن و32 بلدة لندنية بما في ذلك بلدة كرويدون، بارنيت، إيلينج، وبروملي |
| 2       | منطقة غرب ميدلاندز الحضرية      | 2,284,093    | 22       | برمنغهام، ولفرهامبتون، دادلي، والسال                                                                |
| 3       | منطقة مانشستر المدنية الكبرى    | 2,240,230    | 57       | مانشيستر، سالفورد، بولتون، ستوكبورت، أولدهام                                                        |
| 4       | منطقة غرب يوركشاير الحضرية      | 1,499,465    | 26       | ليدز، برادفورد، هادرسفيلد، ويكفيلد                                                                  |
| 5       | تاينسايد                        | 879,996      | 25       | نيوكاسل، شمال شيلدز، ساوث شيلدز، جيتسهيد، جارو                                                      |
| 6       | منطقة ليفربول الحضرية           | 816,216      | 8        | ليفربول، سانت هيلينز، بوتل، هيتون وروبي                                                             |
| 7       | منطقة نوتينغهام الحضرية         | 666,358      | 15       | نوتينجهام، بيستون، ستابلفورت، كارلتون، لونج إيتون                                                   |
| 8       | منطقة شيفيلد الحضرية            | 640,720      | 7        | شيفيلد، روثرهام، شيبيل تاون، موسبروف                                                                |
| 9       | منطقة بريستول الحضرية           | 551,066      | 7        | بريستول، كينغسوود، مانجوتسفيلد، ستوك جيفورد                                                         |
| 10      | برايتون - ورثينغ - ليتل هامبتون | 461,181      | 10       | برايتون، ورذينج، هوف، ليتل هامبتون، شورهام، لانسينج                                                 |

## الاقتصاد

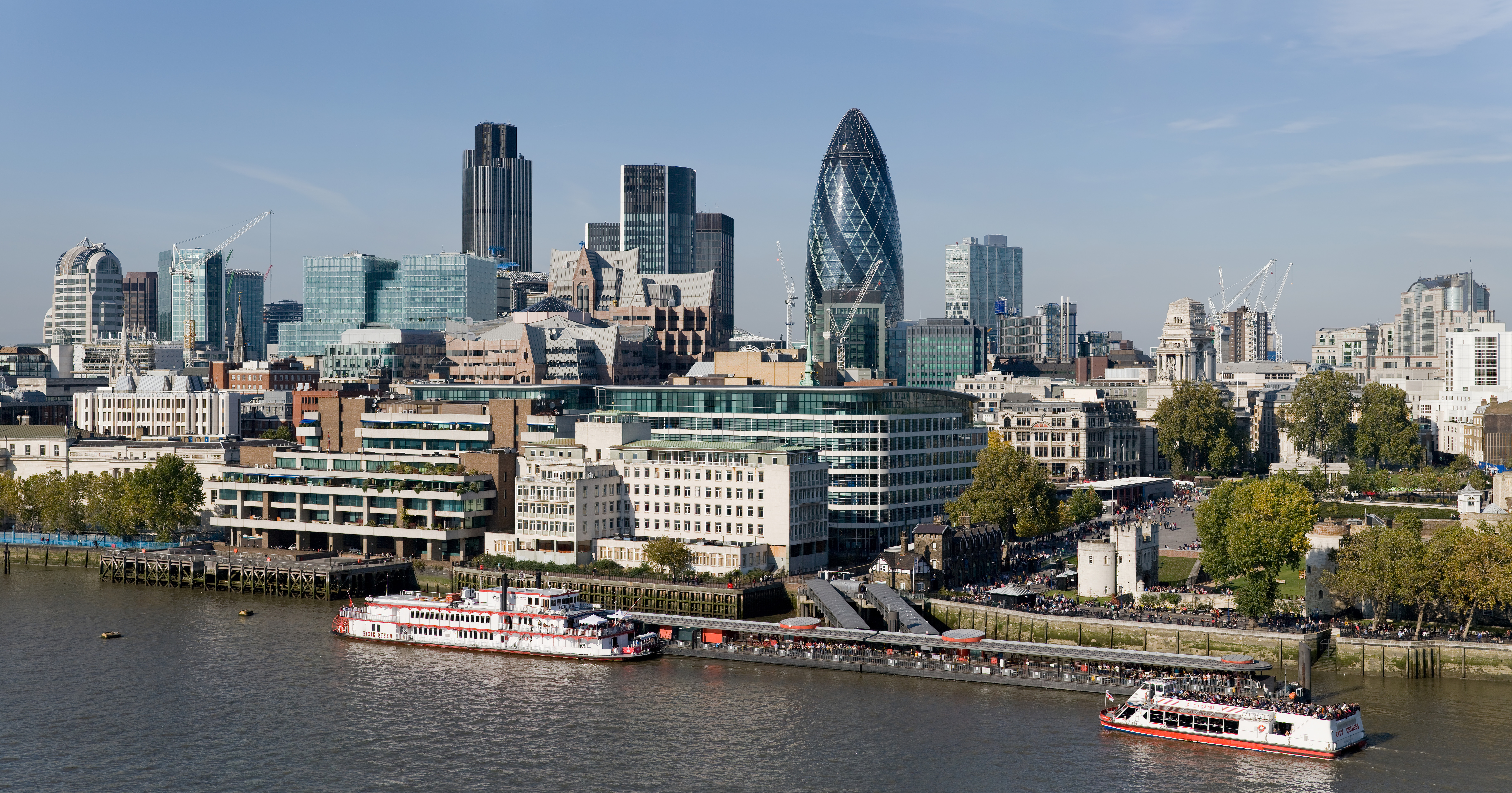
مدينة لندن، أكبر مركز مالي في العالم.

يعتمد اقتصاد إنجلترا أساسًا على الصناعة والتجارة. وهي تُعدّ من الدول الصناعية الرئيسية في العالم، ويبلغ متوسط دخل الفرد من الناتج المحلي الإجمالي 22,907 جنيهاً. وعادة ما يعدّ الاقتصاد الإنجليزي سوق مختلطة، فقد اتخذ كثيراً من مبادئ السوق الحرة على النقيض من رأسمالية الراين في أوروبا، ومع ذلك فهو يحافظ على بنية تحتية متطورة للرعاية الاجتماعية. العملة الرسمية في إنجلترا هي الجنيه الاسترليني، والمعروف أيضا باسم GBP. الضرائب في إنجلترا تنافسية جداً بالمقارنة مع بقية دول أوروبا، واعتباراً من عام 2009 وصل المعدل الأساسي للضريبة الفردية إلى 20% من الدخل الخاضع للضريبة بما يصل إلى 37,400 جنيه إسترليني، و40% على أية أرباح إضافية فوق هذا المبلغ. ويُشكل اقتصاد إنجلترا الجزء الأكبر من اقتصاد المملكة المتحدة، التي تحتل المركز السادس على مستوى العالم حسب أعلى ناتج محلي إجمالي. وتعدّ إنجلترا من الدول الرائدة في قطاع الكيماويات والصناعات الدوائية والتقنيات، ولا سيما الفضائية منها، وصناعة الأسلحة، وعلى الجانب الإنتاجي من صناعة البرمجيات. وتعد مدينة لندن واحدة من أهم مراكز المال وأسواقه في العالم. ويعد بنك إنجلترا والبنك البريطاني الوطني وسوق لندن للأوراق المالية أهم بورصات العالم، وتصنف شركة لويد كأشهر شركات التأمين العالمية. وتعدّ لندن، موطن بورصة لندن، وهي البورصة الرئيسية في المملكة المتحدة والأكبر في أوروبا، وهي المركز المالي لإنجلترا، كذلك فإن 500 مؤسسة تجارية من أصل 100 مؤسسة أوروبية، تتخذ من لندن. وتعدّ لندن أكبر مركز مالي في أوروبا، واعتباراً من عام 2009، أصبحت الأكبر في العالم.

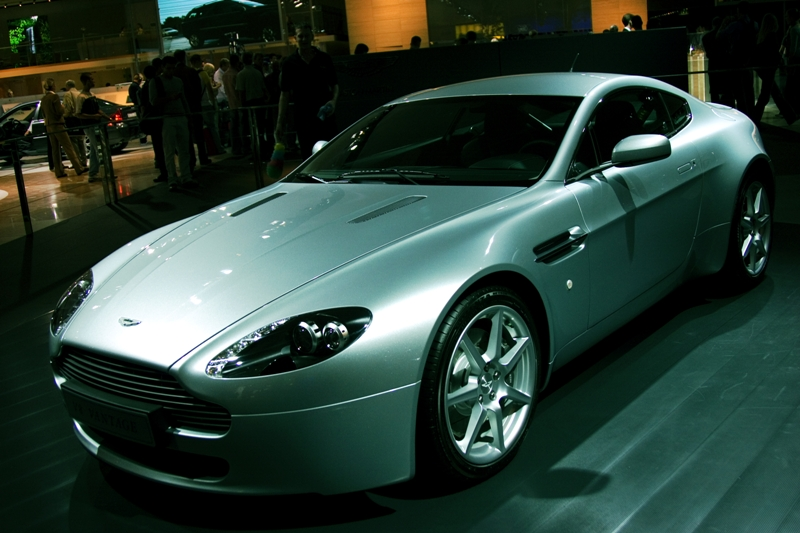
أستون مارتن، واحدة من أشهر شركات السيارات في إنجلترا.

يعدّ بنك إنجلترا، الذي تأسس في سنة 1694 من قبل المصرفي الإسكتلندي ويليام بيترسون، هو البنك المركزي في المملكة المتحدة. وتم أنشاؤه في الأصل ليكون بمثابة المصرف الخاص لحكومة إنجلترا، وقد تابع هذا الدور ولكن بصفته المصرف الخاص بحكومة المملكة المتحدة، ومنذ عام 1946، فإنه أصبح من المؤسسات المملوكة للدولة. وقد قام هذا البنك باحتكار إصدار الأوراق النقدية في إنجلترا وويلز، دون غيرها من أجزاء المملكة المتحدة. تتولى لجنة السياسة النقدية مسؤولية إدارة السياسة النقدية للبلاد وتحديد أسعار الفائدة. وتعدّ إنجلترا دولة متقدمة صناعياً بشكل عالي، ولكن منذ عام 1970 حصل انخفاض في الصناعات التقليدية الثقيلة والصناعات التصنيعية، وازداد التركيز على صناعة الخدمات والمزيد من الاقتصاد الموجه. وأصبحت السياحة من أهم مصادر الدخل، تجذب الملايين من الزوار كل عام إلى إنجلترا. الجزء التصديري من الاقتصاد يهيمن عليه الأدوية والسيارات، على الرغم من أن العديد من العلامات التجارية الإنجليزية مملوكة للأجانب، مثل رولز رويس، ولوتس، وجاجوار وبنتلي. تشمل الموارد الطبيعية في إنجلترا الفحم الحجري، وخام الحديد من نوعية منخفضة، والنفط، والغاز الطبيعي. وتمتد أكبر مناجم الفحم الحجري على طول مرتفعات أبناين وحتى مقاطعة الأراضي الوسطى. أما ترسُّبات خام الحديد فتوجد في الأراضي الوسطى الشرقية ومقاطعة كمبريا. أما أهم حقول النفط والغاز الطبيعي فتوجد في بحر الشمال. ويتوافر الصلصال الصيني في جنوب غربي البلاد وترسُّبات الطباشير لصناعة الاسمنت في جنوبها الشرقي. وتزخر المياه الساحلية بالأسماك. يُعد قطاع الزراعة من القطاعات النشطة للغاية في البلاد، فهو يؤمن 60% من الاحتياجات الغذائية للسكان، لكن لا يعمل به إلا 2% فقط من القوة العاملة. ويحول ثلثي الإنتاج لتربية الماشية، والثلث الآخر للمحاصيل الزراعية.

### البنية التحتية

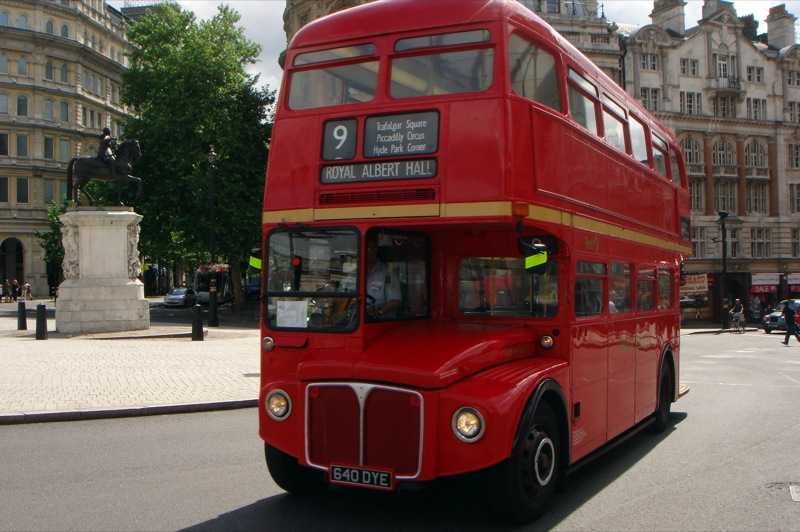
حافلة حمراء ذات طابقين في لندن.

وزارة النقل هي الهيئة الحكومية المسؤولة عن الإشراف على النقل في إنجلترا. يوجد في إنجلترا العديد من الطرق الرئيسية، من أهمها طريق A1 الطريق الشمالي الكبير، الذي يمتد عبر الأنحاء الشرقية للبلاد من لندن إلى نيوكاسل. أطول طريق للسيارات في إنجلترا هو طريق M6، ويمتد من الرجبي إلى الشمال الغربي حتى الحدود الإنجليزية الإسكتلندية. وهناك غيرها من الطرق الرئيسية، مثل M1 الممتد من لندن إلى ليدز، وM25 الذي يطوِّق لندن، وإم 60 الذي يطوّق مانشستر، وخط إم4 السريع الممتد من لندن إلى ساوث ويلز، وخط إم62 السريع الممتد من ليفربول إلى مانشستر وشرق يوركشاير، وM5 الممتد من برمنجهام إلى بريستول والجنوب الغربي. تنتشر حافلات النقل في جميع أنحاء البلاد، وتتولى تقديم خدمة النقل بواسطتها شركات كبرى مثل ناشيونال إكسبرس، وأريفا، ومجموعة الانطلاق. تعدّ الحافلات ذات الطابقين الحمراء في لندن رمزاً لإنجلترا. وتمتد شبكة السكك الحديدية السريعة في مدينتين إنجليزيتين؛ مترو إنفاق لندن وتاين ومترو أنفاق وير، وهذا الأخير يقع في نيوكاسل، وجيتسهيد وسندرلاند. وهناك أيضاً شبكات الترام، مثل بلاكبول، مانشستر ميترولينك وشيفيلد سوبرترام ومترو ميدلان.

يعدّ مطار لندن هيثرو المطار الأكثر حركة في نقل الركاب الدولية في العالم.

تعدّ السكك الحديدية في إنجلترا الأقدم في العالم، إذ أنشأ أولها في عام 1825. معظم خطوط السكك الحديدية البريطانية، والبالغ طولها 16,116 كيلومتر (10,014 ميل)، تكمن في إنجلترا، وهي تغطي البلاد على نطاق واسع. وهذه الخطوط هي في معظمها مفردة، أو مزدوجة أو رباعية المسار، وإن كانت هناك خطوط مقياس ضيقة. وهناك أيضاً بضعة خطوط حديدية تصل إلى فرنسا وبلجيكا من خلال وجود وصلة للسكك الحديدية تحت البحر، الممتدة عبر نفق القنال الذي اكتمل إنشائه في عام 1994. وهناك مرافق النقل الجوي في بريطانيا التي تربط المدن والسكّان بالعديد من الأماكن الدولية العامة، وأكبر مطار هو مطار لندن هيثرو الذي يعد من حيث حجم الركاب أكثر المطارات ازدحاما في أوروبا وواحدا من أكثر المطارات ازدحاما في العالم. وتشمل المطارات الكبيرة الأخرى مطار مانشستر، مطار لندن ستانستد، مطار لوتون ومطار برمينغهام. وعن طريق البحر، يوجد النقل عن طريق العبارة، سواء بالنسبة للرحلات الداخلية والخارجية، وبعض الرحلات الأكثر شيوعا هي إلى إيرلندا وهولندا وبلجيكا. والسفر عن طريق المجاري المائية الداخلية مثل الأنهار، القناة والمرافئ متاح أيضًا، ومشترك حول الممرات المائية الصالحة للملاحة في انكلترا، التي يصل طولها إلى 7,100 كـم (4,400 ميل). يعدّ نهر التايمز أهم الممرات الرئيسية في إنجلترا، مع تركز الواردات والصادرات في ميناء تيلبوري، وهو واحد من ثلاثة موانئ رئيسية في المملكة المتحدة.

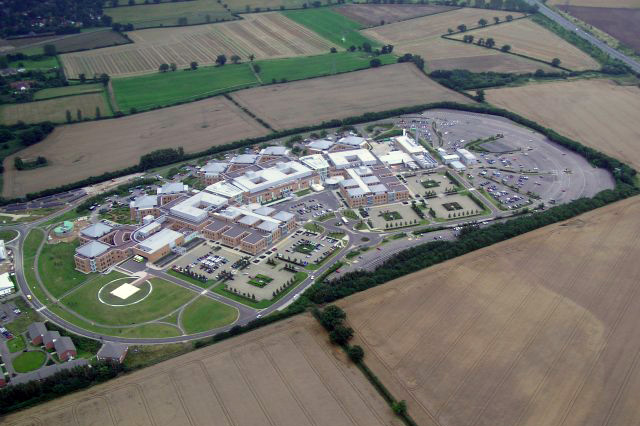
المستشفى الجامعي في نورفولك ونورويتش، مستشفى خدمة الصحة الوطنية.

اللجنة الوطنية للصحة هي نظام الرعاية الصحية الممولة من القطاع العام في إنجلترا والمسؤولة عن توفير الرعاية الصحية في غالبية البلاد. بدأ تطبيق نظام التأمين الصحي في 5 يوليو سنة 1948، ووضعت أحكام قانون الخدمة الوطنية للصحة موضع التنفيذ عام 1946، بناء على النتائج التي توصل إليها تقرير بيفيريدج، الذي أعده الخبير الاقتصادي والمصلح الاجتماعي ويليام بيفيريدج. وتمول دائرة الصحة الوطنية في معظمها من الضرائب العامة بما في ذلك مدفوعات التأمين الوطني، وتوفر معظم الخدمات بدون أي تكلفة إضافية على الرغم من وجود رسوم إضافية المرتبطة بإجراء اختبارات على العين، والعناية بالأسنان، والوصفات الطبية وجوانب الرعاية الشخصية. والإدارة الحكومية المسؤولة عن نظام التأمين الصحي هي وزارة الصحة، برئاسة وزير الدولة لشؤون الصحة، الذي يجلس في مجلس الوزراء البريطاني. أغلب نفقات وزارة الصحة تنفق على نظام التأمين الصحي وقد صُرف 98.6 مليار جنيه أسترليني في الفترة الممتدة بين عاميّ 2008 و2009. وفي السنوات الأخيرة أصبح القطاع الخاص يصطخدم بصورة متزايدة لتوفير المزيد من خدمات الصحة الوطنية على الرغم من المعارضة من قبل الأطباء والنقابات العمالية. متوسط العمر المتوقع للسكان في إنجلترا هو 77.5 سنوات للذكور و81.7 سنوات للإناث، وهي أعلى نسبة في الدول الأربع للمملكة المتحدة.

### النقل والتجارة
ساعد نظام النقل الممتاز في إنجلترا وموقعها الجغرافي المميز في جعلها من أهم الدول التجارية في العالم. وتملك الدولة شبكة واسعة من السكك الحديدية وطرقها السريعة بالإضافة إلى موانئ جيدة ونظام ممرات مائية داخلية. كما أنها تحتل موقعًا مناسبًا للتجارة مع أمريكا الشمالية، إذ تطل على مصبات أنهار أوروبية كبيرة، وتقع على طرق التجارة عبر الأطلسي.
ومعظم تجارتها الخارجية مع دول أوروبا الغربية والولايات المتحدة وكندا. أما أهم وارداتها فتشمل: السيارات، والمواد الغذائية، مثل: الشاي، والقهوة، والآلات، والخشب. أما أهم صادراتها فهي: المواد الكيميائية والمعدات الثقيلة والنفط ومعدات النقل.

## الديمغرافيا

### تعداد السكان

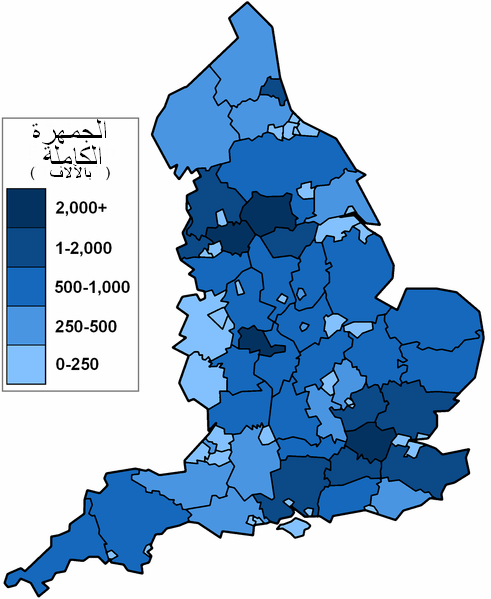
توزيع سكان المقاطعات الإنجليزية.

تعدّ إنجلترا البلد الأكثر اكتظاظاً بالسكان في المملكة المتحدة، إذ تقطنها أكثر من 51 مليون نسمة وهو ما يمثل 84% من المجموع الكلي. تعدّ إنجلترا رابع أكبر دولة في الاتحاد الأوروبي من حيث عدد السكان، والرابعة والعشرين في العالم. يصل معدل الكثافة السكانية في البلاد إلى 395 شخصا في الكيلومتر المربع الواحد، وبذلك تكون إنجلترا ثاني أكبر دولة من حيث الكثافة السكانية في الاتحاد الأوروبي بعد مالطا. تشير الأدلة الوراثية إلى أن ما بين 75 و95% من السكان تنحدر أصولهم من جهة الأب إلى المستوطنين الذين جاءوا من شبه الجزيرة الايبيرية في عصور ما قبل التاريخ، والإسكندنافيين، بالإضافة إلى ما نسبته 5% من الآنجلز والساكسونيين، على الرغم من أن علماء وراثة آخرين يقولون بأن نسبة الإسكندنافيون - الجرمانيون من الشعب الإنجليزي، تصل إلى ما يقرب من النصف. عبر مر الزمن، كان لمختلف الثقافات تأثير كبير على التكوين العرقي والثقافي لإنجلترا، ومن هذه: البريثونية، الرومانية، الأنجلوسكسونية، الفايكنجية، الثقافات الغاليّة، بالإضافة إلى النورمان. كذلك هناك يهود مشتتين في أجزاء سابقة للإمبراطورية البريطانية، وخصوصاً في الولايات المتحدة الأمريكية وكندا وأستراليا وجنوب أفريقيا ونيوزيلندا.

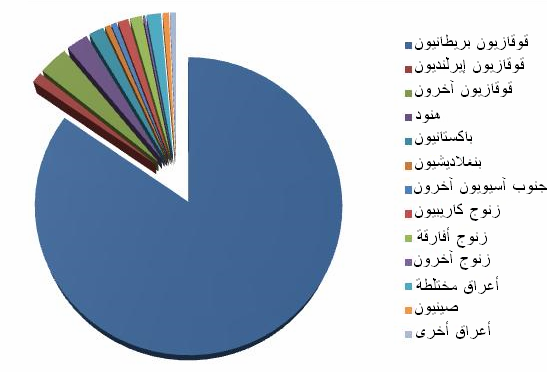
تقديرات عام 2005 للمجموعات العرقية في إنجلترا.

في كتاب ونشيستر، والذي تم تجميعه في عام 1086، كُتِبَ أن أكثر من 90% من السكان هم إنجليزيين، وأن نحو مليوني شخص منهم يعيشون في الريف. قبل عام 1801 كان عدد السكان يصل إلى 8.3 ملايين، وبحلول عام 1901 وصل العدد إلى 30.5 ملايين. نزح العديد من السكّان إلى جنوب شرق إنجلترا بسبب الازدهار الاقتصادي الذي عرفته منذ القرن التاسع عشر. وكان هناك هجرة أيرلندية كبيرة، كان من نتيجتها أن أصبح حوالي 25% من الشعب الإنجليزي يمتلك أصول أيرلندية. منذ عام 1950 هاجر العديد من سكان المستعمرات البريطانية إلى إنجلترا، وهؤلاء هم أجداد 5.30% من السكّان ذوي الجذور من شبه القارة الهندية، ومعظمهم أتى من الهند وباكستان. يُشكل ذوي الأصول الأفريقية %7.30 من السكّان، ومعظمهم من منطقة البحر الكاريبي. وهناك أيضًا عدد كبير من الصينيين. واعتباراً من عام 2007، فإن 22% من أطفال المدارس الابتدائية في بريطانيا كانوا من أسر الأقليات العرقية. وما يقرب من نصف الزيادة في عدد السكان بين عاميّ 1991 و2001 كان بسبب مواليد الأجانب المهاجرين. النقاش حول الهجرة هو أمر بارز سياسياً في إنجلترا، ووفقًا لاستطلاع وزارة الداخلية فإن 80% من الشعب يريد أنهاء الهجرة. وقد توقع مكتب الإحصاء أن عدد السكان سيرتفع بحوالي ستة ملايين بين عامي 2004 و2029.

### اللغة

توزع اللغة الانجليزية والإنجليزية الكريول في العالم.

كما يوحي اسمها، فإن اللغة الإنجليزية، التي يتحدث بها مئات الملايين من الناس في أنحاء العالم، نشأت بوصفها لغة إنجلترا، ولا تزال اللغة الرئيسية في البلاد حتى اليوم، وهي من اللغات الهندو-أوروبية فهي فرع من العائلة الجرمانية، المرتبطة ارتباطا وثيقا مع الأسكتلندية. بعد الغزو النورماندي، أستبدلت اللغة الإنجليزية القديمة، وحصرت على الطبقات الاجتماعية الدنيا مثل النورمانديين الفرنسييين واستخدمت اللاتينية من قبل الطبقة الأرستقراطية. وبحلول القرن السابع عشر، عادت الإنجليزية لغة متداولة بين جميع الطبقات، وعلى الرغم من التغير الكثير؛ أظهرت إنجليزية العصور الوسطى علامات كثيرة من التأثير الفرنسي، سواء في المفردات أو الهجاء. وخلال عصر النهضة، تمت صياغة الكثير من الكلمات من أصول لاتينية ويونانية، وطعّمت بها اللغة الإنجليزية. تمتاز اللغة الإنجليزية الحديثة بالمرونة، ويرجع الفضل انتشارها حول العالم بهذا الشكل إلى الإمبراطورية البريطانية في جزء كبير، حيث أصبحت هذه اللغة لغة التواصل المشتركة الغير الرسمية في العالم. لا يوجد قانون ينص على اعتماد إحدى اللغات لغة رسمية لإنجلترا، ولكن اللغة الإنجليزية هي اللغة الوحيدة المستخدمة لأغراض العمل الرسمي. على الرغم من حجم البلد الصغير نسبيا، فإن هناك لهجات إقليمية مختلفة كثيرة، يواجه متحدثوها صعوبة في فهم بعضهم في أحيان قليلة. يعمل بعض اللغويين على إحياء اللغة الكورنية، التي انتهت كلغة مجتمع في القرن الثامن عشر، والآن محمية بموجب الميثاق الأوروبي للغات الإقليمية أو لغات الأقليات، وهي لغة يتحدث بها 0.1% من الناس في كورنوال، وتدرس إلى حد ما في المدارس الابتدائية والثانوية. تعلم مدارس الدولة الطلاب لغة ثانية، وعادة ما تكون الفرنسية أو الألمانية أو الإسبانية. وبسبب الهجرة، فقد أفادت إحدى الإحصاءات بأن في عام 2007 حوالي 800,000 من طلاب المدارس تكلموا بلغة أجنبية في الداخل، وأكثرها شيوعا هي: اللغة البنجابية والأوردية.

### الدين

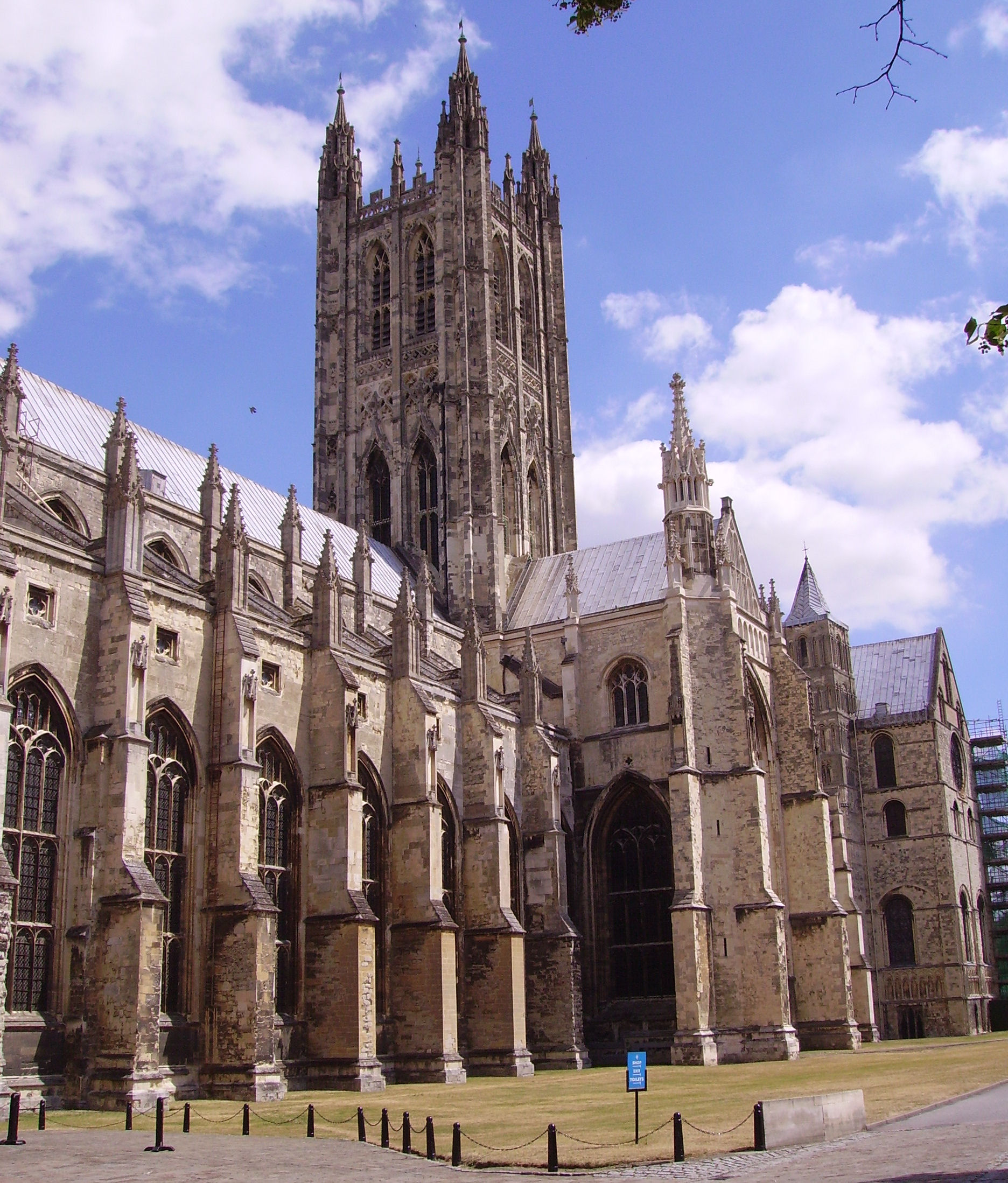
كاتدرائية كانتربري، مقر رئيس أساقفة كانتربري.

تعدّ المسيحية الديانة الأكثر اعتناقاً في إنجلترا، كما كان الحال منذ أوائل العصور الوسطى، على الرغم من أنها دخلت لأول مرة إلى أنجلترا قبل ذلك بكثير، في عهد الغاليين والرومانيين، وتبلغ نسبة المسيحيين اليوم من الإنجليز حوالي 72%. وأكثر الكنائس اتباعًا في الوقت الحاضر هي الأنجليكانية، والتي يرجع تاريخها إلى فترة الأصلاح في القرن السادس عشر. الملك في المملكة المتحدة هو رأس الكنيسة، وهو يتصرف بوصفه الحاكم الأعلى. وهناك حوالي 76 مليون من أتباع كنيسة إنجلترا، وهي تشكل جزءاً من الطائفة الأنجليكانية، ويعدّ رئيس أساقفة كانتربري المتصرف رئيسًا رمزيًا في جميع أنحاء العالم. العديد من الكاتدرائيات والكنائس المحلية هي مباني تاريخية ذات أهمية معمارية، مثل كنيسة وستمنستر، دير يورك، كاتدرائية دورهام وكاتدرائية ساليسبري.

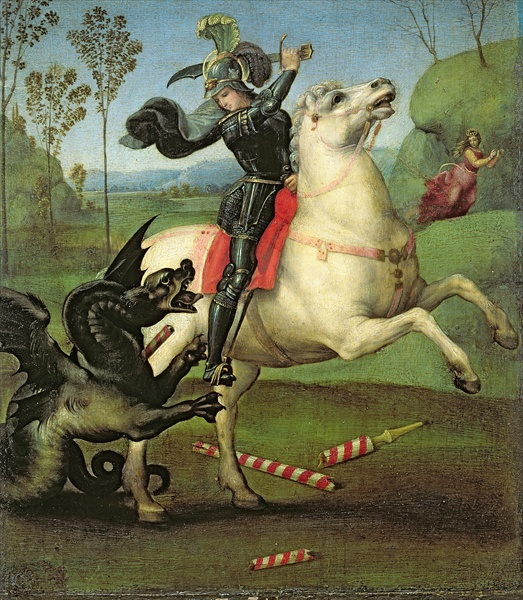
القديس جرجس، شفيع إنجلترا.

شفيع إنجلترا هو القديس جرجس، وهو يمثل في العلم الوطني، فضلاً عن علم الاتحاد كجزء من مجموعة. هناك العديد من القديسين الإنجليز الآخرين أمثال كوثبرت، ألبان، ويلفريد، ايدان، إدوارد المعترف، جون فيشر، توماس مور، بيتروك، بيران، مارغريت كليثرو، وتوماس بيكيت. من أبرز الديانات الأخرى غير المسيحية المنتشرة في إنجلترا: اليهودية، واليهود لديهم تاريخ طويل في البلاد، على الرغم من أنهم كانوا أقلية صغيرة في الجزيرة منذ عام 1070. طردوا من إنجلترا في عام 1290 بعد صدور مرسوم الطرد، فقط ليسمح لهم بالعودة في عام 1656. ومنذ عام 1950 أخذت الديانات الشرقية من المستعمرات البريطانية السابقة تظهر في البلاد، وذلك بسبب الهجرة الأجنبية؛ الإسلام هو الأكثر شيوعاً من بين هذه الديانات، إذ تصل نسبة معتنقيه من الإنجليز إلى حوالي 3.1%، ثم يليه كل من الهندوسية والسيخية والبوذية، وتصل نسبتهم مجموعين إلى 7%، كذلك فإن حوالي 14.6% من سكان إنجلترا لادينيين. قبل ظهور المسيحية كانت الديانات السلتية، والرومانية، والأنجلوسكسونية والإسكندنافية الوثنية والميثولوجية أكثر الديانات شيوعًا.

## الرعاية الصحية

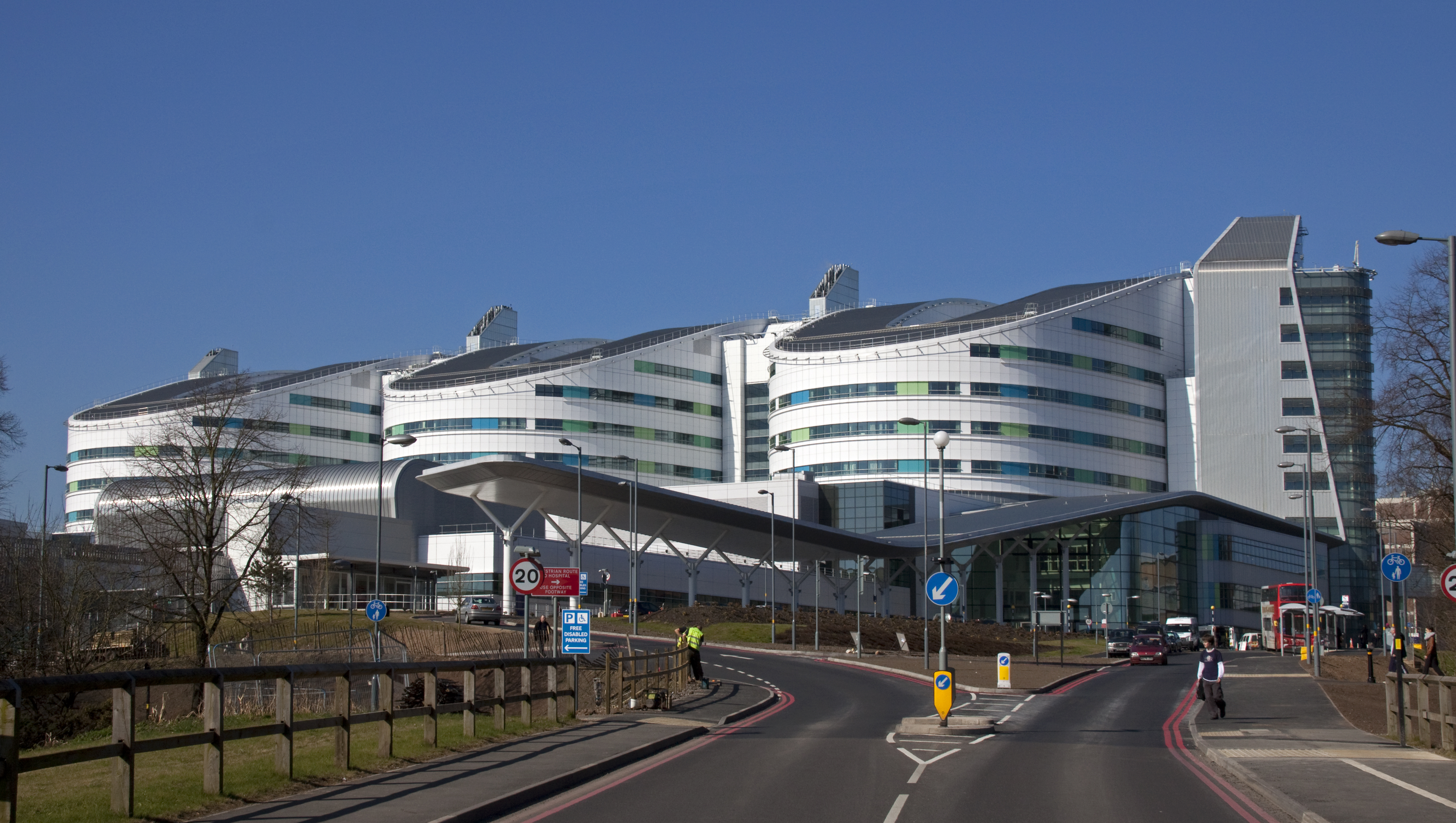
مستشفى الملكة إليزابيث في برمنغهام، أحد المستشفيات التابعة لهيئة خدمة الصحة الوطنية.

تُعد هيئة خدمة الصحة الوطنية الهيئة المسؤولة عن تقديم الرعاية والخدمات الصحية للمواطنين في البلاد، وهي هيئة ممولة من قبل القطاع العام. بدأت الهيئة بتقديم خدماتها للناس بتاريخ 5 يوليو سنة 1948، ووضعت بنود قانون خدمة الصحة الوطنية لعام 1946 موضع التنفيذ، وكانت قد تشكلت بناءً على توصية من الاقتصادي والمصلح الاجتماعي اللورد وليام بيفيريدج، بعد أن أعدّ تقريرًا تحدث فيه عن «خمسة شرور عملاقة» من شأنها هدم المجتمع أن تفشت، ألا وهي: الفساد الإداري، وتجاهل الآخر، والعوز، والبطالة، والمرض. تٌموّل هذه الهيئة عن طريق الضرائب المفروضة خاصةً، بما فيها تلك المعنيّة بمدفوعات التأمين القومي، وهي تقدم كافة الخدمات الصحية بشكل مجاني، إلا أن بعض المبالغ تُفرض على الفحوصات والعلاجات البسيطة، مثل فحص العيون وعلاج الأسنان.
تتولى وزارة الصحة البريطانية، مرؤوسة بوزير الدولة لشؤون الصحة، رعاية شؤون هيئة خدمة الصحة الوطنية. يُلاحظ أن أغلب نفقات وزارة الصحة مخصصة لدعم الهيئة سالفة الذكر، فعلى سبيل المثال بلغت نسبة النفقات خلال الفترة الممتدة بين عام 2008 وعام 2009 حوالي 98.6 مليارات جنيه إسترليني. لجأت الحكومة البريطانية خلال السنوات القليلة الماضية إلى القطاع الخاص لتسديد بعض مبالغ دعم هيئة خدمة الصحة، على الرغم من معارضة الأطباء واتحادات التجارة لهذا الأمر. يصل أمد الحياة المتوقع للرجال في إنجلترا إلى 77.5 سنوات، وللنساء إلى 81.7 سنوات، وهو المعدل الأعلى بين معدلات الدول الأربعة المشكلة للمملكة المتحدة.

## التعليم

### الجامعات والمؤسسات التعليمية

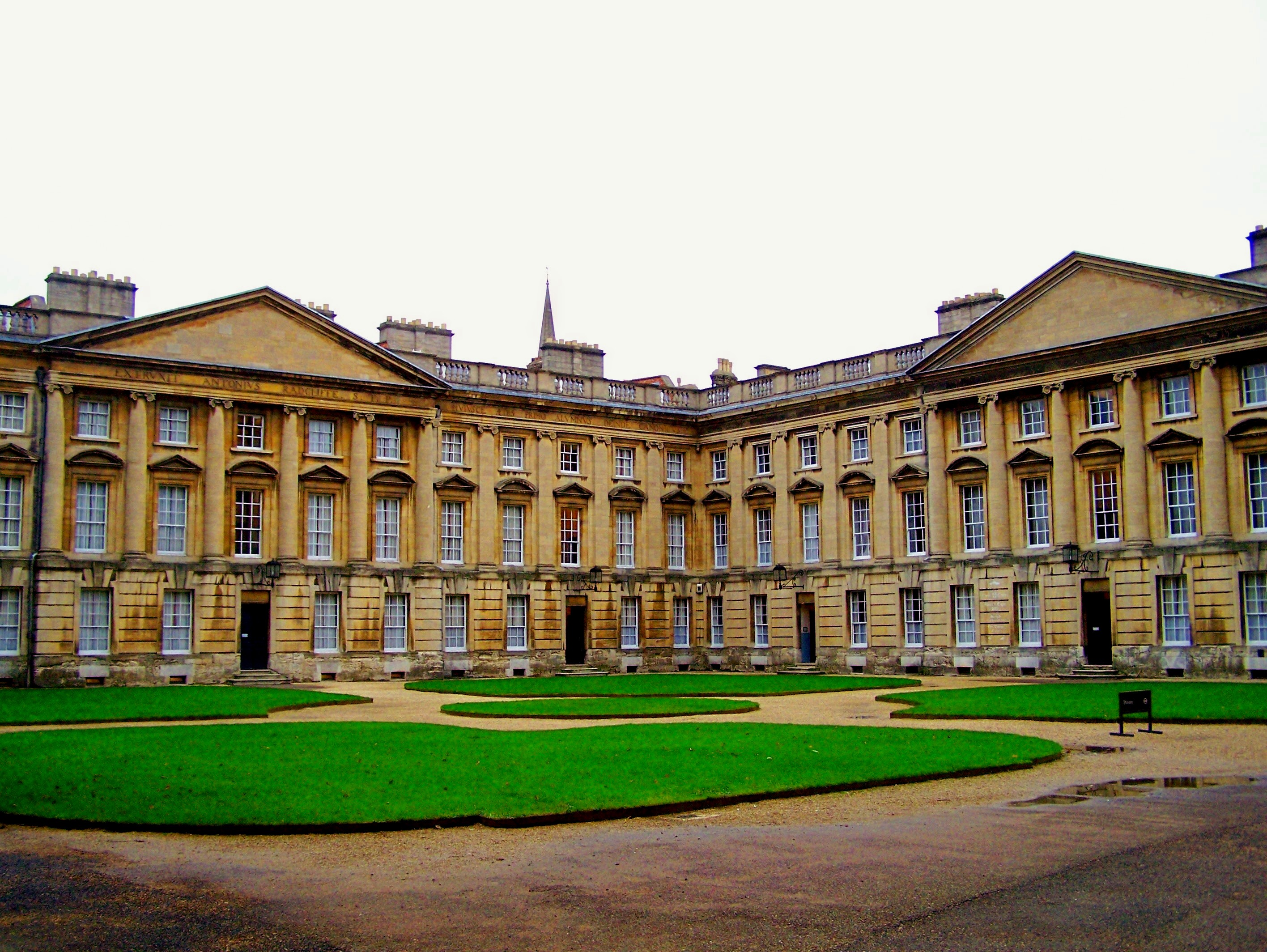
كنيسة المسيح، جامعة أوكسفورد.

الهيئة المسؤولة عن التعليم في الدولة حتى سن 19، هي إدارة شؤون الأطفال والمدارس والعائلات، وهي تشرف مباشرة على المدارس الحكومية في إنجلترا. وتمول المدارس الرسمية عن طريق الضرائب التي تديرها الدولة ويحضرها نحو 93% من تلاميذ المدارس الإنجليزية. هناك أقلية من المدارس الدينية، معظمها تابعة لكنيسة إنجلترا أو الكنيسة الكاثوليكية. ويذهب الأطفال إلى حضانة وهم بعمر ثلاث أو أربع سنوات، والمدارس الابتدائية من سن 5 إلى 11 سنة، والمدارس الثانوية من سن 11 إلى 16، ويمكن للطالب متابعة تحصيله العلمي لعامين إضافيين. على الرغم من أن معظم المدارس الثانوية الإنجليزية تكون شاملة، فإنه هناك مدارس لغات تمهيدية قبل الكلية، والذي يخضع المتقدمين إليها لامتحان دخول. حوالي 7.2% من تلاميذ المدارس الإنجليزية يدرسون في المدارس الخاصة، التي تمول من مصادر خاصة. ويتم مراقبة المعايير عن طريق عمليات تفتيش منتظمة في المدارس الرسمية من قبل مكتب معايير التعليم، ومراقبة المدارس الخاصة من قبل مكاتب التفتيش الخاصة.

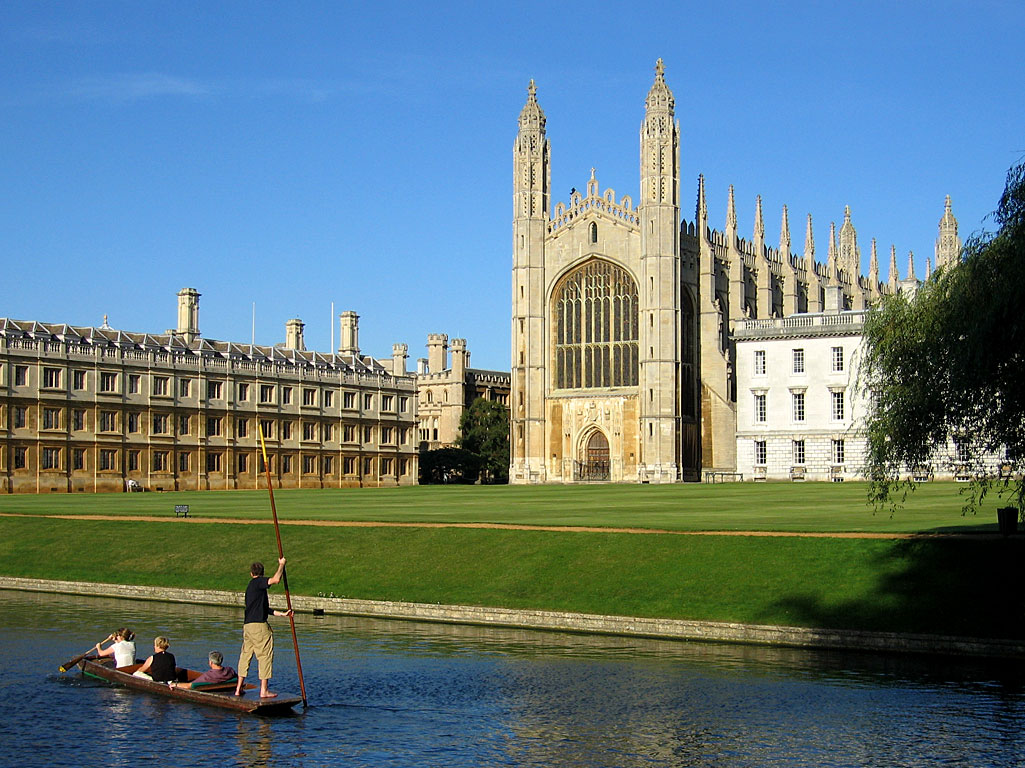
كلية الملك، جامعة كامبردج.

بعد الانتهاء من التعليم الإلزامي، يجري التلاميذ، امتحان الشهادة الثانوية العامة، وبعضهم يتخذ قرار متابعة التعليم والالتحاق بالجامعة. يدخل الطلاب عادة الجامعات في المملكة المتحدة من عمر 18 فصاعداً، حيث يدرسون للحصول على درجة جامعية. تمتلك إنجلترا أكثر من 90 جامعة تمولها الدولة، والتي يتم مراقبتها من قبل وزارة الإبداع والجامعات والمهارات. يحق للطلاب عادة الحصول على قروض الطلاب من أجل الاستمرار في التعليم. الدرجة الأولى التي يحصل عليها الطلبة بعد التخرج هي درجة البكالوريوس، والتي عادة ما تستغرق ثلاث سنوات لإكمالها. وعندها يصبح الطلاب مؤهلين للحصول على درجة الماجستير، الذي يستغرق سنة واحدة، أو على درجة الدكتوراه، والتي تأخذ ثلاثة سنوات. تمتلك إنجلترا تاريخ زاهراً من تعزيز التعليم، ومؤسساتها العليا تحترم على الصعيد الدولي. ومن أشهر الجامعات الإنجليزية: جامعة أوكسفورد وجامعة كامبريدج والملك كانتربيري، والملك روتشستر وتعدّ روتشستر من أقدم المدارس في العالم الناطقة باللغة الإنجليزية. وهناك الكثير من المدارس المعروفة، مثل كلية وينشستر، وكلية إيتون، ومدرسة القديس بولس، ومدرسة الرجبي، ومدرسة هارو.

### العلوم والهندسة والابتكار

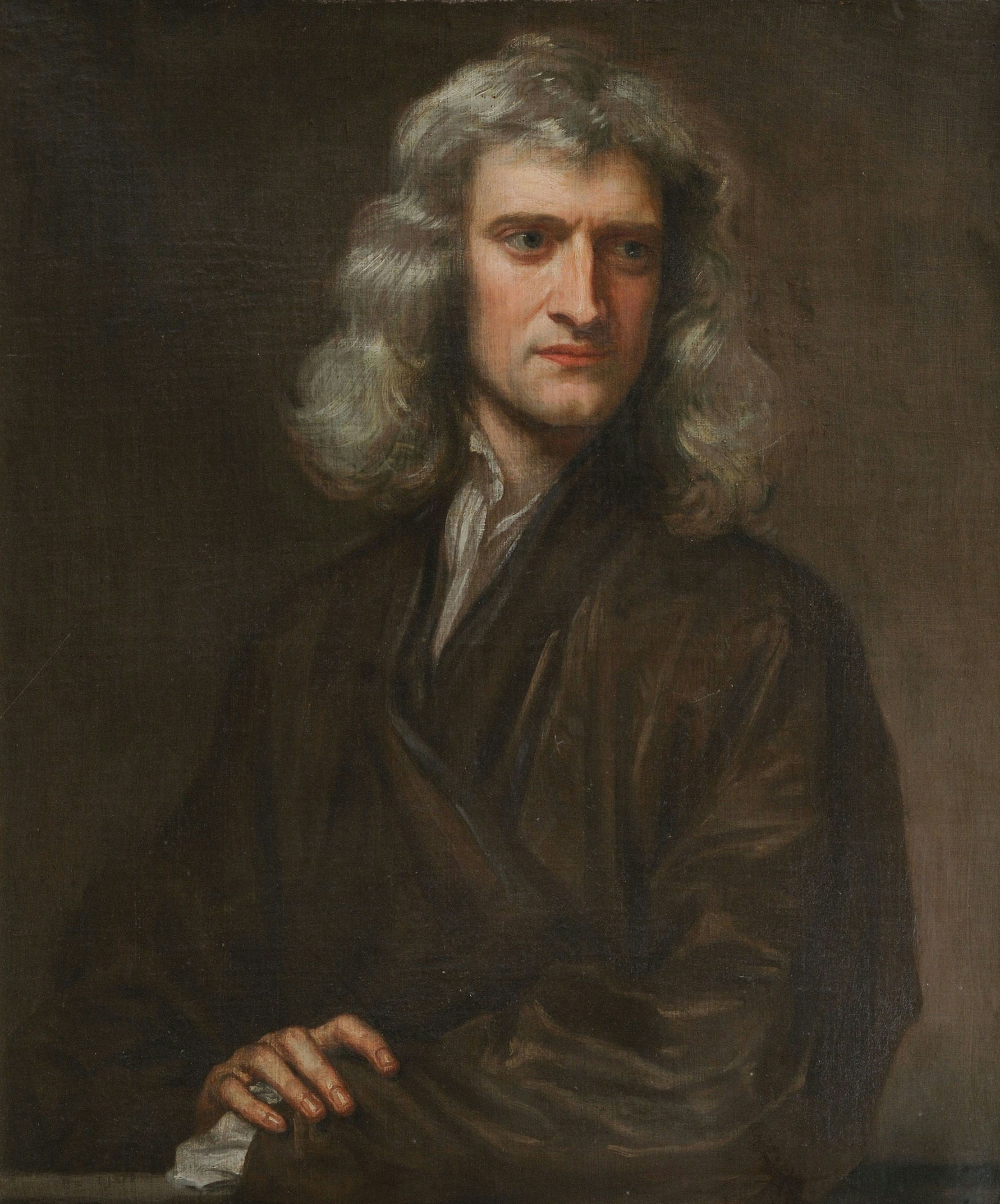
السير إسحاق نيوتن، أحد أكثر الشخصيات نفوذاً في تاريخ العلم.

تشمل الشخصيات الإنجليزية البارزة في ميدان العلوم والرياضيات: السير إسحاق نيوتن، ومايكل فاراداي، وروبرت هوك، وروبرت بويل، وجوزيف بريستلي، وتوماس طومسون، وتشارلز باباج، وتشارلز داروين، وستيفن هوكينغ، وكريستوفر رن، وآلان تورنغ، وفرانسيس كريك، وجوزف ليستر، وتيم بيرنرز لي، وأندرو وايلز وريتشارد دوكينز. يقول الخبراء أن المفهوم الأول لالنظام المتري اخترعه الإنجليزي جون ويلكنز، السكرتير الأول للجمعية الملكية في عام 1668. وعند ولادة الثورة الصناعية، أصبحت إنجلترا موطن الكثير من المخترعين البارزين خلال أواخر القرن الثامن عشر وأوائل التاسع عشر. تشمل قائمة المهندسين الإنجليز المشهورين: إسامبارد كينجدم برونيل، الذي أقام السكة الحديدية الغربية العظمى، وهي سلسلة خطوط سفن بخارية شهيرة، والعديد من الجسور الهامة، وكان له اليد البيضاء في إحداث ثورة في وسائل النقل العام وفي الهندسة الحديثة.
الاختراعات والاكتشافات التي قام بها الإنجليزيون تشمل: أول آلة صناعية الغزل وأول حاسوب وأول جهاز حاسوب حديث والشبكة العنكبوتية العالمية جنباً إلى جنب مع إتش تي تي بي 404 ولغة رقم النص الفائق، وأول عملية نقل دم بشري ناجحة، والمكنسة الكهربائية، وآلة تهذيب الحشائش، وحزام الأمان والحوامات، والمحركات الكهربائية، والميكروفون، والمحرك البخاري، ونظريات مثل نظرية داروين في التطور، والنظرية الذرية. وطور نيوتن أفكار الجاذبية الكونية، ميكانيكا نيوتن، وحساب التفاضل، وقانون المرونة الخاص بروبرت هوك والمسمى باسمه. تشمل الاختراعات الأخرى صفيحة حديد السكك الحديدية، وتعبيد الطرق، والشريط المطاطي، ومصيدة الفئران، وجهاز سلامة «عين القطة» على الطرق، وتطوير وصلة المصباح الساطع، القاطرات البخارية، وثقابة البذور، والمحركات النفاثة، والعديد من التقنيات الحديثة والتكنولوجيات المستخدمة في الهندسة الدقيقة.

## المظاهر الثقافية
يُقصد بالثقافة الإنجليزية المعايير الثقافية الممارسة في إنجلترا من قبل الشعب الإنجليزي. ونظراً لما تتميز به إنجلترا من مكانة في المملكة المتحدة، من حيث الموقع والتعداد، فإنه من الصعب التفرقة بين الثقافة الإنجليزية وبين الثقافة البريطانية بوجه عام.

### الهندسة المعمارية

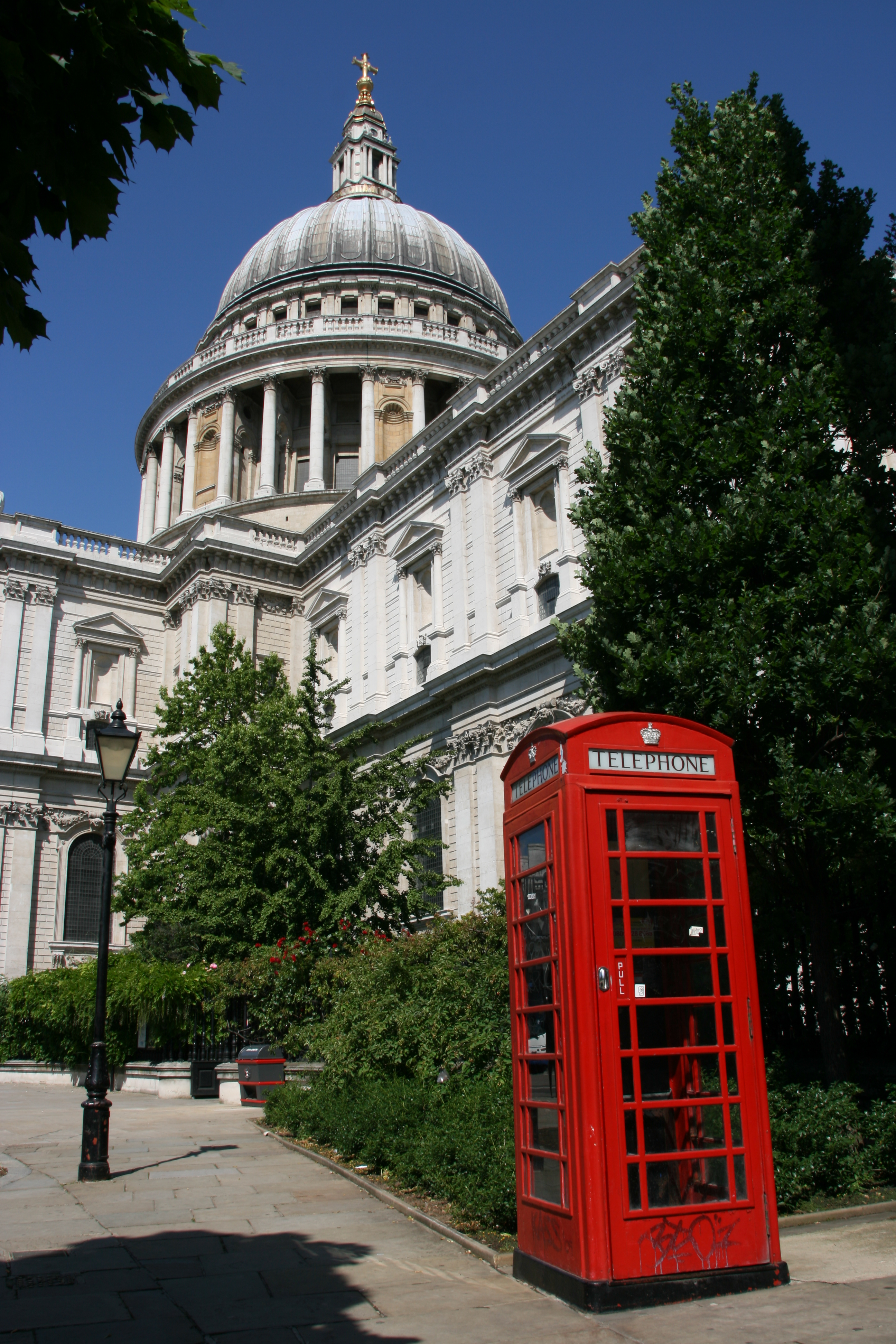
كاتدرائية القديس بولس.

تم نصب العديد من الصروح الحجرية القديمة والتي تعود إلى عصور ما قبل التاريخ، من بين أشهرها ستونهنج، سهام الشيطان، صخرة رودستون، وكاسيلريج. مع دخول العمارة الرومانية القديمة، حصل تطور في بناء الكنائس والمعابد، والحمامات، والمدرجات، وأقواس النصر، والمنازل، والطرق، والقلاع، والجداران الدفاعية والقنوات. كان الرومان هم الذين أسسوا أول المدن والبلدات مثل لندن، باث، يورك، القديس ألبانز، وتشيستر. ولعل أفضل مثال على العمارة والآثار الرومانية هو جدار هادريان الذي يمتد يمينًا عبر شمال إنجلترا. ومثال آخر أيضاً تم الحفاظ عليه جيداً هو الحمامات الرومانية في باث. عمارة العصور الوسطى الأولى كانت تتمثل في مبان وإنشاءات بسيطة، تستخدم في تشييدها الأخشاب بشكل رئيسي، ويُستخدم القش للتسقيف. تراوحت العمارة الكنسية من أديرة الهيبيرنو والساكسون البدائية، إلى كنائس المسيحية المبكرة، وتميزت عمارتها بأعمدة جدارية طويلة، وممرات فارغة، مهاوي درابزين وفتحات ثلاثية الرؤوس. وبعد الغزو النورماندي في عام 1066 أقيمت قلاع مختلفة في إنجلترا حيث كان بإمكان اللوردات دعم سلطتهم، وفي الشمال للحماية من غزو القبائل الإسكتلندية، ومن أشهر قلاع القرون الوسطى برج لندن، قلعة وارويك، قلعة دورهام وقصر ويندسور، وغيرهم.

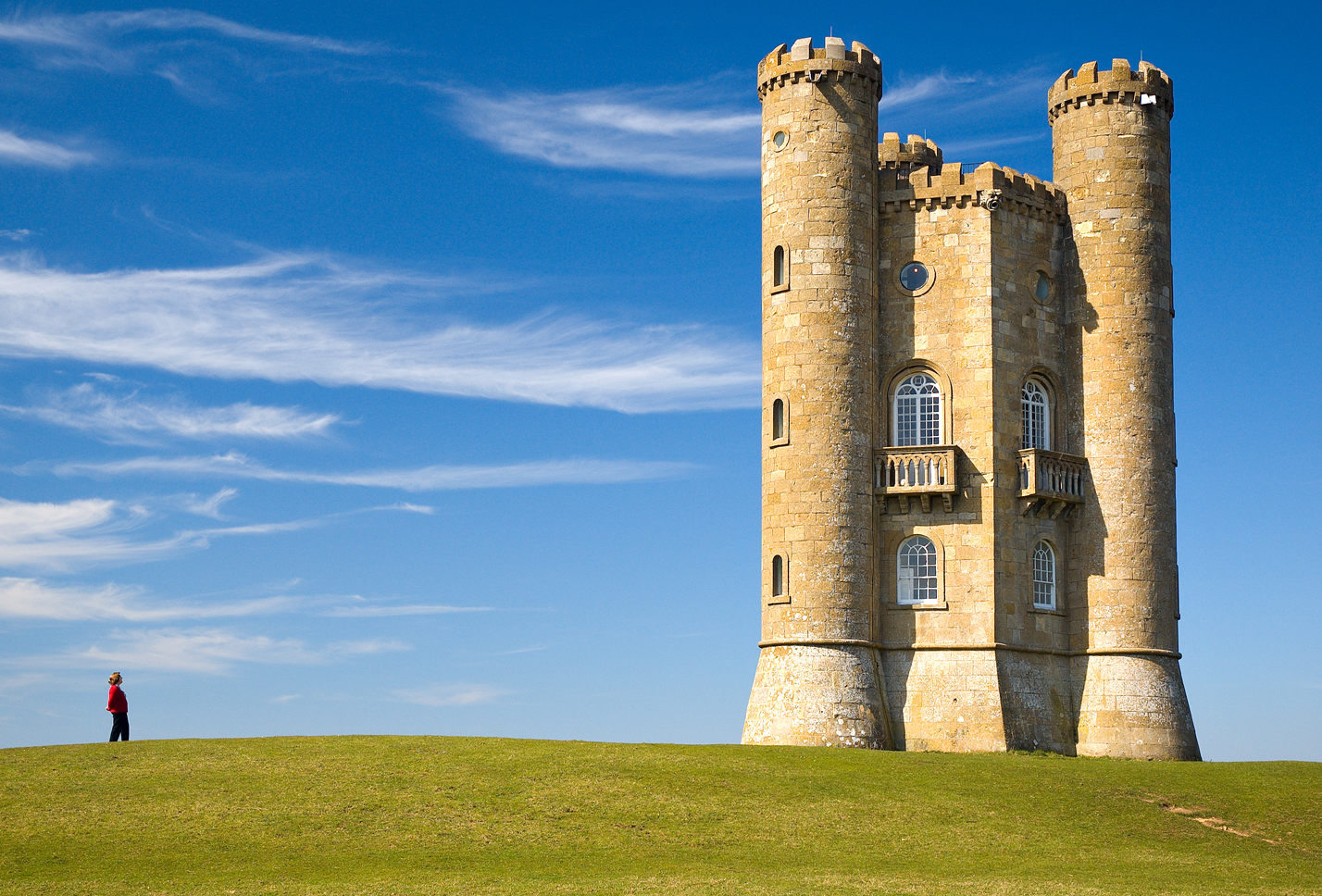
برج برودواي وهو مثال لمفهومالحماقة المعمارية يقع في وسترشير.

طوال حقبة بلنتجنت الإنجليزية ازدهرت العمارة القوطية الإنجليزية، ومن الأمثلة الأولى على هذا النمط العمراني، عدّة كاتدرائيات من العصور الوسطى مثل كاتدرائية كانتربري، كنيسة وستمنستر ويورك مينيستر. ونظراً للتوسع في القاعدة النورماندية فإنه كان هناك أيضاً قلاع، وقصور، ومنازل كبيرة، وجامعات، وكنائس لأبناء الأبرشية. اندثرت عمارة العصور الوسطى في القرن السادس عشر بظهور نمط تيودور، وهي العمارة ذات الأربع أقوس المحورية، التي تعرف الآن باسم قوس تيودور، وقد كانت السمة المميزة كما كانت أيضا الأسيجة المضفرة محلياً. وفي أعقاب عصر النهضة ظهر شكل من أشكال العمارة الكلاسيكية المردودة، المزوجة والمخلقة مع المسيحية، وهو أسلوب الباروك الإنجليزي، وكان من أنصار هذا النوع خاصة المهندس المعماري كريستوفر رن. وتبعه أسلوب العمارة الجورجية الأكثر دقة؛ ويعدّ الهلال الملكي في باث واحد من أفضل الأمثلة على هذا الأسلوب. ومع ظهور الرومانسية خلال الفترة الفيكتوري، تم الشروع في إحياء العمارة القوطية، بالإضافة إلى هذا في نفس الوقت تقريباً فإن الثورة الصناعية مهدت الطريق لظهور مبان من طرز لم تكن معهودة من قبل مثل القصر الكريستالي. ظهرت مختلف أشكال الحداثة منذ عام 1930، وقد كان معظمها في كثير من الأحيان مثير للجدل.

### الفلكلور

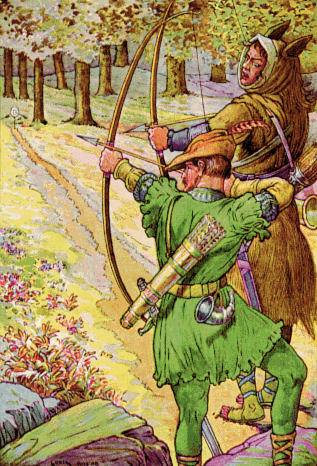
روبن هود.

تطور الفلكلور الإنجليزي على مدى قرون عديدة، وظهرت فيه العديد من الشخصيات والكائنات المألوفة الآن حول العالم، مثل الجنيات، العمالقة، الأقزام، والغيلان، ولعلّ أشهر الشخصيات والقصص الفلكلورية الإنجليزية هي قصة روبن هود ورجاله الشرفاء من شيروود ومعاركهم مع شريف نوتنغهام. أثناء العصور الوسطى المتقدمة ظهرت حكايات مصدرها التقاليد البريثونية ودخلت الفلكلور الإنجليزي، ومنها أسطورة الملك آرثر، وهي مستمدة من المصادر الأنجلو نورماندية، الفرنسية والويلزية، ومن أبرز الشخصيات والمواقع التي ذكرت فيها: الملك آرثر، قلعة كاميلوت، سيف إكسكاليبر، الساحر ميرلين، وفرسان المائدة المستديرة مثل لانسلوت. من الشخصيات الفلكلورية البريطانية الأخرى، الملك كول، وقد بنيت هذه الشخصية على شخصية حقيقية من بريطانيا الرومانية.

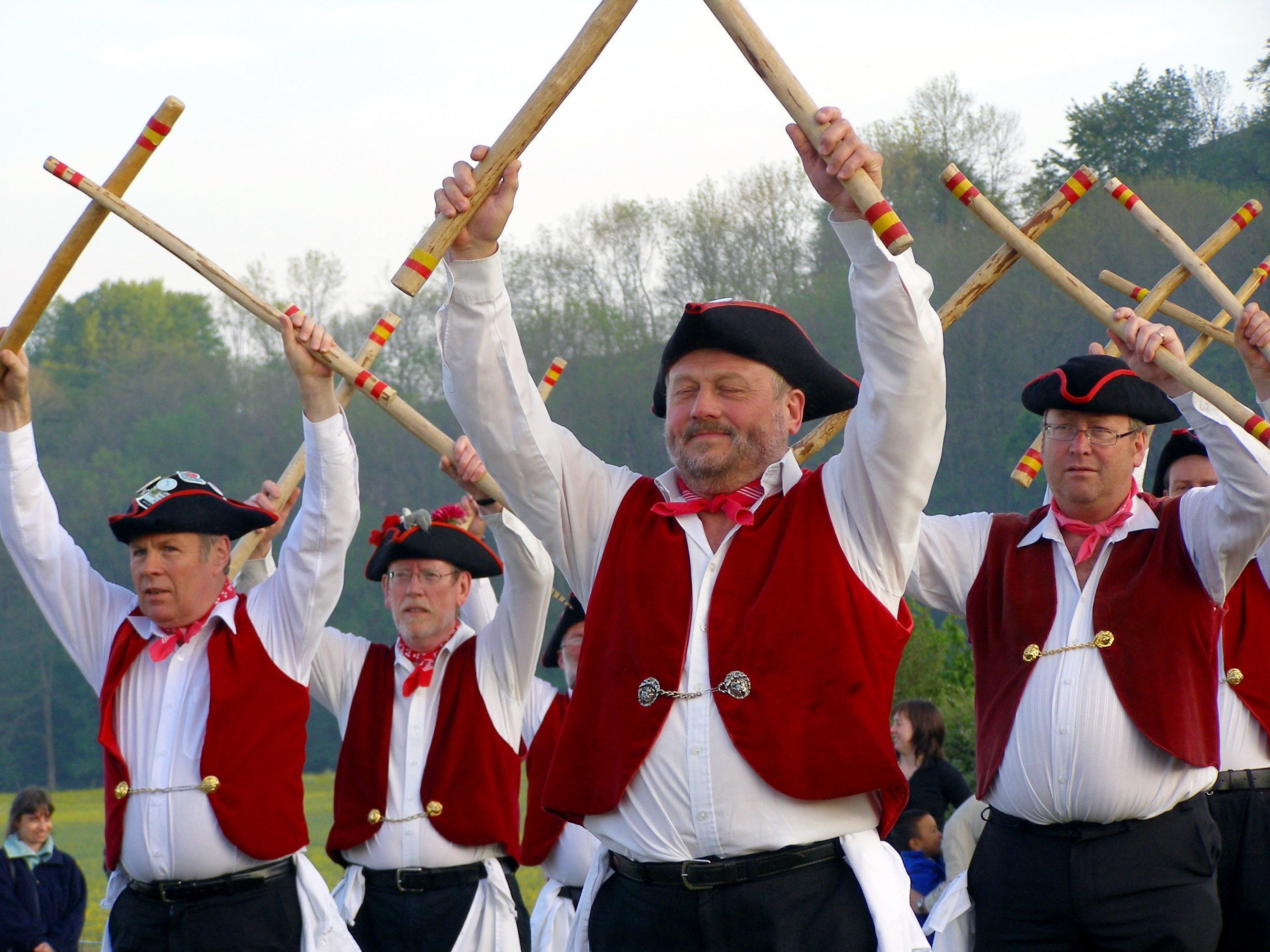
رقصة موريس.

تستند بعض الشخصيات الشعبية بشكل نصفي أو كلّي على شخصيات فعلية لبعض الناس الذين تناقلت قصصهم عبر القرون؛ على سبيل المثال السيدة جوديفا التي يقال أنها أجبرت على الركوب عارية على ظهر الخيل، وهيروارد البطل الذي قاوم غزو النورمانديين، هيرني الصياد وهو شبح الفروسية المرتبط بغابة منتزه وندسور العظمى، والأم شيبتون التي تعدّ النموذج الأصلي للساحرات في الفلكلور. يقيم الإنجليز احتفالاً في ليلة 5 نوفمبر، ويطلقون الألعاب النارية ويتناولون حلوى التفاح في ذكرى إحباط مؤامرة البارود التي تتمحور حول جاي فوكس. تُعتبر بعض الشخصيات الفلكلورية، مثل قاطع الطريق الشهم «ديك توربين» من الشخصيات الثانوية في القصص التقليدية، بينما تعدّ أخرى مثل أبو اللحية السوداء شخصية رئيسية، والنموذج الأصلي للقراصنة، في هذه الحالة. وهناك العديد من الأنشطة الوطنية والإقليمية الشعبية، يتم المشاركة بها في هذا اليوم، مثل رقص موريس، الرقص الناغط، رقصة السيف الطويل في يوركشاير، زجاجة الركل في ليسترشير، ودحرجة الجبن في كوبر هيل. ليس هناك من زي رسمي وطني في إنجلترا، ولكن القليل من الأزياء ما زالت راسخة مثل أزياء الملوك والملكات اللؤلؤية وملكات، والحرس الملكي، وزي وموريس.

### المطبخ

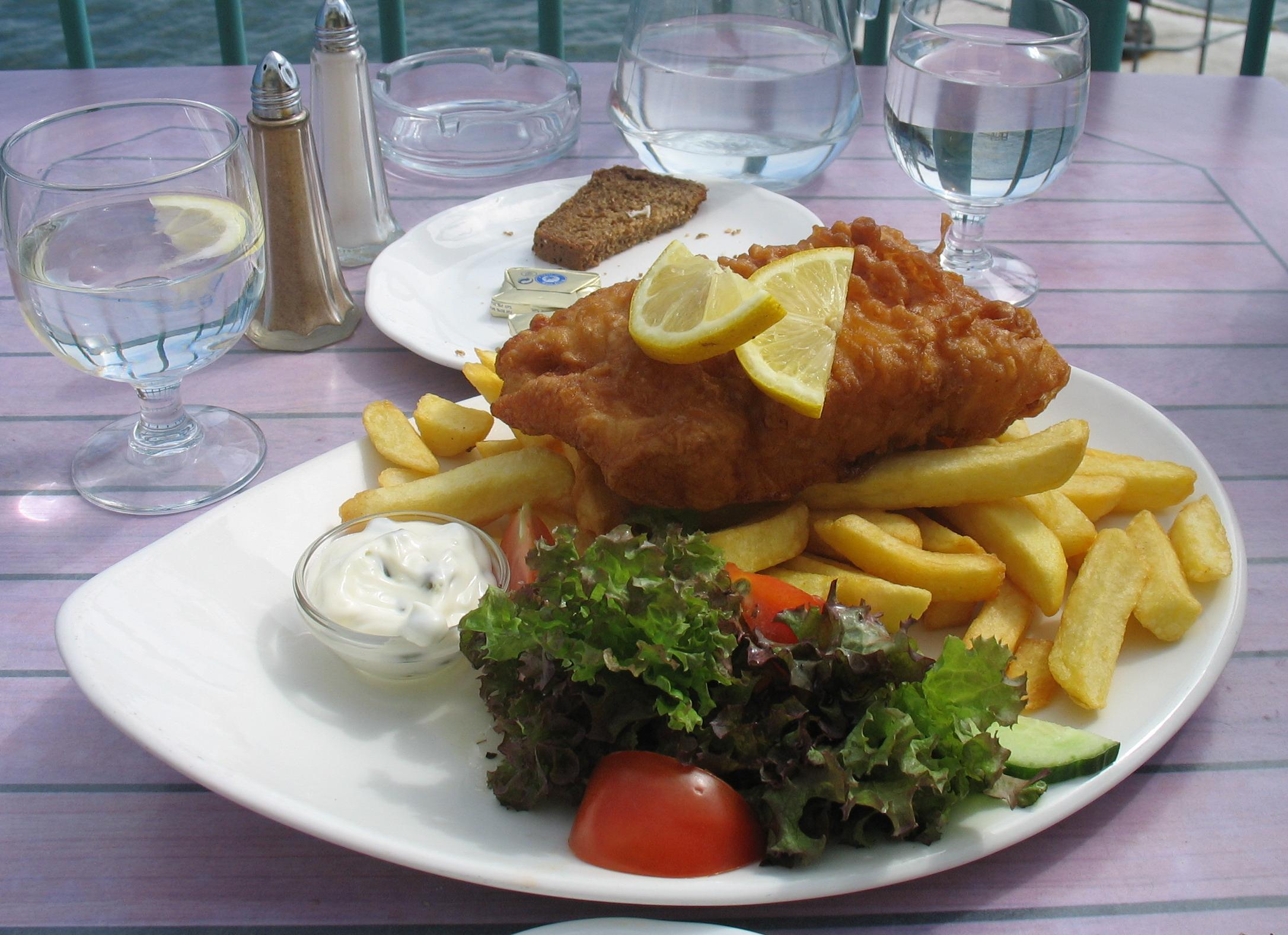
السمك والبطاطا تستهلك بشكل واسع في إنجلترا

تميّز المطبخ الإنجليزي منذ بداية العصر الحديث بالبساطة في النهج، وبساطة النكهات، والاعتماد على الجودة العالية للمنتجات الطبيعية. أما خلال العصور الوسطى وعصر النهضة، فإن المطبخ الإنجليزي تمتع بسمعة ممتازة، على الرغم من التدهور الذي بدأ خلال الثورة الصناعية مع الابتعاد عن الأراضي والتوسع العمراني وزيادة السكان. وقد أعيد إحياء المطبخ الإنجليزي مع ذلك، مؤخراً، وأصبح معترفاً به من قبل نقاد الغذاء مع بعض التقييمات الجيدة في بيانات بعض أفضل المطاعم في العالم.

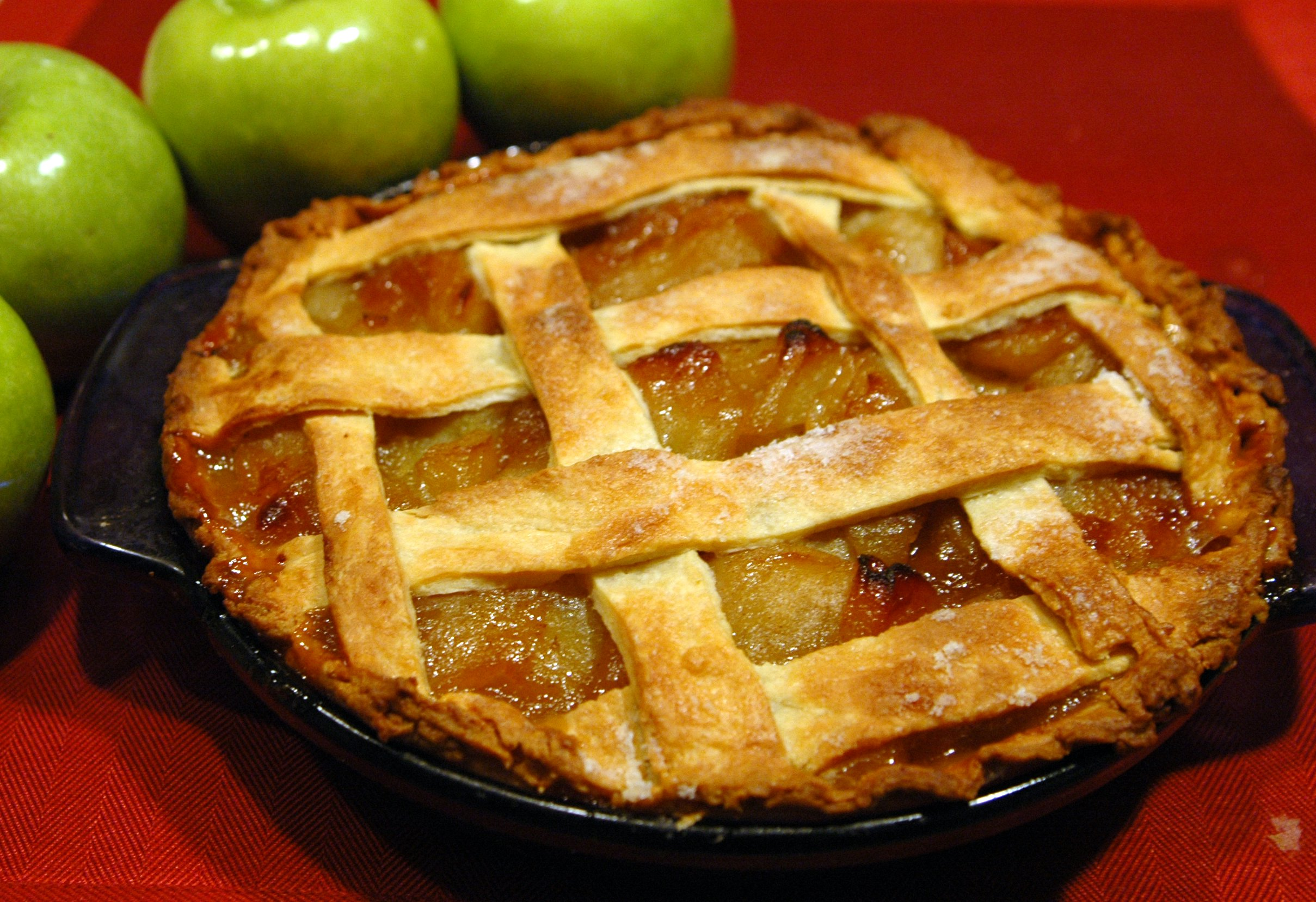
فطيرة التفاح، إحدى أنواع الطعام التي استهلكت في إنجلترا منذ العصور الوسطى.

ومن الأمثلة التقليدية من الطعام الإنجليزي ما يسميه الإنجليز بمشويات يوم الأحد، ويضم قطع لحم مشوية، وعادة ما تكون من البقر والضأن أو الدجاج، مقدمة مع الخضار المسلوقة المتنوعة، وبودنغ يورك شاير وصلصة مرق اللحم. وتشمل الوجبات الأخرى البارزة السمك والبطاطا ووجبة الإفطار الإنجليزي الكامل التي تتألف من لحم الخنزير المقدد، والطماطم المشوية والخبز المقلي والحلوى السوداء، الفول المحمص، والفطر المقلي والنقانق والبيض. يستهلك الإنجليز أشكالاً كثيرة من فطيرة اللحم مثل فطيرة اللحم والكلى، وفطيرة الراعي، الفطيرة المنزلية، وفطيرة كورنوا وفطيرة لحم الخنزير، والأخيرة تؤكل باردة. ومن الأطباق المشهورة الأخرى السجق والهريس، ومن الأجبان الأكثر شعبية جبنة الشيدر. وتم ابتكار العديد من الأطباق الأنجلو الهندية المهجنة المحتوية على الكاري مثل بالتي. وأطباق الحلوى الإنجليزية تشمل فطيرة التفاح، فطيرة اللحم المفروم، الكعك المدور، وكعكة اكليس، والكاسترد وبودنغ التوفي اللزج. وتشمل المشروبات الشاي، والذي أصبح مشروب عالمي الآن على نطاق واسع بفضل كاترين براغانسا، في حين تشمل المشروبات الكحولية النبيذ والبيرة الأنجليزية مثل البيرة المرة والمعتدلة والقوية والبيرة غامقة اللون.

### الفنون البصرية

جون كونستابل: النهر والطاحونة في فلاتفورد في عام 1817.

أقدم الأمثلة المعروفة عن الفنون البصرية الإنجليزية هي بضعة صخور قبتاريخية رسم عليها البشر الأوائل، ورسوم جدران الكهوف الفنية، وأبرزها يقع في شمال يوركشاير، نورثمبرلاند وكامبريا، ومنها بضعة أمثلة أيضًا في الجنوب، مثل صخور كريسويل. ومع وصول الثقافة الرومانية في القرن الأول، ظهرت أشكال مختلفة من الفن أبرزها فن نحت التماثيل والتماثيل النصفية والزجاجيات والفسيفساء. أثناء العصور الوسطى المبكرة كانت أبرز الأعمال الفنية الإنجليزية الإنجليزي تتمثل في نحت الصلبان والعاج، وتخطيط اللوحات، وصياغة الحلي الذهبية والمينا، والتصميمات المتشابكة مثل كنز ستافوردشاير الذي اكتشف في عام 2009. وهناك بعض من الأساليب الجليكية والإنجيلية المخلوطة. وفي وقت لاحق أصبح الفن القوطي ذي شعبية كبيرة في وينشستر وكانتربري.
وشهد عهد آل تيودور ظهور فنانين بارزين تابعين إلى البلاط الملكي، أنتجت أناملهم أعمالاً خالدة مثل لوحات الوجوه التي استمرت جزءاً دائمًا للفن الإنجليزي، ومن أبرز هؤلاء الفنانين الذين اخترعوا هذا النمط من الرسم: الألماني هانز هولباين، والإنجليزي نيكولاس هيليارد. كان الفنانين الأوروبيين مؤثرين في عهد آل ستيوارت، لا سيما الفلمنكية منهم، مثل أنتوني فان دايك، بيتر ليلي، غودفري كينيللر وويليام دوبسون. يعدّ القرن الثامن عشر عهدًا زاهرًا غنيًا بالمنجزات العلمية والفنية، إذ تأسست خلاله الأكاديمية الملكية للفنون، وبنيت على الطراز المعماري الكلاسيكي المميز لعصر النهضة، واستحال توماس غينزبورو، وجوشوا رينولدز أبرز فناني إنجلترا. كذلك استمرت مدرسة نورويتش تتبع منهج رسم المناظر الطبيعية التقليدية، وقامت مدرسة «أخوية رفليت» بإحياء أسلوب عصر النهضة المبكر، ومن روادها هولمان هانت، دانتي غابرييل روسيتي، وجون ايفرت ميليز. ومن الفنانين البارزين في القرن العشرين كان هنري مور، الذي يعدّ صوت النحت البريطاني، والحداثة البريطانية بصفة عامة. ومن الرسامين المعاصرين: لوسيان فرويد، والذي حققت لوحته حاملة عنوان فوائد النوم المشرف في عام 2008 رقماً قياسياً عالمياً لقيمة بيع لوحة لفنان ما زال على قيد الحياة.

### الأدب والشعر والفلسفة

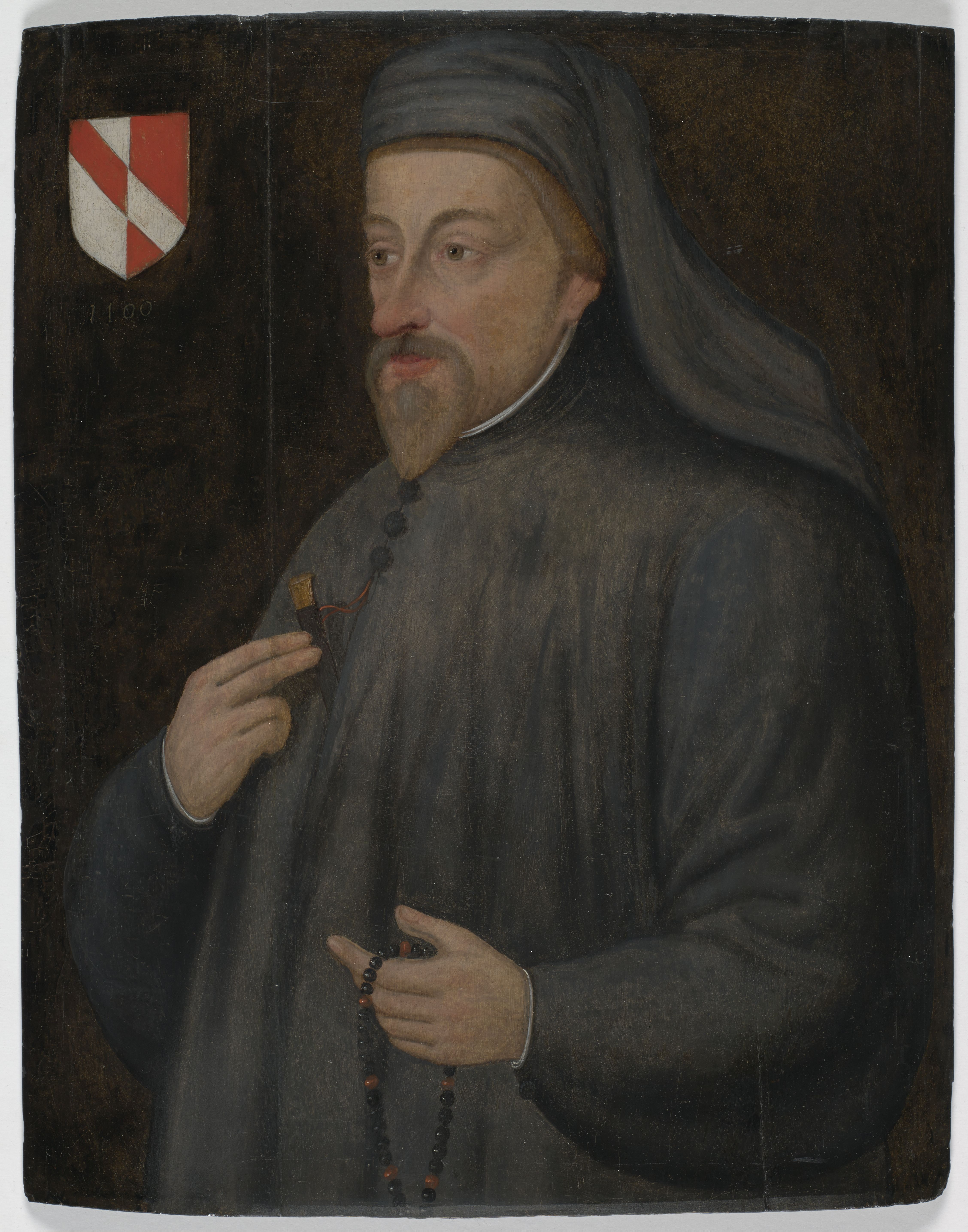
جيفري تشوسر كاتب وشاعر وفيلسوف، قام بكتابة كتاب مشهور وهو حكايات كانتربري.

وضع الكّتاب الإنجليزيين مؤلفاتهم باللغة اللاتينية في بداية الأمر، ومن هؤلاء بي دي وألكون. في حين أن عصر الأدب الإنجليزي القديم لم يظهر منه إلا بضعة أعمال أبرزها قصيدة ملحمة بيوولف، والنثر العلماني حامل عنوان وقائع الأنجلوسكسونية، بالإضافة إلى بعض الكتابات المسيحية مثل «جوديث». في أعقاب الغزو النورماندي استمر تداول اللاتينية بين الفئات المتعلمة، فضلاً عن أدب الأنجلو نورمان. ظهر الأدب الإنجليزي الأوسط مع جيفري تشوسر مؤلف كتاب حكايات كانتربري، جنباً إلى جنب مع الشاعر بيرل ولانجلاند. وكان الفرنسيسكان، ويليام الأكهامي وروجر بيكون من الفلاسفة الرئيسيين في القرون الوسطى، وظهرت أيضًا بضعة أعمال صوفية منها كتاب جوليان النورويشوية «من وحي الحب الإلهي» الذي يعدّ من الكتابات الصوفية المسيحية البارزة. بدأت النهضة الإنجليزية الأدبية في الأدب الإنجليزي الحديث الأول مع وليام شكسبير، الذي تشمل أعماله هاملت وروميو وجولييت، وماكبث، وحلم ليلة منتصف الصيف، وهو لا يزال واحداً من أكثر الكتاب البارزين في الأدب الإنجليزي، إلى جانب مارلو، وسبنسر، وسيدني، وكيد، ودون، وجونسون الذين ظهروا أيضًا في العصر الإليزابيثي. كتب فرانسيس بيكون وتوماس هوبز عن التجريدية والمادية بما فيها الطريقة العلمية والعقد الاجتماعي. وكان مارفيل أفضل شاعر معروف من الكومنولث، في حين ألّف جون ميلتون الفردوس المفقود خلال عهد إعادة الإصلاح.
من أبرز فلاسفة عصر التنوير: لوك، وباين، وجونسون، وبنثام. تم التصدي لمزيد من العناصر الراديكالية في وقت لاحق من قبل إدموند بيرك الذي يعدّ المؤسس للتيار المحافظ، وأصبح الشاعر ألكسندر بوب بمقاطعه الشعرية من الشخصيات الإنجليزية التي لعبت دوراً هاماً في نشوء الرومانسية. رداً على قيام الثورة الصناعية، ظهر كتّأب من أنصار الليبرالية وآخرون من أنصار المحافظين، وتبعهم في وقت لاحق عدد من الاشتراكيين. واستمرت التجريبية من خلال ميل وراسل، في حين أن ويليامز كان ضالعاً في التحليلية. يشمل الكتاب من الوقت القريب من العصر الفيكتوري ديكنز والأخوات برونتي، وأوستن، وكبلينغ، وهاردي، وويلز، وكارول وأندرهيل. ومنذ ذلك الحين واصلت إنجلترا إخراج الروائيين مثل سي. إس. لويس، وجورج أورويل، ولورانس، ووولف، وبليتون، وهكسلي، وكريستي، وبراتكت وتولكين، ورولينغ.

### فنون الاستعراض
ترجع الموسيقى الشعبية التقليدية لإنجلترا إلى قرون مضت، وقد ساهمت في تطوير أنماط موسيقية عدة بشكل بارز، أبرزها: نمط أكواخ البحر، ورقص التهزهز، ورقصة المزمار وموسيقى الرقص. وهي تمتلك اختلافات متميزة وخصوصيات إقليمية. العديد من أغاني الأطفال من أصل إنجليزي مثل "ألمعي ألمعي أيتها النجمة الصغيرة" (بالإنجليزية: Twinkle Twinkle Little Star)، و"الورود الحمراء" (بالإنجليزية: Roses are red)، وجاك وجيل". من أوائل الملحنين الإنجليزيين في الموسيقى الكلاسيكية، ومنهم فنانين من عصر النهضة: توماس تالليس، وويليام بيرد، وهنري بورسيل من عصر الباروك، والألماني جورج فريدريك هاندل الذي أصبح من الرعايا البريطانيين في وقت لاحق، وقضى معظم حياته التأليفية في لندن، وصنع بعض الأعمال الأكثر شهرة في الموسيقى الكلاسيكية مثل "المسيح"، "موسيقى المياه"، و"موسيقى الألعاب النارية الملكية". تم إحياء أعمال بعض الملحنين من إنجلترا في القرن العشرين بقيادة بنيامين بريتين، فريدريك دليوس، إدوارد إلجار، جوستاف هولست، وريف فون ويليامز وغيرهم. ومن أبرز الملحنين المعاصرين في إنجلترا: مايكل نيمان، الذي أشتهر بكونه أحسن عازف بيانو.
وفي مجال الموسيقى الشعبية فإن العديد من الفرق الإنجليزية والفنانين المنفردين قد تم الاستشهاد بهم على أنهم من الأكثر تأثيراً وأكثر الموسيقيين مبيعا في كل العصور. مثل فريق البيتلز، ولد زبلين، بينك فلويد، إلتون جون، وكوين، ورود ستيوارت وذا رولينغ ستونز وهم من بين الفنانين الذين سجلوا أعلى مبيعات في العالم. تعدّ المهرجانات الموسيقية الكبيرة في الهواء الطلق في الصيف والخريف إحدى أكثر المهرجانات شعبيةً، مثل جلاستنبري، والمهرجان الخامس، ومهرجانات القراءة والليدز. وأبرز دار أوبرا في إنجلترا هي دار الأوبرا الملكية الواقعة في كوفنت جاردنز. يقام سنوياً في إنجلترا حدث ثقافي ضخم وهو أوركسترا الموسيقى الكلاسيكية الذي تقام فيه الحفلات الراقصة والموسيقية، ويعقد هذا الحدث في قاعة رويال ألبرت بالعاصمة لندن. يعدّ معهد الباليه الملكي أحد أبرز معاهد العالم لتلقين الباليه الكلاسيكي، وبنيت سمعته على اثنين من الشخصيات البارزة من رقص القرن العشرين، الباليرينا الأولى مارغوت فونتين ومصمم الرقص فردريك أشتون.

### المتاحف والمكتبات، وصالات العرض

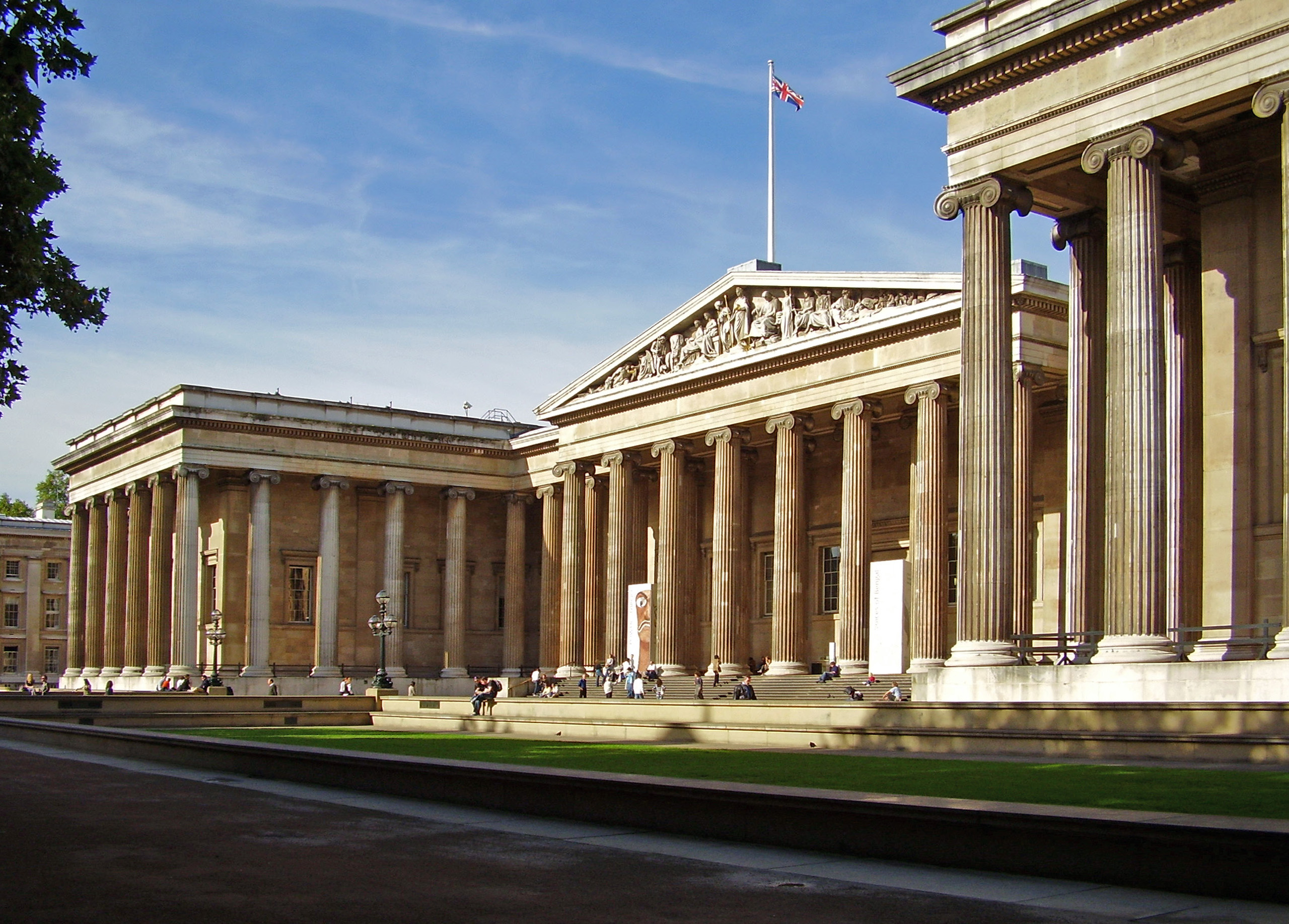
المتحف البريطاني في لندن.

هيئة التراث الإنجليزي هي هيئة حكومية تمتلك صلاحيات واسعة لإدارة المواقع التاريخية والأثرية والتحف والبيئات في إنجلترا. وهي حالياً برعاية وزارة الثقافة والاعلام والرياضة. سبعة عشر موقعًا من أصل خمسة وعشرين موقع تاريخي عالمي في المملكة المتحدة محدد من قبل اليونيسكو، موجود في إنجلترا. بعض من أشهر هذه الأماكن: سور هادريان، ومنطقة ستونهنج، أفبوري والمواقع المرتبطة بها، وبرج لندن، الساحل الجوراسي، وغيرهم من الأماكن المختلفة. يوجد العديد من المتاحف في إنجلترا، أبرزها المتحف البريطاني في لندن. فهو يجمع أكثر من سبعة ملايين تحفة وهي واحدة من أكبر وأشمل مجموعات التحف في العالم، وقد تم تجميعها من كل القارات، وتبين وتوثق قصة الحضارة الإنسانية منذ بدايتها وحتى الوقت الحالي. المكتبة البريطانية في لندن هي المكتبة الوطنية وهي واحدة من أكبر مكتبات البحوث في العالم، وفيها أكثر من 150 مليون وثيقة من جميع اللغات المعروفة، والأشكال، بما في ذلك حوالي 75 مليون كتاب. وأبرز معرض للفن في إنجلترا هو المتحف الوطني في ميدان طرف الغار، والذي يضم مجموعة من أكثر من 2.300 لوحة والتي يرجع أقدمها إلى منتصف القرن الثالث عشر حتى عام 1900. تضم صالات العرض تيت مجموعات متنوعة من الأعمال الفنية البريطانية والدولية الحديثة، كما أنها تستضيف جائزة تيرنر الشهيرة المثيرة للجدل.

## الرياضة

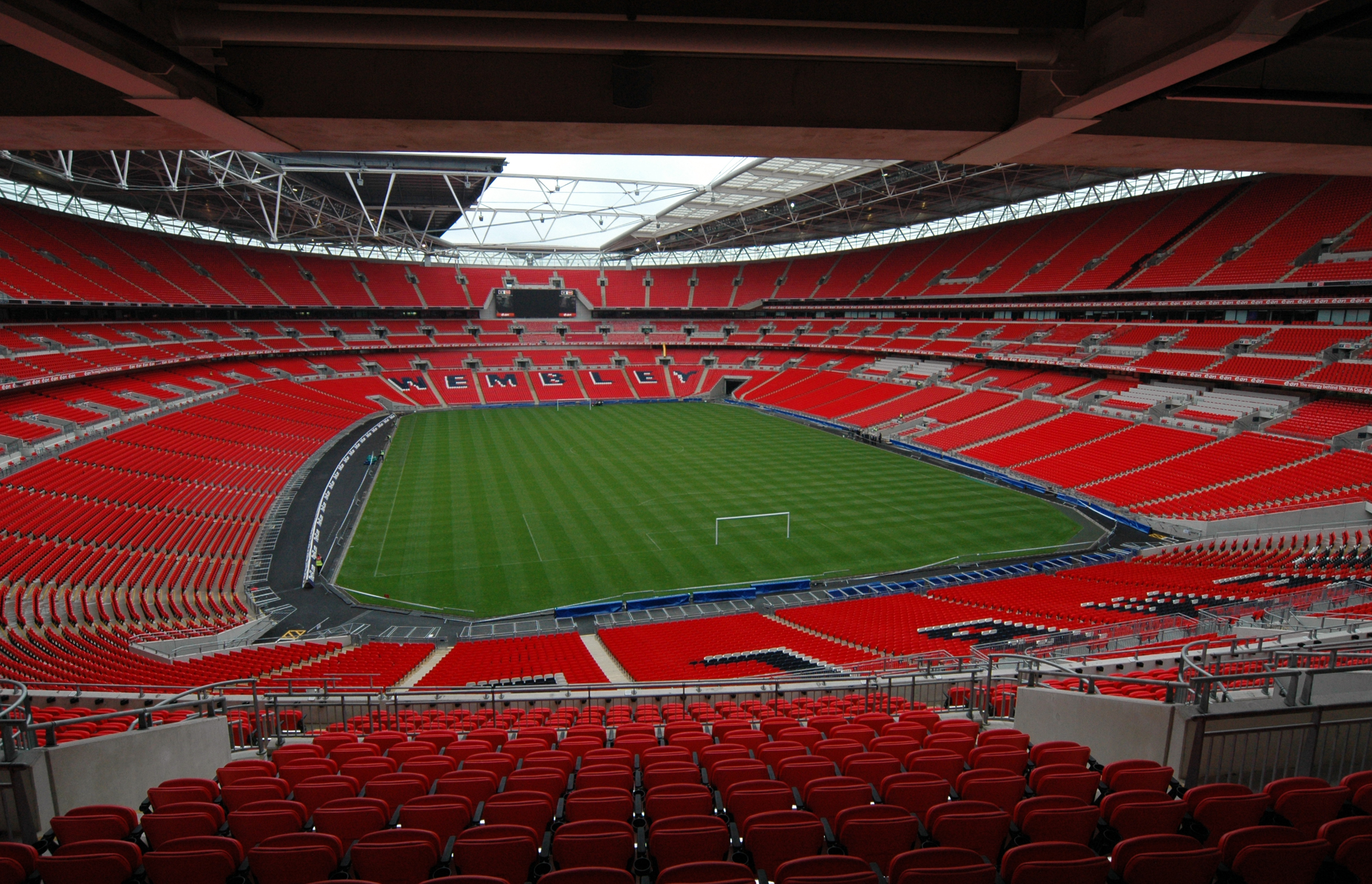
داخل ملعب ويمبلي، الاستاد الأعلى كلفة في العالم.

لإنجلترا تراث رياضي كبير، فقد ولدت فيها خلال القرن التاسع عشر العديد من الألعاب الرياضية التي تلعب في جميع أنحاء العالم. تشمل الرياضات التي نشأت في إنجلترا: كرة القدم، والكريكت، واتحاد الرجبي، ودوري الرجبي، وكرة المضرب، وتنس الريشة والاسكواش، وكرة القاعدة، والهوكي، والملاكمة، والسنوكر، والبلياردو، وهوكي الجليد، والمرماة، وتنس الطاولة، والطاسات، وكرة الشبكة، وسباق الخيل الأصيلة، وصيد الثعالب. وقد ساعدت في تطوير المراكب الشراعية والفورمولا 1. كرة القدم هي الأكثر شعبية من بين هذه الرياضات. وفاز منتخب إنجلترا لكرة القدم، وملعبه الرسمي هو ملعب ويمبلي، في بطولة كأس العالم في عام 1966، وهو العام الذي استضافت فيه إنجلترا المنافسة. وعلى مستوى الأندية فإن إنجلترا معترف بها من قبل الفيفا على أنها مكان ولادة نوادي كرة القدم، ويعدّ نادي شيفيلد الذي تأسس في عام 1857 م أقدم ناد في العالم. واتحاد كرة القدم هو الأقدم من نوعه، وبطولة كأس الاتحاد الإنجليزي لكرة القدم كانت الكأس الأولى. وفي العصر الحديث فإن الدوري الإنجليزي الممتاز هو الأكثر ربحاً في العالم لكرة القدم وبين صفوف النخبة. وقد فاز بدوري أبطال أوروبا كلٌ من نادي ليفربول ومانشستر يونايتد ونوتنغهام فورست واستون فيلاو تشلسي، في حين وصل آرسنال ] وليدز يونايتد إلى المباراة النهائية.

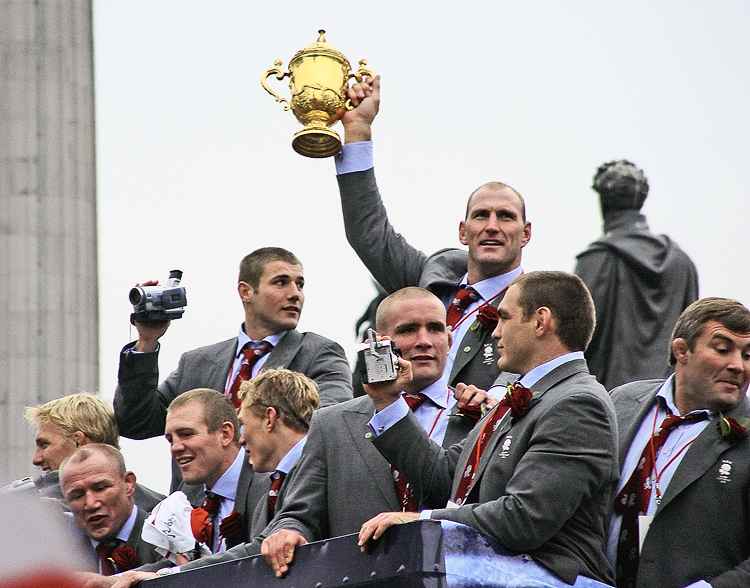
فوز اتحاد الرجبي الإنجليزي في عام 2003 بكأس العالم للرجبي.

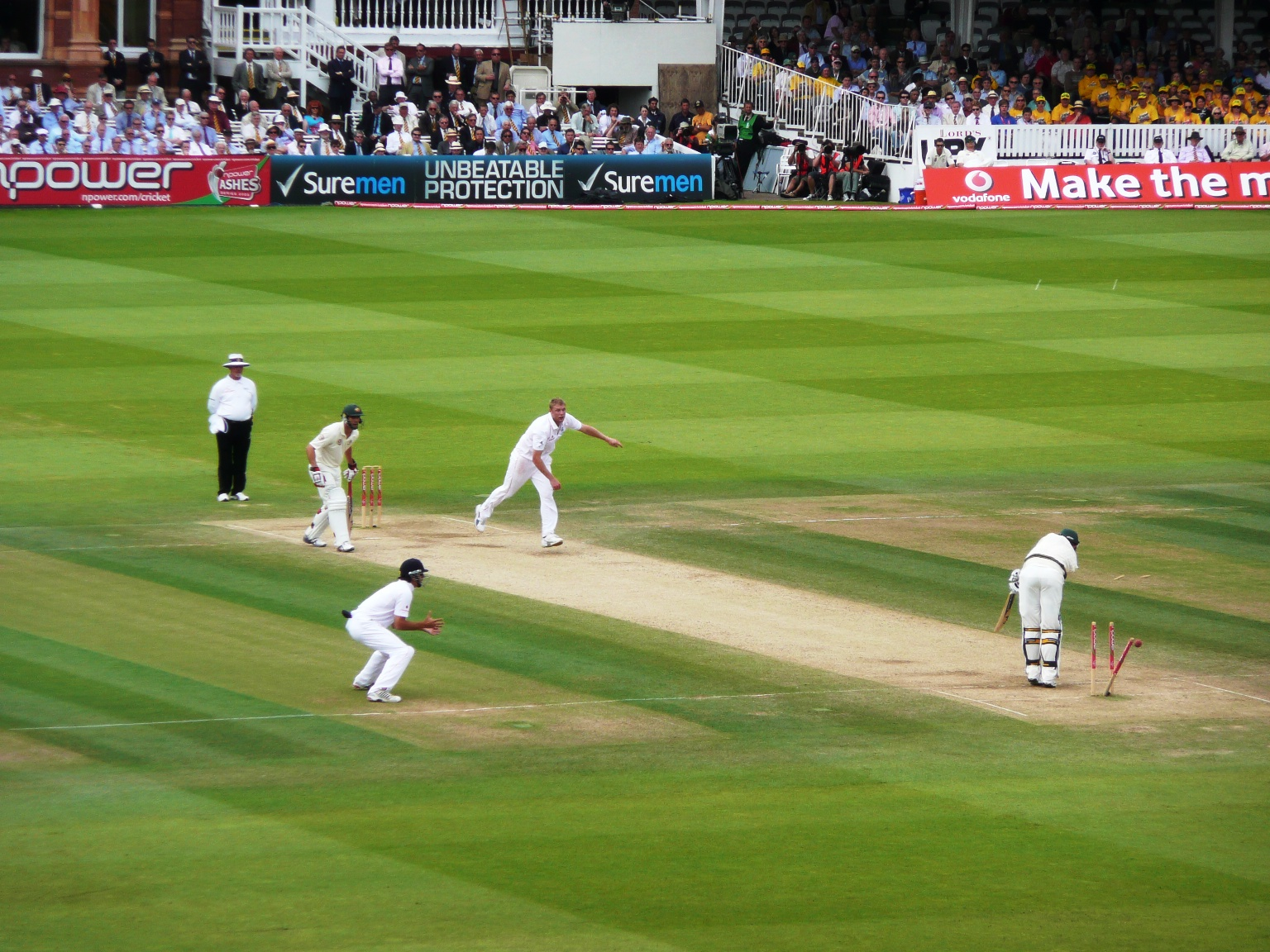
إنجلترا في طريقها إلى الفوز على أستراليا في نهائي نهائي بطولة آشز في عام 2009.

يعتقد أن الكريكيت تم تطويرها في فترة مبكرة من العصور الوسطى بين المجتمعات الزراعية والتعدينية. يمثل فريق إنجلترا للكريكيت فريقي إنجلترا وويلز معًا، وإحدى المنافسات على أعلى مستوى هي سلسلة آشز بين إنجلترا وأستراليا، والمتنافس عليها منذ عام 1882 م. شاهد نهائي بطولة آشز لسنة 2009 ما يقرب من 7 ملايين شخص، على الرغم من أن ذروة آشز عام 2005 تم مشاهدتها من قبل 7.4 ملايين شخص لأنها كانت متاحة على شاشات التلفاز الأرضية. إنجلترا هي حاملة اللقب الحالي للبطولة. استضافت إنجلترا كأس العالم للكريكيت أربع مرات (1975، 1979، 1983، 1999). هناك العديد من المسابقات على المستوى المحلي، بما في ذلك بطولة المقاطعة في يوركشاير التي هي الآن أكثر الأندية نجاحاً بعد أن فازت في المسابقة 31 مرة. واستضافت لندن دورة الألعاب الأولمبية الصيفية في عام 1908 وعام 1948، وستستضيفها مرة أخرى في عام 2012، وتتنافس إنجلترا في دورة ألعاب الكومنولث، التي تعقد كل أربع سنوات. هيئة رياضة إنجلترا هي الهيئة التشريعية المسؤولة عن توزيع الأموال وتوفير التوجيه الاستراتيجي للأنشطة الرياضية في إنجلترا. ويقام سباق الجائزة الكبرى على حلبة سلفرستون.
فازت إنجلترا في عام 2003 بكأس العالم للرجبي، كما كانت إنجلترا واحدة من الدول المضيفة لكأس العالم للرجبي في عام 1991، ويتم التجهيز لاستضافة كأس العالم للرجبي لعام 2015. يعد الدوري الإنجليزي للرجبي هو الأشهر وقد حققت فرق ببور ليستر، ودبابير لندن، ورجبي باث، وقديسي نورثهامبتون نجاحاً في كأس أوروبا المفتوحة «هاينكن». أُنشأ دوري الرجبي في هدرسفيلد في عام 1898، وفريق إنجلترا الوطني للرجبي يحتل المرتبة الثالثة في العالم والأولى في أوروبا. نجحت فرق ويجان ووريورز، سانت هيلينز، ليدز رينوز وعمالقة هدرسفيلد؛ بالفوز ببطولة العالم للأندية سابقاً. أما في كرة المضرب، فبطولة ويمبلدون هي أقدم بطولة لهذه اللعبة في العالم، وأكثرها رقياً.

## الرموز الوطنية

شعار النبالة الإنجليزي.

استمر العلم الوطني لإنجلترا، هو نفسه علم البلاد منذ القرن الثالث عشر، وقد كان يستخدم في الأصل من قبل جمهورية جنوة، وكان الملك الإنجليزي يدفع ضريبة لرئيس قضاة جنوة منذ عام 1190 حتى تستطيع السفن الإنجليزية رفع العلم كوسيلة من وسائل الحماية عند دخول البحر الأبيض المتوسط.
كان الصليب الأحمر على العلم يُشكل رمزاً للكثير من الصليبيين في القرنين الثاني عشر والثالث عشر، وأصبح مرتبطاً بالقديس جرجس، ومن ثم بالبلدان والمدن، التي اعتبرته قديس شفيع لها، واستخدم صليبه كراية. ومنذ عام 1606 شكل صليب القديس جرجس جزءاً من تصميم علم الاتحاد، لعموم العلم البريطاني الذي صممه الملك جيمس الأول.

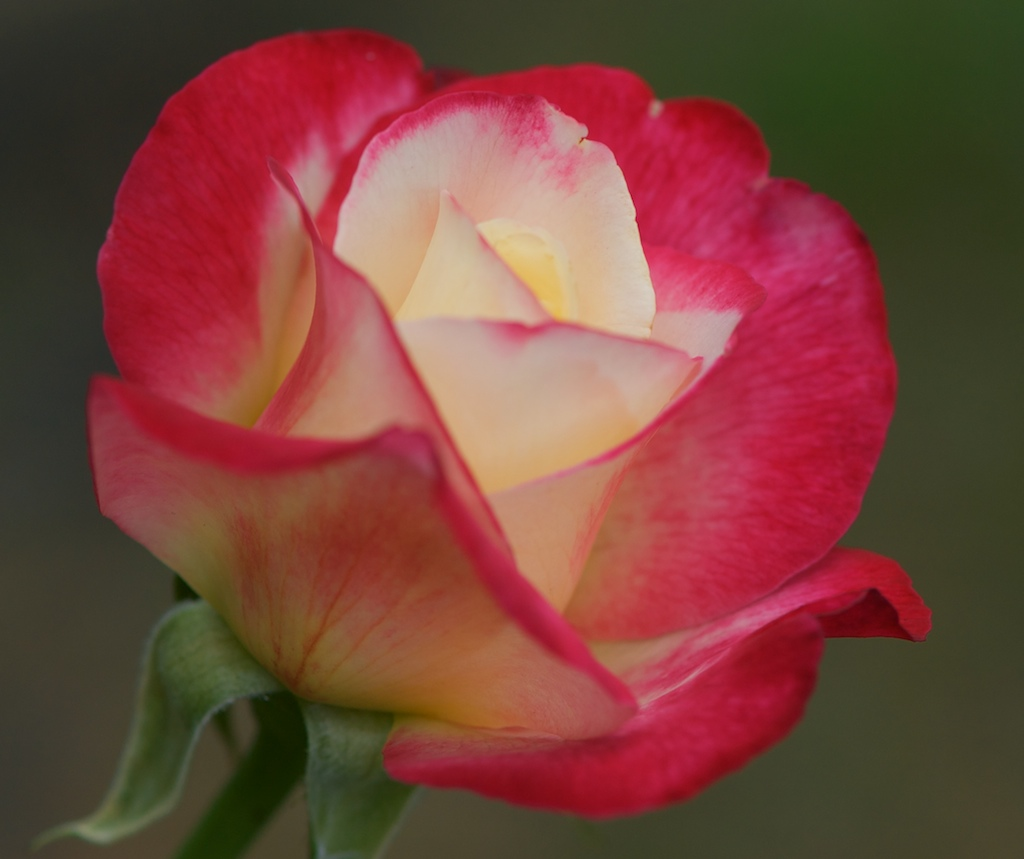
وردة تيودور.

هناك العديد من الرموز والتحف الأخرى الرمزية، سواء الرسمية وغير الرسمية، بما في ذلك وردة تيودور، وشعار الأمة الزهري، والتنين الأبيض، والأسود الثلاثة التي ظهرت على معطف الجيش الوطني، واعتمدت وردة تيودور باعتبارها الشعار الوطني لإنجلترا في وقت قريب من حرب الوردتين كرمز للسلام. وهي رمز توفيقي حيث أنه تم دمج الوردة البيضاء شعار أسرة يورك مع الوردة الحمراء شعار أسرة لانكستر التي ادعت الحق بالعرش الإنجليزي. تعرف هذه الوردة أيضًا باسم أيضاً باسم وردة إنجلترا. وتمثل شجرة البلوط رمزا لإنجلترا، وهي ترمز إلى القوة والتحمل. «البلوطة الملكية» (بالإنجليزية: Royal Oak) هو مصطلح يستخدم للدلالة على هرب الملك تشارلز الثاني من قبضة البرلمانيين بعد إعدام والده؛ حيث اختبأ في شجرة بلوط لتجنب الكشف قبل أخذه بأمان إلى المنفى.
يظهر على معطف الجيش الإنجليزي ثلاثة أسود يعود تاريخ اعتمادها إلى عهد ريتشارد قلب الأسد، خلال الفترة الممتدة من عام 1198 حتى عام 1340، وتعدّ واحدة من أبرز رموز إنجلترا. لا تمتلك إنجلترا نشيدًا وطنيًا خاصًا بها، ولكن المملكة المتحدة ككل لديها نشيد فليحفظ الله الملكة ومع ذلك، هناك البعض الذين يعدّون النشيد الوطني الإنجليزي الغير الرسمي هو: القدس، أرض الأمل والمجد (التي أستخدمت خلال دورة العاب الكومنولث لعام 2002). اليوم الوطني لإنجلترا هو عيد القديس جرجس، ويقام سنوياً في 23 نيسان / أبريل.

### معلومة
1. ↑  وفقا ليوروستات فإن لندن أكبر منطقة حضرية حيث المجتمعات والمناطق ذات كثافة سكانية عالية حسب التعريف. فالترتيب حيث السكان داخل حدود البلديات يضع لندن الأولى. إلا أن جامعة افينيون الفرنسية تدعي أن باريس هي الأولى ولندن الثانية عند احتساب المنطقة الحضرية ومعها مناطقها النائية.

### الحواشي
1. 1 2  Brockhaus Enzyklopädie (بالألمانية), OL:19088695W, QID:Q237227
2. ↑   https://www.ons.gov.uk/peoplepopulationandcommunity/populationandmigration/populationestimates/datasets/estimatesofthepopulationforenglandandwales. {{استشهاد ويب}}: |url= بحاجة لعنوان (مساعدة) والوسيط |title= غير موجود أو فارغ (من ويكي بيانات) (مساعدة)
3. ↑   https://www.nomisweb.co.uk/reports/localarea?compare=2092957699. {{استشهاد ويب}}: |url= بحاجة لعنوان (مساعدة) والوسيط |title= غير موجود أو فارغ (من ويكي بيانات) (مساعدة)
4. ↑  "Main tables - Eurostat" [en] (بالإنجليزية). Archived from the original on 2019-06-28.
5. ↑  المعجم الكبير لمجمع اللغة العربية في مصر حرف الهمزة ص 533
6. ↑  ابن خلدون (تحقيق: أبو صهيب الكرمي). تاريخ ابن خلدون. بيت الأفكار الدولية. صفحة 44.
7. ↑  Office for National Statistics. "The Countries of the UK". statistics.gov.uk. مؤرشف من الأصل في 2002-03-29. اطلع عليه بتاريخ 2009-02-01.
8. ↑  "Countries within a country". number-10.gov.uk. مؤرشف من الأصل في 2008-02-09. اطلع عليه بتاريخ 2009-02-01. {{استشهاد ويب}}: تجاهل المحلل النص "Prime Minister's Office" (مساعدة)
9. ↑  "Changes in the list of subdivision names and code elements (Page 11)" (PDF). المنظمة الدولية للمعايير. مؤرشف من الأصل (PDF) في 2016-05-09. اطلع عليه بتاريخ 2009-02-01.
10. ↑  "England - Culture (login required)". britainusa.com. مؤرشف من الأصل في 2008-08-04. اطلع عليه بتاريخ 2009-02-01.
11. ↑  "Country profile: United Kingdom". بي بي سي نيوز. news.bbc.co.uk. مؤرشف من الأصل في 2012-02-09. اطلع عليه بتاريخ 2009-02-01.
12. ↑  "Industrial Revolution". Ace.mmu.ac.uk. مؤرشف من الأصل في 2011-03-07. اطلع عليه بتاريخ 2009-02-01.
13. ↑  الجمعية الملكية. "History of the Royal Society". royalsociety.org. مؤرشف من الأصل في 2018-06-19. اطلع عليه بتاريخ 2009-02-01.
14. ↑  William E. Burns, A Brief History of Great Britain, p. xxi نسخة محفوظة 01 أبريل 2015 على موقع واي باك مشين.
15. ↑  Acts of Union 1707 parliament.uk, accessed 27 January 2011 نسخة محفوظة 25 مارس 2018 على موقع واي باك مشين.
16. ↑  Ripley 1869، صفحة 570.
17. 1 2 3  Recording Industry Association of America. "Top Selling Artists". riaa.com. مؤرشف من الأصل في 2015-12-25. اطلع عليه بتاريخ 2009-09-05.
18. 1 2  "British Library". موسوعة بريتانيكا. britannica.com. مؤرشف من الأصل في 2015-04-14. اطلع عليه بتاريخ 2009-09-05.
19. ↑  تاريخ الإسلام - الذهبي نسخة محفوظة 05 مارس 2016 على موقع واي باك مشين.
20. ↑  البدراوي زهران، في علم اللغة التاريخي، ص 74، 94، 294 نسخة محفوظة 20 يناير 2021 على موقع واي باك مشين.
21. ↑  Massey 2007، صفحة 440.
22. ↑  Room 2006، صفحة 23.
23. ↑  Foster 1988، صفحة 9.
24. ↑  "500,000 BC – Boxgrove". Current Archaeology. Current Publishing. مؤرشف من الأصل في 2014-01-29. اطلع عليه بتاريخ 2010-12-20.
25. ↑  Archaeology Teaching Resource Box_Lifestyles_Basic.pdf "Palaeolithic Archaeology Teaching Resource Box" (PDF). Palaeolithic Rivers of South-West Britain Project(2006). مؤرشف من الأصل (PDF) في 2017-04-02. اطلع عليه بتاريخ 2010-12-20. {{استشهاد ويب}}: تحقق من قيمة |مسار أرشيف= (مساعدة)
26. ↑  "CHALK EAST". A Geo East Project. مؤرشف من الأصل في 2016-10-25. اطلع عليه بتاريخ 2010-12-20.
27. ↑  Oppenheimer 2006، صفحة 173.
28. 1 2 3  "3000 to 4000 Years Ago". historyofengland.net. مؤرشف من الأصل في 2012-10-29. اطلع عليه بتاريخ 2009-09-05.
29. ↑  "Dig uncovers Boudicca's brutal streak". ذا أوبزرفر. observer.guardian.co.uk. مؤرشف من الأصل في 2008-01-26. اطلع عليه بتاريخ 2009-09-05.
30. 1 2 3  "2000 Years Ago". historyofengland.net. مؤرشف من الأصل في 2012-10-29. اطلع عليه بتاريخ 2009-09-05.
31. ↑  Rankov 1994، صفحة 16.
32. ↑  Wright 2008، صفحة 143.
33. ↑  "Anglo-Saxons". بي بي سي. bbc.co.uk. مؤرشف من الأصل في 2019-05-15. اطلع عليه بتاريخ 2009-09-05.
34. ↑  Clemoes 2007، صفحة 31.
35. ↑  Kirby 2000، صفحة 4.
36. ↑  "The Christian Tradition". PicturesofEngland.com. مؤرشف من الأصل في 2018-12-21. اطلع عليه بتاريخ 2009-09-05.
37. ↑  Lyon 1960، صفحة 23.
38. ↑  "1500 Years Ago". historyofengland.net. مؤرشف من الأصل في 2013-02-23. اطلع عليه بتاريخ 2009-09-05.
39. 1 2 3 4  "1000 Years Ago". historyofengland.net. مؤرشف من الأصل في 2012-10-28. اطلع عليه بتاريخ 2009-09-21.
40. 1 2  Bartlett 1999، صفحة 124.
41. ↑  "Edward I (r. 1272–1307)". Royal.gov.uk. مؤرشف من الأصل في 2008-06-24. اطلع عليه بتاريخ 2009-09-21.
42. ↑  Fowler 1967، صفحة 208.
43. ↑  Ziegler 2003، صفحة 230.
44. ↑  Goldberg 1996، صفحة 4.
45. ↑  Crofton 2007، صفحة 111.
46. ↑  "Richard III (r. 1483–1485)". Royal.gov.uk. مؤرشف من الأصل في 2008-07-10. اطلع عليه بتاريخ 2009-09-21.
47. 1 2 3 4 5 6 7  "500 Years Ago". historyofengland.net. مؤرشف من الأصل في 2012-03-07. اطلع عليه بتاريخ 2009-09-25.
48. ↑  Scruton 1982، صفحة 470.
49. 1 2  Colley 1992، صفحة 12
50. ↑  "Making the Act of Union". Parliament.uk. مؤرشف من الأصل في 2010-04-23. اطلع عليه بتاريخ 2009-09-05.
51. ↑  "Oliver Cromwell (English statesman)". موسوعة بريتانيكا. britannica.com. 2009. مؤرشف من الأصل في 2015-05-11. اطلع عليه بتاريخ 2009-08-08.
52. 1 2 3 4 5 6  "250 Years Ago". historyofengland.net. مؤرشف من الأصل في 2012-03-07. اطلع عليه بتاريخ 2009-09-25.
53. ↑  "London's Burning: The Great Fire". بي بي سي. bbc.co.uk. مؤرشف من الأصل في 2009-08-25. اطلع عليه بتاريخ 2009-09-25.
54. 1 2  "The first Parliament of Great Britain". Parliament.uk. مؤرشف من الأصل في 2010-04-23. اطلع عليه بتاريخ 2009-09-05.
55. ↑  Gallagher 2006، صفحة 14.
56. 1 2  Office for National Statistics 2000، صفحة 5
57. ↑  McNeil & Nevell 2000، صفحة 4.
58. ↑  McNeil & Nevell 2000، صفحة 9.
59. ↑  Birmingham City Council. "Heritage". visitbirmingham.com. مؤرشف من الأصل في 2012-04-26. اطلع عليه بتاريخ 2009-10-04.
60. ↑  Colley 1992، صفحة 1.
61. ↑  "150 Years Ago". historyofengland.net. مؤرشف من الأصل في 2012-04-03. اطلع عليه بتاريخ 2009-10-08.
62. ↑  "100 Years Ago". historyofengland.net. مؤرشف من الأصل في 2012-04-03. اطلع عليه بتاريخ 2009-10-08.
63. 1 2 3  "50 Years Ago". historyofengland.net. مؤرشف من الأصل في 2012-04-03. اطلع عليه بتاريخ 2009-10-08.
64. ↑  Gallagher 2006، صفحات 10–11.
65. 1 2  Reitan 2003، صفحة 50
66. ↑  "The coming of the Tudors and the Act of Union". بي بي سي ويلز  [لغات أخرى]‏. bbc.co.uk. 2009. مؤرشف من الأصل في 2017-11-12. اطلع عليه بتاريخ 2009-09-09.{{استشهاد ويب}}:  صيانة الاستشهاد: علامات ترقيم زائدة (link)
67. ↑  Kenny, English & Hayton 2008، صفحة 3.
68. ↑  Ward 2004، صفحة 180.
69. ↑  Cabinet Office (26 مارس 2009). "Devolution in the United Kingdom". cabinetoffice.gov.uk. مؤرشف من الأصل في 2010-11-25. اطلع عليه بتاريخ 2009-08-16.
70. 1 2  "Parliamentary Elections". Parliament.uk. مؤرشف من الأصل (PDF) في 2009-12-05. اطلع عليه بتاريخ 2009-09-05.
71. 1 2  "Election 2005, results in England". بي بي سي نيوز. news.bbc.co.uk. مؤرشف من الأصل في 2018-01-13. اطلع عليه بتاريخ 2009-09-05.
72. ↑  "European Election 2009: UK Results". بي بي سي نيوز. news.bbc.co.uk. 19 أبريل 2009. مؤرشف من الأصل في 2017-08-07. اطلع عليه بتاريخ 2009-09-05.
73. ↑  Bennett 2004، صفحة 181.
74. ↑  Fafinski 2007، صفحة 60.
75. ↑  Fafinski 2007، صفحة 127.
76. ↑  "Constitutional reform: A Supreme Court for the United Kingdom" (PDF). DCA.gov.uk. مؤرشف من الأصل (PDF) في 2009-02-08. اطلع عليه بتاريخ 2009-09-05.
77. ↑  Fafinski 2007، صفحة 67.
78. ↑  "Crime over the last 25 years" (PDF). HomeOffice.gov.uk. مؤرشف من الأصل (PDF) في 2008-06-24. اطلع عليه بتاريخ 2009-09-05.
79. 1 2  "New record high prison population". بي بي سي نيوز. news.bbc.co.uk. 8 فبراير 2008. مؤرشف من الأصل في 2016-01-12. اطلع عليه بتاريخ 2009-09-05.
80. ↑  "Welcome to the national site of the Government Office Network". GOS.gov.uk. مؤرشف من الأصل في 2010-10-08. اطلع عليه بتاريخ 2009-09-05.
81. ↑  "Prescott's dream in tatters as North East rejects assembly". ذي تايمز. timesonline.co.uk. مؤرشف من الأصل في 2011-08-14. اطلع عليه بتاريخ 2009-09-05.
82. ↑  "Tiers shed as regional government offices disappear". guardian.co.uk. مؤرشف من الأصل في 2013-03-23. اطلع عليه بتاريخ 2011-06-16.
83. 1 2  Encyclopædia Britannica 2002، صفحة 100
84. ↑  Redcliffe-Maud & Wood 1974
85. 1 2  Singh 2009، صفحة 53
86. ↑  Axford 2002، صفحة 315
87. ↑  Singh 2009، صفحة 54
88. ↑  "English Channel". موسوعة بريتانيكا. britannica.com. 2009. مؤرشف من الأصل في 2015-05-02. اطلع عليه بتاريخ 2009-08-15.
89. ↑  "History". EuroTunnel.com. مؤرشف من الأصل في 2010-04-03. اطلع عليه بتاريخ 2009-09-05.
90. ↑  "Kent". TravelBritain.com. مؤرشف من الأصل في 2012-03-16. اطلع عليه بتاريخ 2009-09-05.
91. 1 2 3 4 5 6 7  "Geography of England". Univerzita Hradec Králové. مؤرشف من الأصل في 2017-11-12. اطلع عليه بتاريخ 2009-09-05.
92. 1 2  "St. George – England's Patron Saint". Britannia.com. مؤرشف من الأصل في 2018-08-14. اطلع عليه بتاريخ 2009-02-01.
93. 1 2  Government Offices for the English Regions. "Cornish language". gos.gov.uk. مؤرشف من الأصل في 2016-01-12. اطلع عليه بتاريخ 2009-09-22.
94. 1 2 3 4  "What is the Climate like in Britain?". Woodlands Kent. مؤرشف من الأصل في 2012-10-03. اطلع عليه بتاريخ 2009-09-05.
95. ↑  "Temperature record changes hands". بي بي سي نيوز. news.bbc.co.uk. مؤرشف من الأصل في 2016-01-12. اطلع عليه بتاريخ 2009-09-05.
96. ↑  "English Climate". MetOffice.com. مؤرشف من الأصل في 2007-12-19. {{استشهاد ويب}}: |archive-date= / |archive-url= timestamp mismatch (مساعدة)
97. ↑  "England 1971–2000 averages". Met Office. 2001. مؤرشف من الأصل في 2014-10-17.
98. 1 2 3 4  Office for National Statistics. "UK's major urban areas" (PDF). Statistics.gov.uk. مؤرشف من الأصل (PDF) في 2006-02-15. اطلع عليه بتاريخ 2009-09-05.
99. 1 2 3 4 5  O'Brian، Harriet (24 نوفمبر 2007). "The Complete Guide To: Cathedral cities in the UK". ذي إندبندنت. independent.co.uk. مؤرشف من الأصل في 2011-10-08. اطلع عليه بتاريخ 2009-09-08.
100. ↑  Office for National Statistics (2007). "ONS Key Population and Vital Statistics" (PDF). statistics.gov.uk. مؤرشف من الأصل (PDF) في 2009-05-17. اطلع عليه بتاريخ 2009-09-18.
101. 1 2  "Economy of the United Kingdom" (PDF). PTeducation. مؤرشف من الأصل (PDF) في 2017-11-09. اطلع عليه بتاريخ 2009-10-08.
102. ↑  "Global Financial Centres Index, 2009-03" (PDF). City of London Corporation. مؤرشف من الأصل (PDF) في 2009-10-07. اطلع عليه بتاريخ 2009-09-05.
103. 1 2  Office for National Statistics. "Regional Accounts". statistics.gov.uk. مؤرشف من الأصل في 2014-09-22. اطلع عليه بتاريخ 2009-09-17.
104. ↑  "The Welfare State - Never Ending Reform". بي بي سي نيوز. news.bbc.co.uk. مؤرشف من الأصل في 2018-09-29. اطلع عليه بتاريخ 2009-09-17.
105. ↑  "Tax in England". AdviceGuide.org.uk. مؤرشف من الأصل في 2012-03-13. اطلع عليه بتاريخ 2009-09-05.
106. ↑  "Financial Centre". London.gov.uk. مؤرشف من الأصل في 2012-10-06. اطلع عليه بتاريخ 2009-09-05.
107. ↑  City of London Policy and Resources Committee. "The Global Financial Centres Index" (PDF). cityoflondon.gov.uk. مؤرشف من الأصل (PDF) في 2009-10-07. اطلع عليه بتاريخ 2009-09-05. {{استشهاد ويب}}: |مؤلف= باسم عام (مساعدة)
108. ↑  "The Bank's relationship with Parliament". BankofEngland.co.uk. مؤرشف من الأصل في 2012-01-18. اطلع عليه بتاريخ 2009-09-05.
109. ↑  "Monetary Policy Committee". BankofEngland.co.uk. مؤرشف من الأصل في 2012-02-04. اطلع عليه بتاريخ 2009-09-05.
110. ↑  "England Exports". EconomyWatch.com. مؤرشف من الأصل في 2012-11-26. اطلع عليه بتاريخ 2009-09-05.
111. ↑  "World Guide - England - Economy Overview". World Guide. Intute. مؤرشف من الأصل في 2012-10-25. اطلع عليه بتاريخ 2009-09-09.
112. 1 2 3  UK Parliament 2007، صفحة 175
113. 1 2  White 2002، صفحة 63
114. ↑  "September 27th 1825 - Opening of the Stockton and Darlington Railway". The Stockton and Darlington Railway. مؤرشف من الأصل في 2009-10-01. اطلع عليه بتاريخ 2009-09-08.
115. 1 2  O'Hanlon 2008، صفحة 205
116. 1 2 3  Else 2007، صفحة 781
117. ↑  "BBC History on William Beveridge". بي بي سي. bbc.co.uk. مؤرشف من الأصل في 2018-02-12. اطلع عليه بتاريخ 2009-09-05.
118. 1 2  "Budget 2008, Chapter C" (PDF). HM Treasury. 3 مارس 2008. مؤرشف من الأصل (PDF) في 2008-04-08. اطلع عليه بتاريخ 2009-09-05.
119. ↑  "Private sector role in NHS". بي بي سي نيوز. news.bbc.co.uk. مؤرشف من الأصل في 2016-01-12. اطلع عليه بتاريخ 2009-09-05.
120. 1 2  Office for National Statistics. "Life expectancy". statistics.gov.uk. مؤرشف من الأصل في 2011-08-24. اطلع عليه بتاريخ 2009-07-20.
121. 1 2  The World Factbook نسخة محفوظة 27 مارس 2018 على موقع واي باك مشين.
122. ↑  Office for National Statistics. "Population estimates for UK, England and Wales, Scotland and Northern Ireland - current datasets". statistics.gov.uk. مؤرشف من الأصل في 2011-08-27. اطلع عليه بتاريخ 2009-06-05.
123. ↑  United Nations Department of Economic and Social Affairs. "World Population Prospects: Analytical Report for the 2004". un.org. مؤرشف من الأصل في 2018-08-15. اطلع عليه بتاريخ 2009-09-05.
124. ↑  "Density of England rises". بي بي سي نيوز. news.bbc.co.uk. مؤرشف من الأصل في 2018-06-16. اطلع عليه بتاريخ 2009-09-05.
125. ↑  "England is most crowded country in Europe". ديلي تلغراف. telegraph.co.uk. مؤرشف من الأصل في 2010-05-23. اطلع عليه بتاريخ 2009-09-05.
126. 1 2  Oppenheimer 2006، صفحة 378
127. 1 2  "National flowers". Number10.gov.uk. 13 يناير 2003. مؤرشف من الأصل في 2012-01-12. اطلع عليه بتاريخ 2009-08-08.
128. ↑  "What does being British mean? Ask the Spanish". ديلي تلغراف. telegraph.co.uk. مؤرشف من الأصل في 2009-07-15. اطلع عليه بتاريخ 2009-09-05.
129. ↑  Wade، Nicholas (6 مارس 2007). "A United Kingdom? Maybe". نيويورك تايمز. nytimes.com. مؤرشف من الأصل في 2018-07-14. اطلع عليه بتاريخ 2009-08-08.
130. 1 2 3  "From Expulsion (1290) to Readmission (1656): Jews and England" (PDF). Goldsmiths.ac.uk. مؤرشف من الأصل (PDF) في 2015-09-24. اطلع عليه بتاريخ 2009-02-01.
131. ↑  "Anglo-Saxon Origins: The Reality of the Myth". Malcolm Todd. مؤرشف من الأصل في 2009-05-26. اطلع عليه بتاريخ 2009-09-05.
132. ↑  "Legacy of the Vikings". بي بي سي. bbc.co.uk. مؤرشف من الأصل في 2018-09-24. اطلع عليه بتاريخ 2009-09-05.
133. ↑  University of Wisconsin. 13 Society.htm "Medieval English society". history.wisc.edu. مؤرشف من الأصل في 2011-10-25. اطلع عليه بتاريخ 2009-09-05. {{استشهاد ويب}}: تحقق من قيمة |مسار أرشيف= (مساعدة)
134. ↑  Office for National Statistics. "The UK population: past, present and future" (PDF). statistics.gov.uk. مؤرشف من الأصل (PDF) في 2006-02-15. اطلع عليه بتاريخ 2009-09-05.
135. 1 2 3  "British Immigration Map Revealed". بي بي سي نيوز. news.bbc.co.uk. مؤرشف من الأصل في 2016-01-12. اطلع عليه بتاريخ 2009-09-05.
136. 1 2 3  Graeme Paton (1 أكتوبر 2007). "One fifth of children from ethnic minorities". ديلي تلغراف. telegraph.co.uk. مؤرشف من الأصل في 2008-04-17. اطلع عليه بتاريخ 2008-03-28.
137. ↑  Leppard، David (10 أبريل 2005). "Immigration rise increases segregation in British cities". ذي تايمز. timesonline.co.uk. مؤرشف من الأصل في 2011-07-18. اطلع عليه بتاريخ 2009-08-08.
138. ↑  "Immigration debate hots up in England". The Independent News Service. مؤرشف من الأصل في 2017-11-12. اطلع عليه بتاريخ 2009-09-05.
139. ↑  "80% say cap immigration". Express.com. مؤرشف من الأصل في 2014-01-29. اطلع عليه بتاريخ 2009-09-05.
140. ↑  "50 million population of England set to rise by six million in 25 years". Daily Mail. مؤرشف من الأصل في 2017-11-16. اطلع عليه بتاريخ 2009-09-05.
141. ↑  Arlotto 1971، صفحة 108
142. ↑  Green 2003، صفحة 13
143. ↑  "English language history". Yaelf. مؤرشف من الأصل في 2015-11-13. اطلع عليه بتاريخ 2009-09-05.
144. ↑  "Strategy for the Cornish language". Cornish Language Partnership. مؤرشف من الأصل في 2007-12-23. اطلع عليه بتاريخ 2009-09-22.
145. ↑  "Manx, Cornish and Irish just three of 2,500 languages facing extinction, say UN". ديلي ميل. مؤرشف من الأصل في 2017-04-08. اطلع عليه بتاريخ 2009-09-17.
146. ↑  "South West - Cornish Language". Government Office South West. مؤرشف من الأصل في 2016-01-12. اطلع عليه بتاريخ 2009-09-17.
147. ↑  "On being a Cornish "Celt": changing Celtic heritage and traditions" (PDF). جامعة إكزتر. مؤرشف من الأصل (PDF) في 2008-12-18. اطلع عليه بتاريخ 2009-02-01.
148. ↑  "The Cornish: They revolted in 1497, now they're at it again". ذي إندبندنت. independent.co.uk. مؤرشف من الأصل في 2018-08-19. اطلع عليه بتاريخ 2009-09-17.
149. ↑  "Cornish in Schools". Cornish Language Partnership. 2009. مؤرشف من الأصل في 2008-12-25. اطلع عليه بتاريخ 2009-09-22.
150. ↑  "Number of primaries teaching foreign languages doubles". الغارديان. guardian.co.uk. مؤرشف من الأصل في 2013-03-23. اطلع عليه بتاريخ 2009-09-23.
151. ↑  Drury، Ian (15 أغسطس 2008). "English is a second language for 1 in 8 pupils in England". Mail online. مؤرشف من الأصل في 2017-11-16. اطلع عليه بتاريخ 2009-09-23.
152. 1 2 3 4  Office for National Statistics. "Religion". Statistics.gov.uk. مؤرشف من الأصل في 2004-07-22. اطلع عليه بتاريخ 2009-09-05.
153. 1 2  "A Brief Overview of World Religions". AboutEqualOpertunities.co.uk. مؤرشف من الأصل في 2018-06-21. اطلع عليه بتاريخ 2009-09-16.
154. ↑  "Global Anglicanism at a Crossroads". PewResearch.org. مؤرشف من الأصل في 2012-10-16. اطلع عليه بتاريخ 2009-09-05.
155. 1 2  "United Kingdom - History of the Flag". FlagSpot.net. مؤرشف من الأصل في 2017-11-29. اطلع عليه بتاريخ 2009-09-05.
156. ↑  "Saints". Brits at their Best. مؤرشف من الأصل في 2018-03-21. اطلع عليه بتاريخ 2009-09-05.
157. ↑  "BBC History on William Beveridge". BBC News. مؤرشف من الأصل في 2018-02-12. اطلع عليه بتاريخ 2009-09-05.
158. ↑  Office for National Statistics (2007). "ONS Key Population and Vital Statistics" (PDF). statistics.gov.uk. مؤرشف من الأصل (PDF) في 2009-05-17. اطلع عليه بتاريخ 2009-09-18. [وصلة مكسورة]
159. ↑  "Private sector role in NHS". BBC News. 30 يونيو 2006. مؤرشف من الأصل في 2016-01-12. اطلع عليه بتاريخ 2009-09-05.
160. ↑  Gearon 2002، صفحة 246
161. ↑  West 2003، صفحة 28
162. ↑  Independent Schools in the United Kingdom. encarta.msn.com. مؤرشف من الأصل في 2009-08-29. اطلع عليه بتاريخ 2009-09-17. {{استشهاد بموسوعة}}: تجاهل المحلل الوسيط |عمل= (مساعدة)
163. ↑  Gearon 2002، صفحة 102
164. ↑  United Kingdom Parliament. "Innovation, Universities, Science and Skills Committee Contents". publications.parliament.uk. مؤرشف من الأصل في 2018-08-08. اطلع عليه بتاريخ 2009-09-16.
165. ↑  World Book 2007، صفحة 391
166. ↑  Webster 1937، صفحة 383
167. ↑  Lowe 1971، صفحة 317
168. ↑  "Metric system was British". بي بي سي نيوز. news.bbc.co.uk. مؤرشف من الأصل في 2018-07-12. اطلع عليه بتاريخ 2009-09-05.
169. ↑  "Isambard Kingdom Brunel". DesignMuseum.org. مؤرشف من الأصل في 2014-07-12. اطلع عليه بتاريخ 2009-09-05.
170. 1 2  "English Inventors and Inventions". English-Crafts.co.uk. مؤرشف من الأصل في 2017-11-07. اطلع عليه بتاريخ 2009-09-05.
171. ↑  "The Prehistoric Sites of Great Britain". Stone-Circles.org.uk. مؤرشف من الأصل في 2018-09-29. اطلع عليه بتاريخ 2009-09-05.
172. 1 2 3  "Ancient Roman architecture in England and Wales". Castles.me.uk. مؤرشف من الأصل في 2013-01-20. اطلع عليه بتاريخ 2009-09-05.
173. 1 2  Colgrave 1985، صفحة 326
174. 1 2  Pevsner 1942، صفحة 14
175. 1 2  Atkinson 2008، صفحة 189
176. ↑  Downes 2007، صفحة 17
177. ↑  Pollard 2004، صفحة 272
178. ↑  Michael Wood. "King Arthur, 'Once and Future King'". بي بي سي. bbc.co.uk. مؤرشف من الأصل في 2009-02-02. اطلع عليه بتاريخ 2009-09-16.
179. 1 2 3  Higham 2002، صفحة 25
180. ↑  Koch 2006، صفحة 732
181. ↑  Briggs 2004، صفحة 26
182. ↑  Withington 2008، صفحة 224
183. ↑  "What is England's national costume?". Woodlands-Junior.kent.sch.uk. مؤرشف من الأصل في 28 يوليو 2012. اطلع عليه بتاريخ 09-06-24. {{استشهاد ويب}}: تحقق من التاريخ في: |تاريخ الوصول= (مساعدة)
184. ↑  Else 2007، صفحة 76
185. ↑  Else 2007، صفحة 85
186. ↑  "The S.Pellegrino World's 50 Best Restaurants". TheWorlds50Best.com. مؤرشف من الأصل في 2010-01-13. اطلع عليه بتاريخ 2009-09-05.
187. ↑  "King Richard II's recipe book to go online". ديلي تلغراف. telegraph.co.uk. مؤرشف من الأصل في 2019-02-13. اطلع عليه بتاريخ 2009-09-05.
188. 1 2  "Traditional English Food Specialities". TravelSignPosts.com. مؤرشف من الأصل في 2010-02-25. اطلع عليه بتاريخ 2009-09-05.
189. 1 2  "Catherine of Braganza". Tea.co.uk. مؤرشف من الأصل في 2019-03-22. اطلع عليه بتاريخ 2009-09-05.
190. ↑  "The Prehistoric Cave Art of England" (PDF). ArchaeologyDataService.ac.uk. مؤرشف من الأصل (PDF) في 2013-06-27. اطلع عليه بتاريخ 2009-09-05.
191. ↑  English Heritage. "Aldborough Roman Site". english-heritage.org.uk. مؤرشف من الأصل في 2009-11-09. اطلع عليه بتاريخ 2009-09-05.
192. ↑  "Early Middle Ages Art". Tiscali.co.uk. مؤرشف من الأصل في 2009-02-27. اطلع عليه بتاريخ 2009-09-05.
193. 1 2 3 4 5  "English art". Tiscali.co.uk. مؤرشف من الأصل في 2009-02-16. اطلع عليه بتاريخ 2009-09-05.
194. ↑  Turner، Chris. "The Bronze Age: Henry Moore and his sucessors". Tate Magazine ع. 6. مؤرشف من الأصل في 2012-01-12.
195. ↑  "Freud work sets new world record". بي بي سي نيوز. news.bbc.co.uk. 14 مايو 2008. مؤرشف من الأصل في 2018-06-17. اطلع عليه بتاريخ 2008-05-14.
196. 1 2  Warner 1902، صفحة 35
197. ↑  Rogers 2001، صفحة 17
198. ↑  Rogers 2001، صفحة 135
199. 1 2  Rowse 1971، صفحة 48
200. ↑  Norbrook 2000، صفحة 6
201. ↑  Heywood 2007، صفحة 74
202. ↑  Watson 1985، صفحة 360
203. ↑  Cole 1947، صفحة 268
204. ↑  Hawkins-Dady 1996، صفحة 970
205. ↑  Eccleshare 2002، صفحة 5
206. ↑  Lax 1989، صفحة 7
207. ↑  United Kingdom Parliament (يوليو 2009). "British Citizen by Act of Parliament: George Frideric Handel". Parliamentary Archives. parliament.uk. مؤرشف من الأصل في 2010-04-23. اطلع عليه بتاريخ 2009-08-10.
208. ↑  Stradling 1993، صفحة 166
209. 1 2  Foreman 2005، صفحة 371
210. ↑  UNESCO. "United Kingdom of Great Britain and Northern Ireland". World Heritage. whc.unesco.org. مؤرشف من الأصل في 2018-10-07. اطلع عليه بتاريخ 2009-09-08.
211. ↑  World Heritage Sites to get strongest ever protections CLG press notice 27 May 2008.pdf "English World Heritage Sites to get strongest ever protections" (PDF). Institute of Historic Building Conservation. مؤرشف من الأصل (PDF) في 2017-04-02. اطلع عليه بتاريخ 2009-09-05. {{استشهاد ويب}}: تحقق من قيمة |مسار أرشيف= (مساعدة)
212. ↑  "Museum in London". BritishMuseum.org. مؤرشف من الأصل في 2011-12-07. اطلع عليه بتاريخ 2009-09-05.
213. ↑  "250 Years of the British Museum". Time.com. مؤرشف من الأصل في 2013-08-26. اطلع عليه بتاريخ 2009-09-17.
214. ↑  "The National Gallery". ArtInfo.com. مؤرشف من الأصل في 2013-03-18. اطلع عليه بتاريخ 2009-09-05.
215. ↑  Youngs، Ian (31 أكتوبر 2002). "The art of Turner protests". بي بي سي نيوز. news.bbc.co.uk. مؤرشف من الأصل في 2018-06-21. اطلع عليه بتاريخ 2009-08-10.
216. 1 2  "Sheffield FC: 150 years of history". الاتحاد الدولي لكرة القدم. مؤرشف من الأصل في 2014-07-09. اطلع عليه بتاريخ 2009-09-05.
217. ↑  "History of squash". WorldSquash2008.com. مؤرشف من الأصل في 2016-01-12. اطلع عليه بتاريخ 2009-09-05.
218. ↑  "History of the Game". NRA-Rounders.co.uk. مؤرشف من الأصل في 2007-11-12.
219. ↑  "Premier League clubs' profits are set to double". Deloitte. مؤرشف من الأصل في 2008-09-05. اطلع عليه بتاريخ 2009-09-05.
220. ↑  "UEFA ranking of European leagues". UEFA. مؤرشف من الأصل في 2009-10-27. اطلع عليه بتاريخ 2009-09-05.
221. ↑  "UEFA Champions League Finals 1956-2008". مؤسسة إحصاءات وثيقة لرياضة كرة القدم. مؤرشف من الأصل في 2018-10-02. اطلع عليه بتاريخ 2009-09-05.
222. ↑  Cricinfo staff (26 أغسطس 2009). Ashes climax watched by a fraction of 2005 audience. إسبنكريسينفو. مؤرشف من الأصل في 2009-10-01. اطلع عليه بتاريخ 2009-09-09. "نسخة مؤرشفة". مؤرشف من الأصل في 2009-10-01. اطلع عليه بتاريخ 2011-01-04.{{استشهاد ويب}}:  صيانة الاستشهاد: BOT: original URL status unknown (link)
223. ↑  ICC Test and ODI Championships / Official Team Rankings. إسبنكريسينفو. مؤرشف من الأصل في 2010-11-08. اطلع عليه بتاريخ 2009-09-09. "نسخة مؤرشفة". مؤرشف من الأصل في 2010-11-08. اطلع عليه بتاريخ 2011-01-04.{{استشهاد ويب}}:  صيانة الاستشهاد: BOT: original URL status unknown (link)
224. ↑  A brief history of Yorkshire. إسبنكريسينفو. مؤرشف من الأصل في 2010-07-31. اطلع عليه بتاريخ 2009-09-09. "نسخة مؤرشفة". مؤرشف من الأصل في 2010-07-31. اطلع عليه بتاريخ 2011-01-04.{{استشهاد ويب}}:  صيانة الاستشهاد: BOT: original URL status unknown (link)
225. ↑  "The History of British Motorsport and Motor Racing at Silverstone". Silverstone. Silverstone.co.uk. مؤرشف من الأصل في 2016-05-04. اطلع عليه بتاريخ 2009-10-31.
226. ↑  "England will host 2015 Rugby World Cup". بي بي سي نيوز. news.bbc.co.uk. مؤرشف من الأصل في 2016-01-12. اطلع عليه بتاريخ 2009-09-05.
227. ↑  "Traditional Final: It's Nadal and Federer". نيويورك تايمز. nytimes.co.uk. 5 يوليو 2008. مؤرشف من الأصل في 2018-02-25. اطلع عليه بتاريخ 2009-09-05.
228. ↑  Kaufman & Macpherson 2005، صفحة 958
229. ↑  Smith، Jed (3 يونيو 2005). "England's Rose - The Official History". Museum of Rugby, Twickenham. RugbyNetwork.net. مؤرشف من الأصل في 2019-04-22. اطلع عليه بتاريخ 2009-08-08.
230. ↑  "Jason Cowley loves the Commonwealth Games". New Statesman. مؤرشف من الأصل في 2012-03-22. اطلع عليه بتاريخ 2009-09-05.
231. ↑  "The Great Saint George Revival". بي بي سي نيوز. news.bbc.co.uk. 23 أبريل 1998. مؤرشف من الأصل في 2016-01-12. اطلع عليه بتاريخ 2009-09-05.